# 2015 en radio en France
Cet article est spécifique à la France, pour un article plus général, voir 2015 à la radio.
Cet article concerne les stations de radio et ne traite ni des webradios ni des podcasts.
Cet article intitulé 2015 en radio en France est une synthèse de l'actualité du média radio en France pour l'année 2015. On ne retiendra en général que l'actualité des radios de caractère national ou international, afin de ne pas se perdre dans les détails des radios locales.

## Stations de radio en France

### Apparues en 2015
| Radio | Pays   | Commentaire                                                                                    | Date           |
| ----- | ------ | ---------------------------------------------------------------------------------------------- | -------------- |
| Mouv' | France | La station Le Mouv de Radio France porte dorénavant le nom Mouv' et ses programmes sont revus. | 2 février 2015 |

### Disparues en 2015
| Radio              | Pays   | Commentaire                                                                                   | Date           |
| ------------------ | ------ | --------------------------------------------------------------------------------------------- | -------------- |
| Le Mouv'           | France | La station Le Mouv change de nom pour l'identité Mouv', ses programmes étant revus.           | 2 février 2015 |
| La radio de la mer | France | Les fréquences de cette radio seront passives jusqu'en 2017 en diffusant le programme OÜI FM. | 4 février 2015 |

## Politique des stations en 2015
Janvier 2015
- 24 janvier : Radio France se mobilise pour le sport féminin pour la 2e année consécutive, aux côtés du Conseil Supérieur de l'Audiovisuel, sous l'impulsion de sa présidente vouée à la mission sport Christine Kelly[3].

Mars 2015
- du 19 mars au 15 avril : 28 jours de grève à Radio France
  - 19 mars : enquête de l'IGF sur les dépenses de la présidence de Radio France, concernant les frais de rénovation du bureau de Mathieu Gallet.
  - 19 mars : cinq syndicats ont alors engagé une grève illimitée contre les problèmes budgétaires du groupe et pour défendre l'emploi[4].
  - 3 avril : 400 à 500 salariés de Radio France, réunis en assemblée générale, ont voté à la quasi-unanimité une motion de défiance contre leur PDG Mathieu Gallet[5].
  - 8 avril : la Cour des comptes publie un rapport pointant du doigt les conditions de travail « très favorables » des radios publiques[6].
  - 9 avril : la ministre de la culture Fleur Pellerin missionne Dominique-Jean Chertier, un spécialiste du dialogue social, pour aider à rétablir le dialogue dans l'entreprise[7].

Avril 2015
- 30 avril : Radio FG est désormais diffusé à Lens dans la région Nord-Pas-de-Calais, pour mettre à l'honneur le Louvre-Lens.

Juin 2015
- 3 juin : le CSA a mis en garde Radio Nova sur le quota de chansons d’expression française à l'antenne, des écarts importants avec les engagements sont relevés[8].

Septembre 2015
- 1er septembre : Laurent Guimier, le directeur de France Info, se voit confier un projet de chaîne d'information en continu associant France Télévisions et Radio France[9].
- 9 septembre : Mathieu Gallet annonce la suppression de 270 postes à Radio France d’ici à 2018, par le non remplacement de certains départs à la retraite[10].
- 16 septembre : Matthieu Pigasse annonce avoir finalisé le rachat de Radio Nova, à titre personnel, sans coactionnaire[11].
- 30 septembre : les députés de l'Assemblée nationale, en France, ont validé les nouvelles règles de diffusion des chansons francophones à la radio[12].

Octobre 2015
- octobre : Espace Group devient, pour deux saisons, partenaire officiel de l'Olympique lyonnais et de ses équipes masculines et féminines[13].
- 1er octobre : Olivier Ramond, dirigeant de la radio Metropolys, devient le président du SIRTI, à la suite du départ de Philippe Gault à ce poste, le 18 septembre dernier[14].
- 8 octobre : Radio France fait appel de la décision du Tribunal de commerce de Paris qui l'a condamnée pour concurrence déloyale, pour avoir diffusé « de manière répétée des publicités hors du domaine autorisé par son cahier des missions et des charges »[15].
- du 16 octobre au 27 novembre : France Culture s'associe au réseau France Bleu, proche des territoires, dans le cadre des élections régionales françaises de 2015[16].
- 19 octobre : RFI élargit son offre linguistique avec une rédaction en mandingue, langue parlée ou comprise par 40 millions de personnes en Afrique de l'Ouest[17].

Novembre 2015
- 3 novembre : Hélène Farnaud-Defromont (AEFE) et Mathieu Gallet (Radio France), ont signé une convention-cadre pour des projets pédagogiques communs[18].
- 13 novembre : le groupe Lagardère Active a décidé de fermer la déclinaison locale de Virgin Radio à Saint-Quentin[19].
- à partir du 24 novembre : France Bleu propose à ses auditeurs de retrouver ses programmes en streaming sur Dailymotion[20].
- à partir du 25 novembre : le réseau Radio Campus France est mobilisé autour de la COP21, s'appuyant sur un dispositif alternatif innovant pour traiter l'événement[21].
- 30 novembre : le Conseil national de l'audiovisuel roumain a attribué deux nouvelles fréquences à RFI România, à Sibia et à Timisoara[22].
- 30 novembre : les programmes de RMC sont désormais diffusés à Corte, correspondant ainsi à une huitième ville de Corse couverte par le diffuseur[23].

Décembre 2015
- 2 décembre : Rire et chansons renforce sa couverture de la Corse avec l'activation d'une quatrième fréquence, son programme étant dorénavant disponible à Corte[24].
- 3 décembre : en France, la Maison de la radio s'est dotée d'un orgue remarquable signé par le facteur Gerhard Grinzing, orgue qui sera inauguré au printemps prochain[25].
- 8 décembre : la rédaction de RFI en brésilien vient de proposer de nouveaux rendez-vous pour être plus proche des habitudes d'écoute au Brésil[26].
- 8 décembre : RFI lance le site RFI Savoirs, mettant à disposition des ressources et des outils pour apprendre le français et comprendre le monde en français[27].
- 12 et 19 décembre : en France, la Maison de la radio propose des ateliers pour sensibiliser les enfants aux métiers de la radio[28].
- 17 décembre : Africa n°1 proteste contre la volonté du Ministère de la Culture de préempter la seule fréquence FM disponible à Beauvais au profit de Radio France[29].
- 31 décembre : les émetteurs diffusant en ondes moyennes les programmes de Radio France cessent définitivement d'émettre[30].

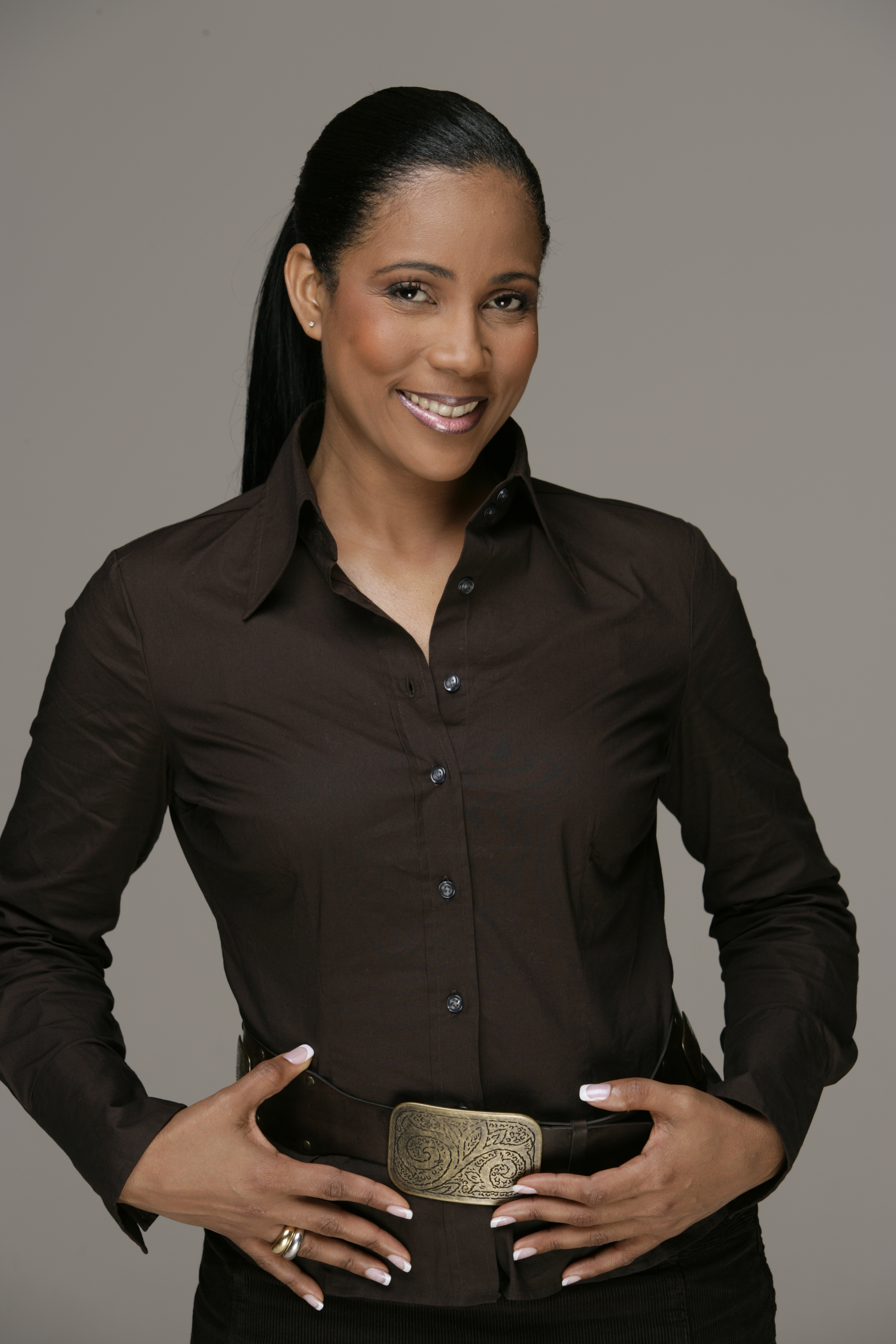
Christine Kelly en 2005.
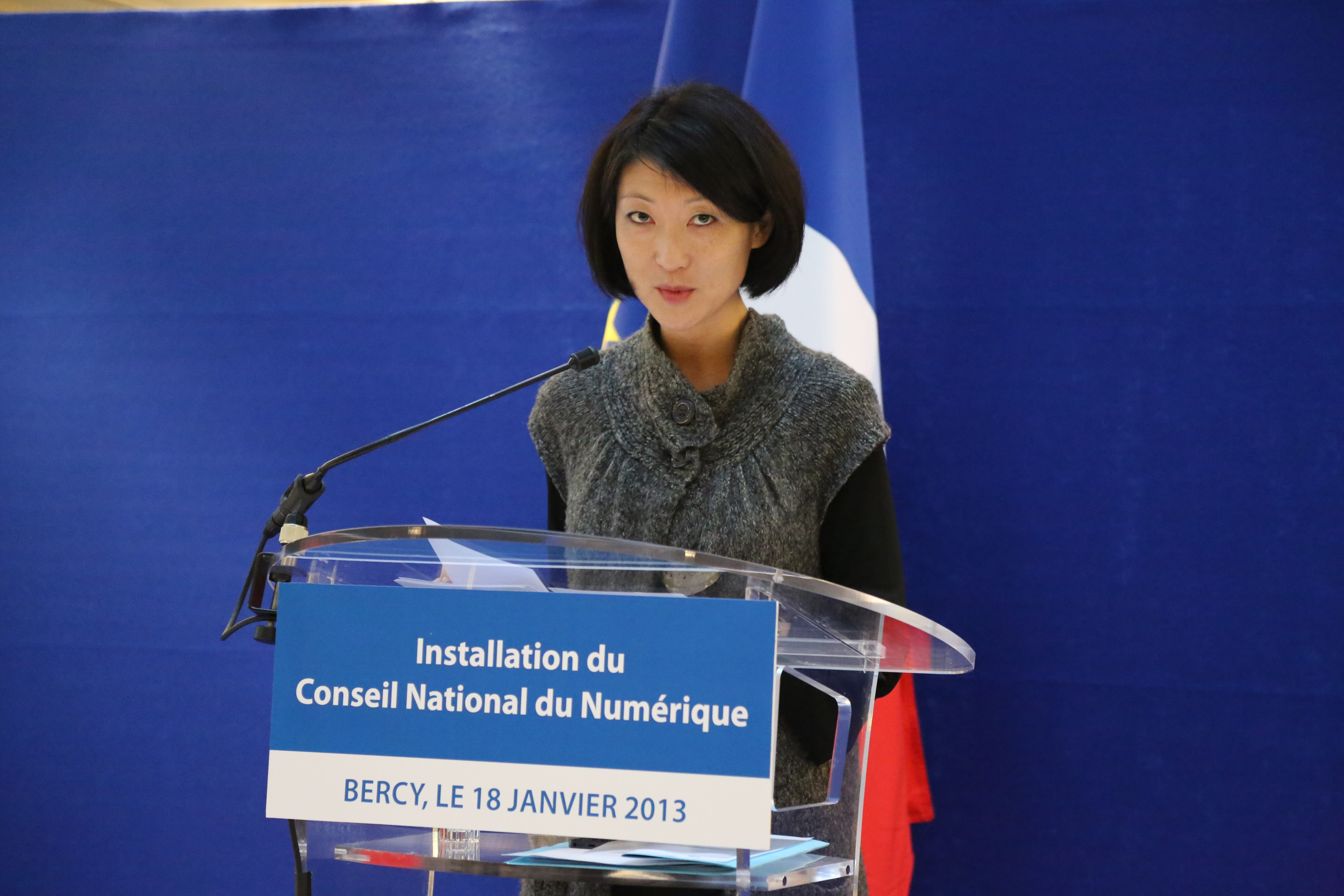
Fleur Pellerin en 2013.
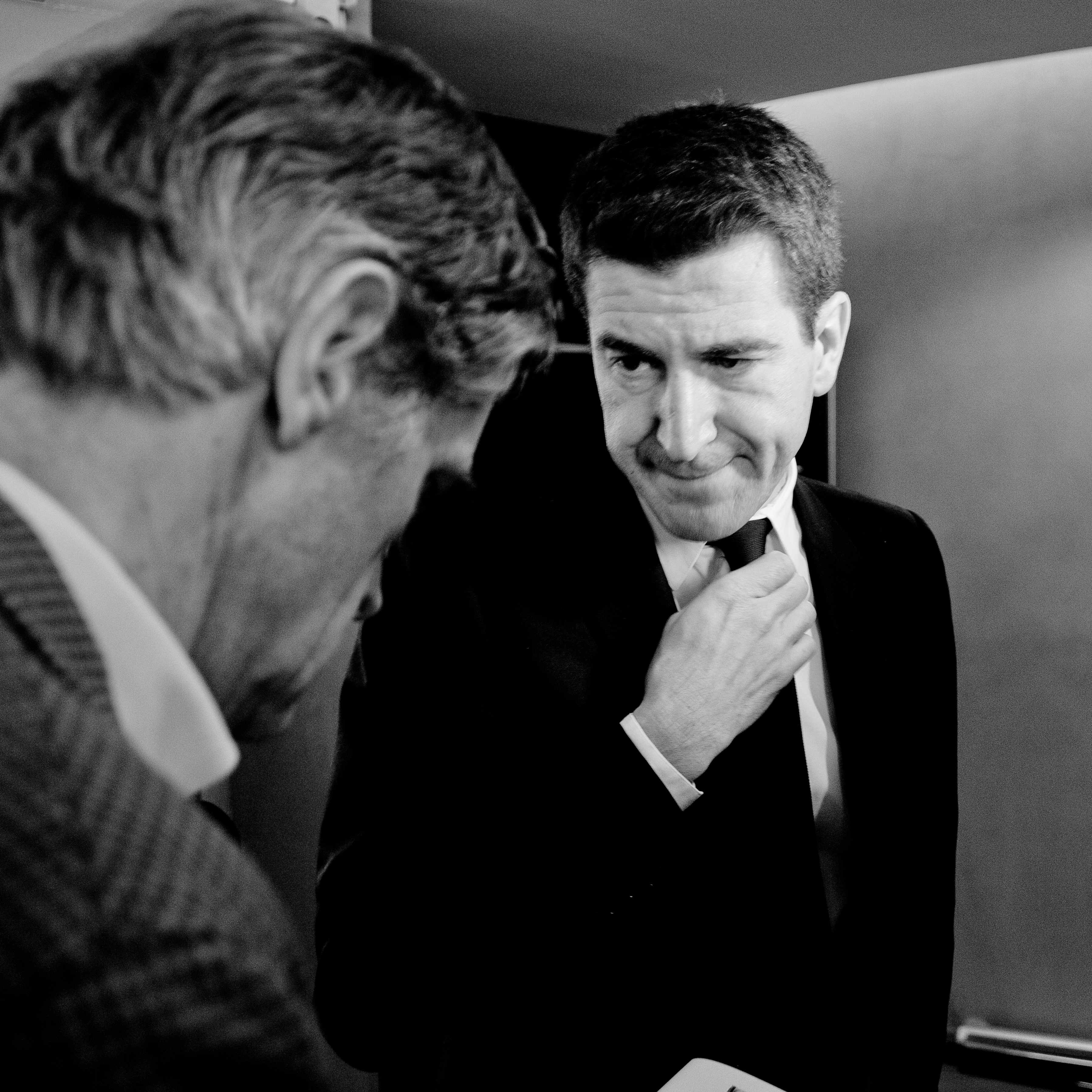
Matthieu Pigasse en 2012.
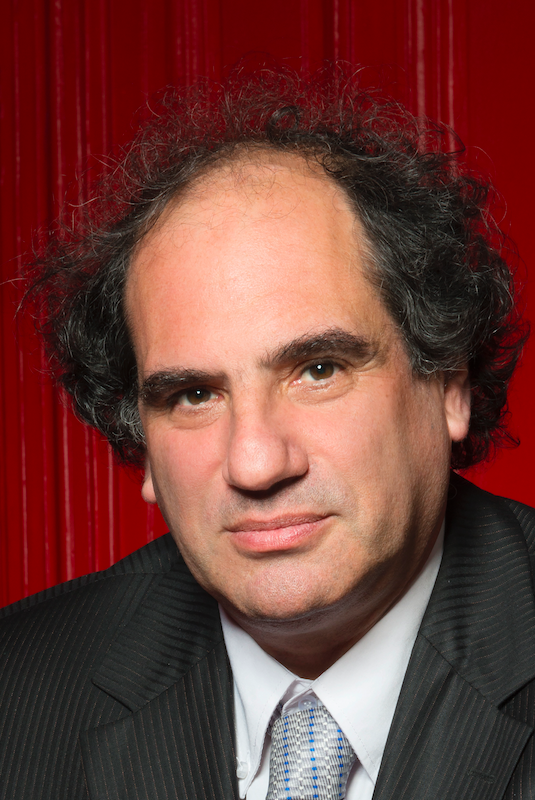
Philippe Gault en 2013.

## Considérations techniques en 2015
- 22 octobre : le CSA a adopté un document de synthèse, utile dans la perspective d'un déploiement de la RNT en France[31].
- 13 novembre : INA Expert, le premier centre européen de formation professionnelle aux métiers de l'image et du son, refait un studio et l'équipe avec la console Vista 1[32].
- 25 novembre : le CSA a autorisé le prolongement de l'expérimentation du DAB+ sur les zones de Nantes et de Saint-Nazaire, jusqu'au 31 décembre 2015[33].
- 7 décembre : le site internet de France Musique retransmet en son 3D le Prometeo de Luigi Nono en direct de la Philharmonie de Paris[34].
- 9 décembre : le CSA adopte un calendrier qu'il envisage de mettre en œuvre pour le déploiement de la RNT en France[35].

## Manifestations connexes en 2015
En France, des radios sont partenaires pour organiser des manifestations connexes. Elles participent notamment à plusieurs séminaires, salons ou conférences consacrés à la radiodiffusion. Sont organisés aussi, tout au long de l'année, des remises de prix, des concerts ou toutes sortes de manifestations, pour lesquels des stations de radio sont partenaires. Bien souvent, ces radios sont de véritables organisatrices ou coorganisatrices.

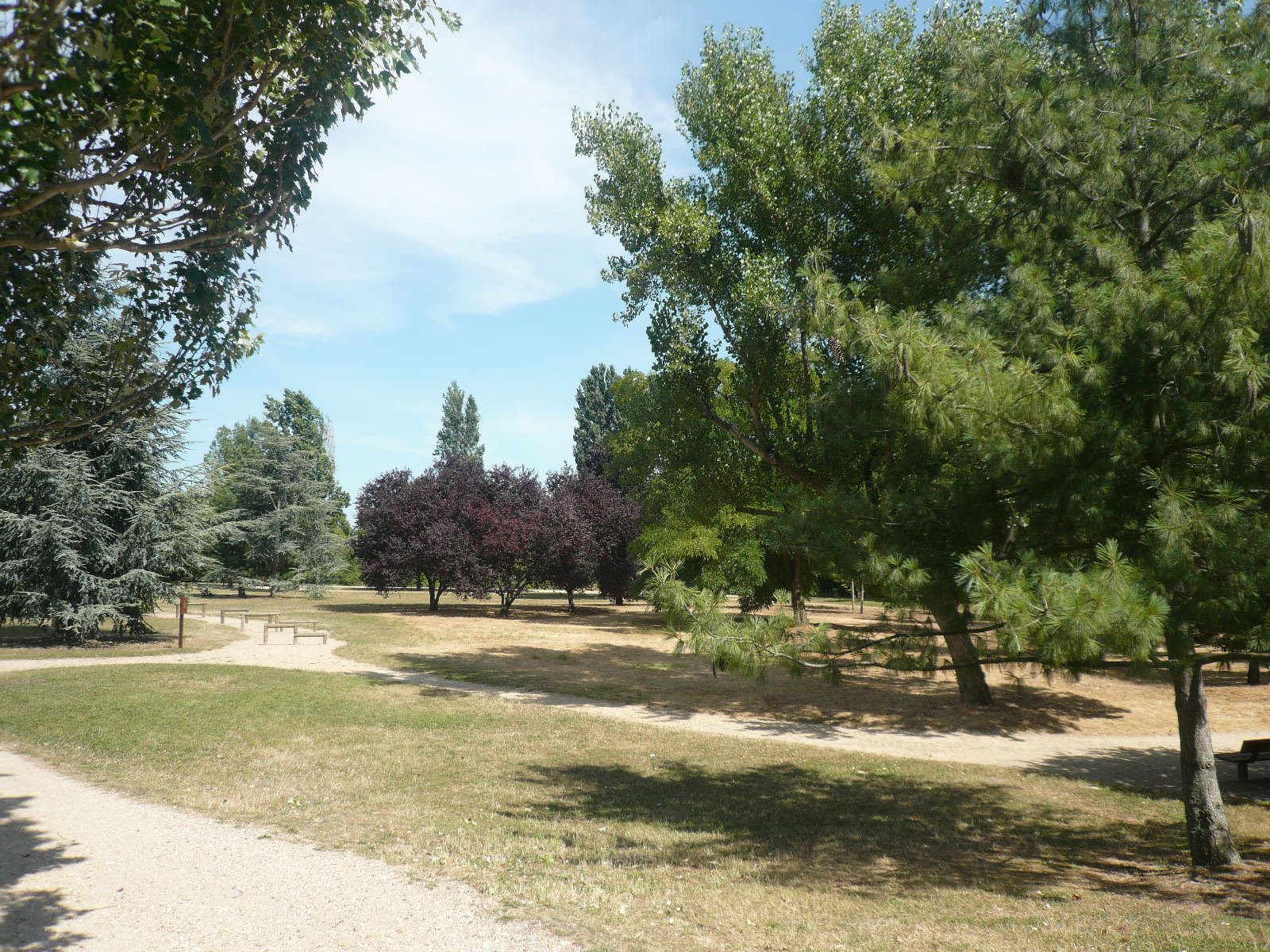
L'Île des Impressionnistes près de Paris.
La Maison de la Radio à Paris.
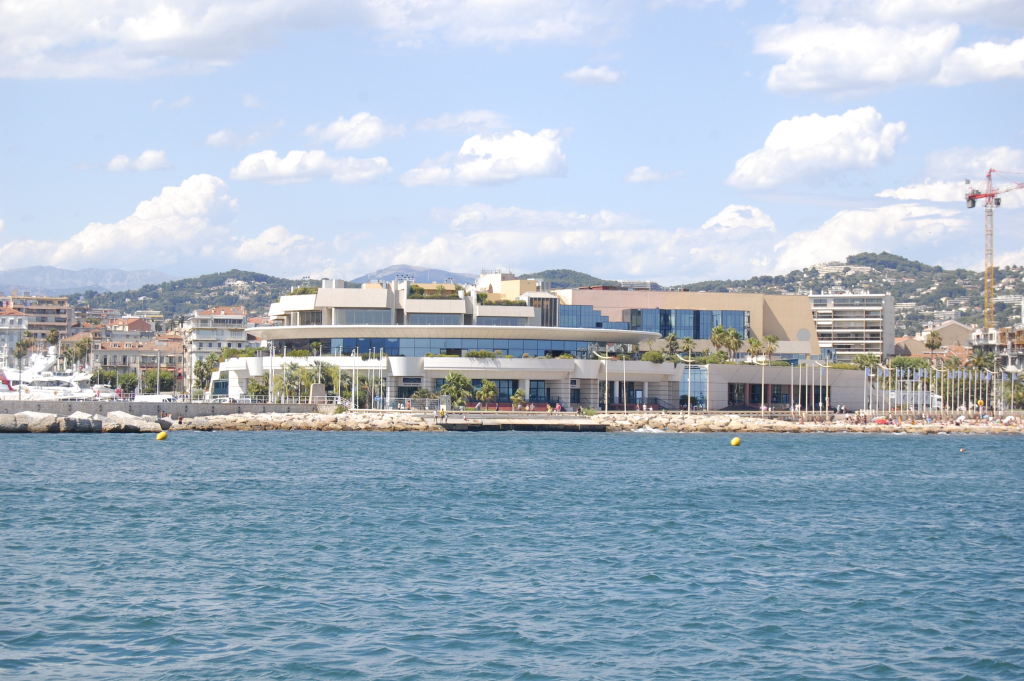
Le Palais des Festivals et des Congrès de Cannes.
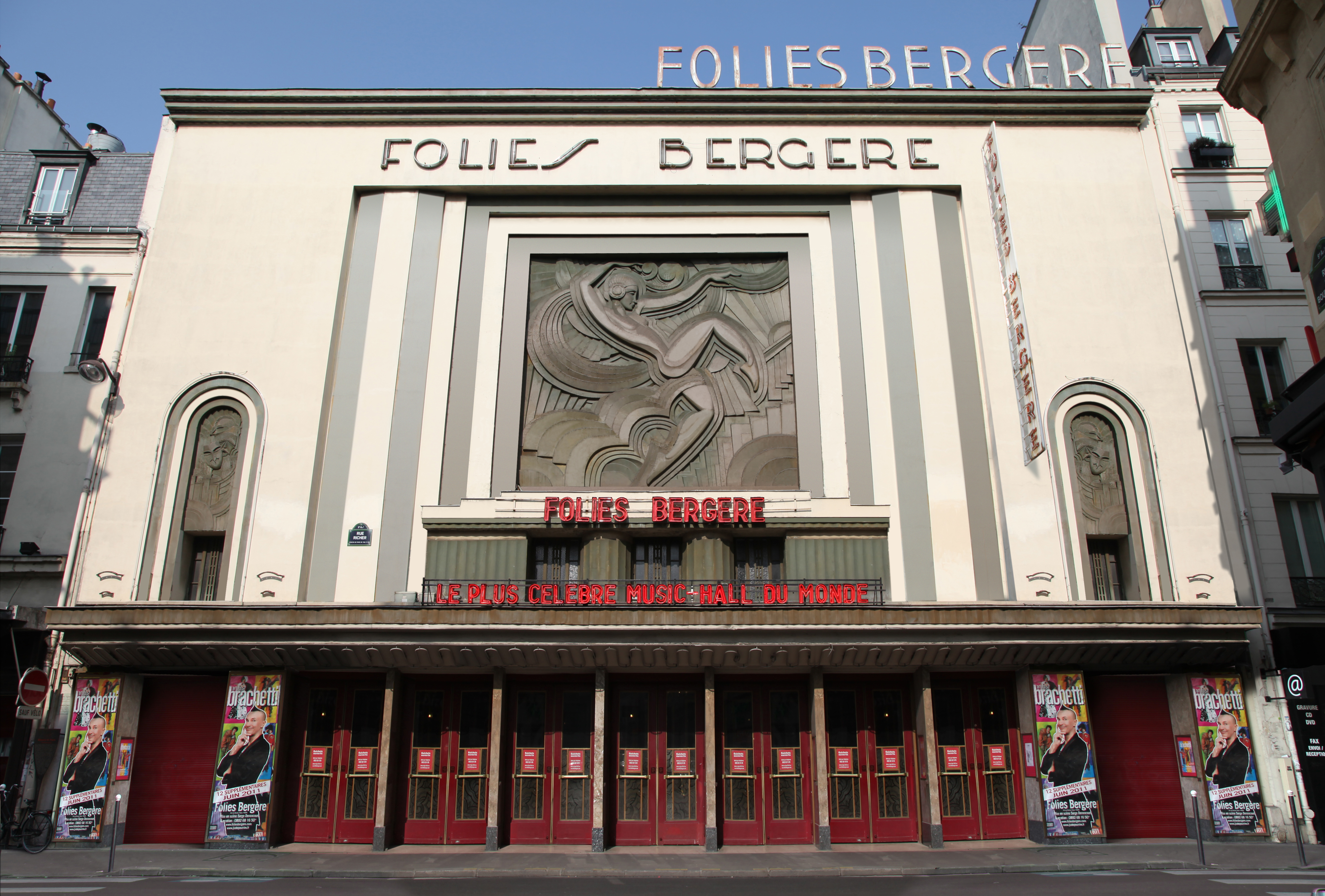
Théâtre des Folies Bergère à Paris.
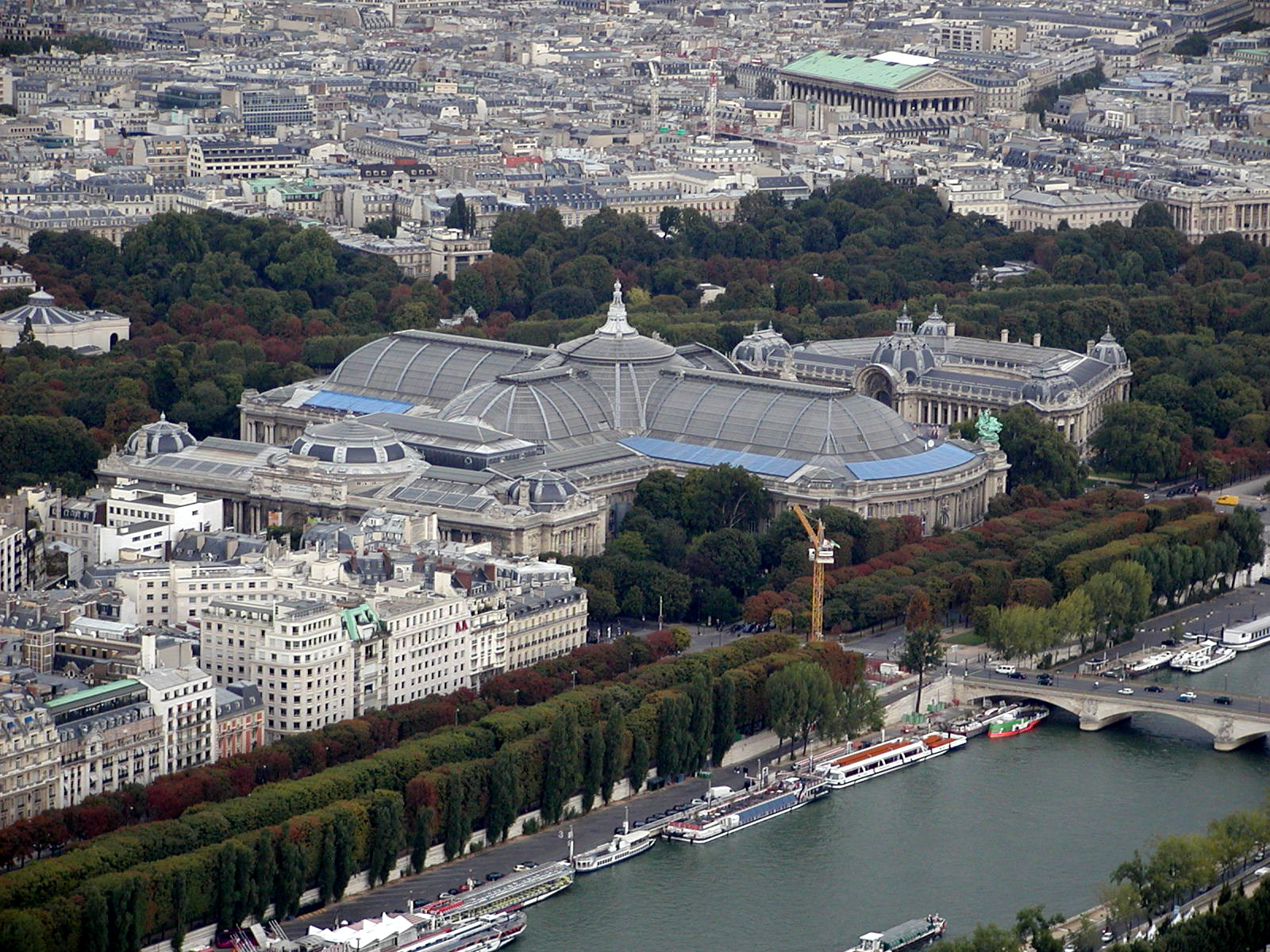
Le Grand Palais à Paris.
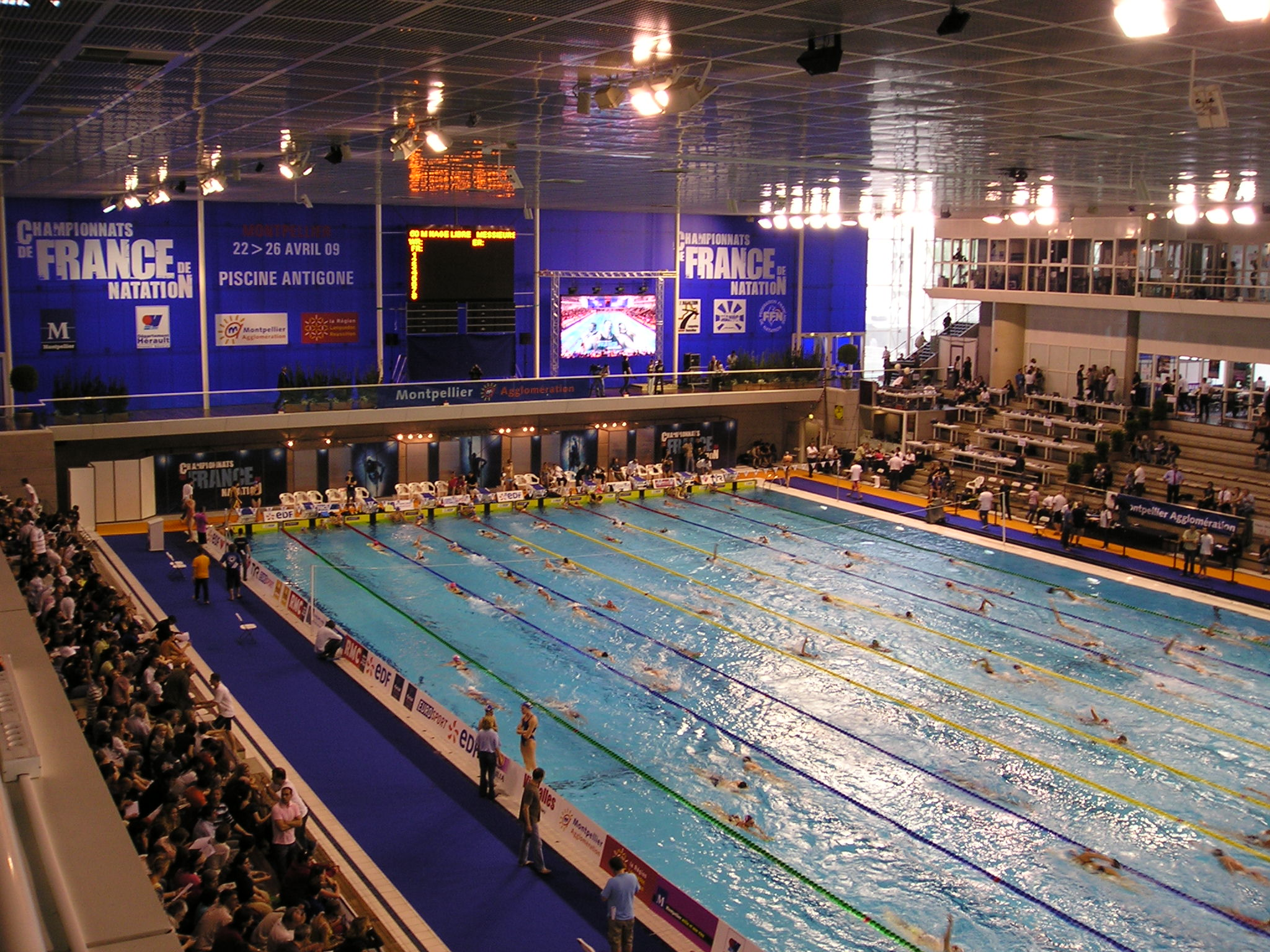
La Piscine olympique Antigone à Montpellier.
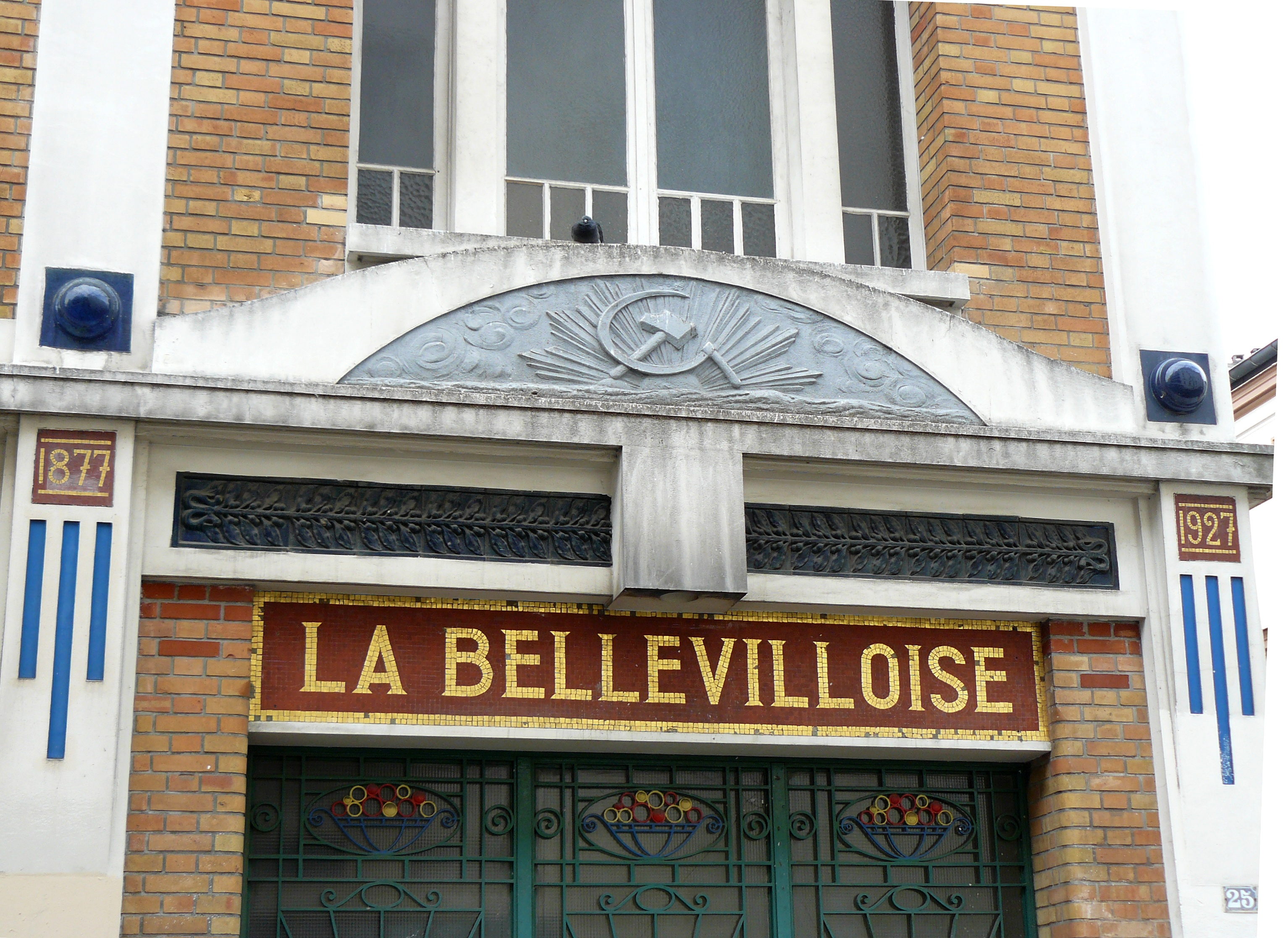
La Bellevilloise à Paris.
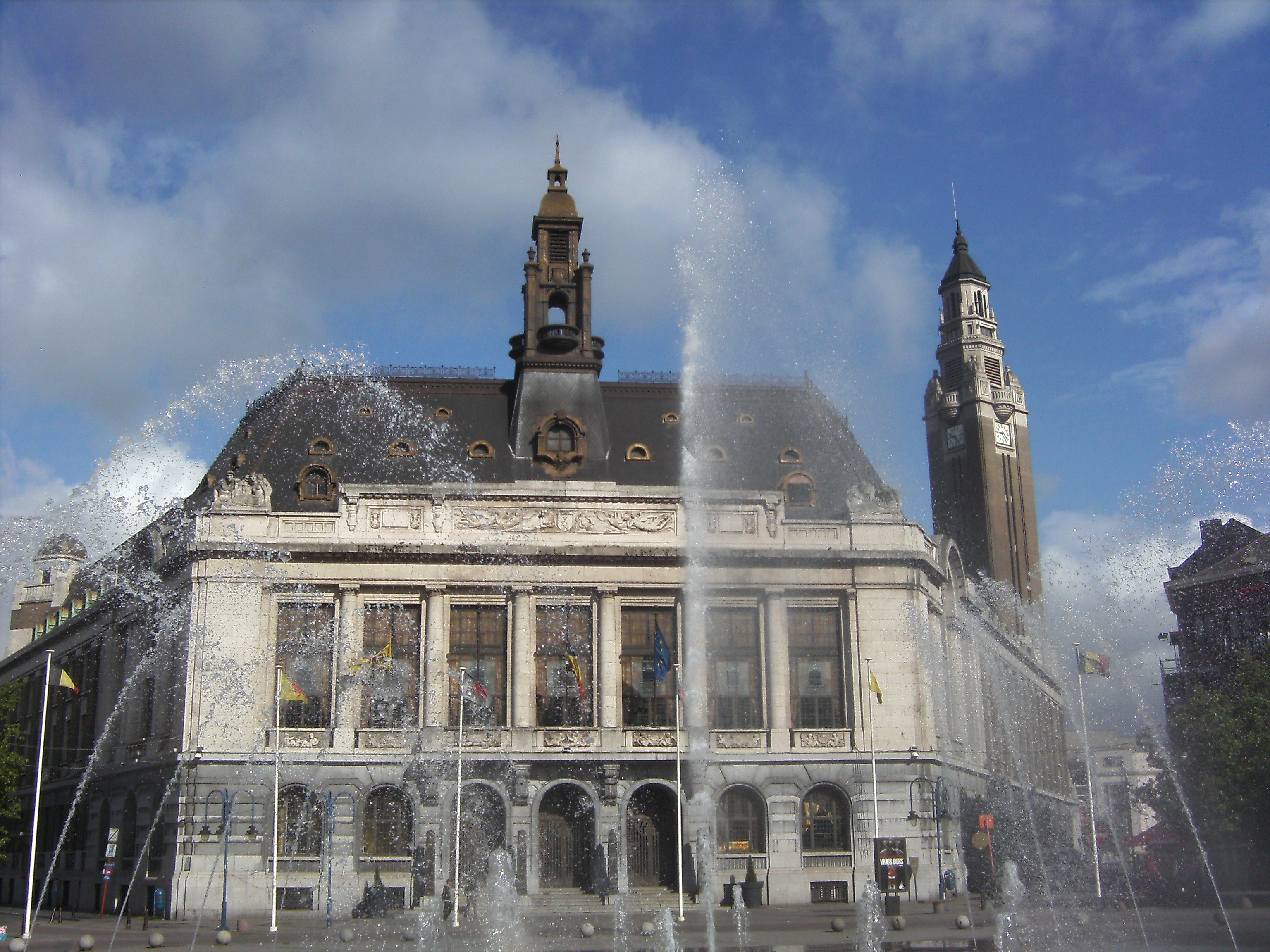
La Place de l'Hôtel de Ville à Charleroi.

Mars 2015
- du 27 au 29 mars : RTL s'associe à la campagne Sidaction.

Juillet 2015
- du 16 au 19 juillet : Europe 1 et Virgin Radio s'associent pour la première fois aux Vieilles Charrues, le plus grand festival de France[36].

Septembre 2015
- 3 septembre : 17e Grand Prix des Médias CB News à la salle Wagram, à Paris, récompensant en outre Radio Classique dans la catégorie Meilleure radio de l'année[37].
- 5 septembre : Fun Radio est partenaire de la 6e édition de l'Inox Park, festival de musique électronique, sur l'Île des Impressionnistes, près de Paris[38].
- 12 septembre : France Inter est partenaire du Musée de l'histoire de l'immigration, à Paris, pour un événement en rapport avec la crise des réfugiés en Europe.
- 18 septembre : 2 500 personnes au Grand Rex à la 1re édition de Radio Classique fait son cinéma, avec l'Orchestre national d'Île-de-France, pour les musiques de film[39].
- 19 et 20 septembre : à l'occasion des Journées du patrimoine, en France, la Maison de la Radio ouvre ses portes et propose des concerts gratuits[40],[41].

Octobre 2015
- 11 octobre : Europe 1 signe la seconde édition des 10 km de Rouen qui rassemble 3 000 coureurs à pied dans la  ville de Rouen[42].
- 13 octobre : la 5e édition des Rencontres Radio 2.0, coorganisée par la Sacem et l'Institut national de l'audiovisuel, se déroule à la SACEM à Neuilly-sur-Seine[43].
- du 20 octobre au 13 décembre : Radio France et FIAC Hors les Murs 2015 proposent un parcours sonore et une journée FIAC le 24 octobre, à la Maison de la radio[44].
- 28 octobre : Virgin Radio organise un concert au Palais de Tokyo, avec notamment Kyo, accessible sur invitations[45].

Novembre 2015
- 3 novembre : France Info rassemble 1 000 jeunes des cinq continents à l'auditorium de la Maison de la Radio, dans un débat sur les solutions concrêtes pour le climat[46].
- 3 novembre : après Dinard, Lille et Biarritz, le concert RFM Music Live, gratuit sur invitation, réservé aux auditeurs de RFM, se déroule au Théâtre Comédia, à Paris[47].
- 5 novembre : le hall 1 de l'aéroport Marseille Provence est entièrement privatisé par NRJ et vibre aux sons de Martin Solveig à partir de 20 h 30[48].
- 7 novembre : 17e cérémonie des NRJ Music Awards, présentée par Nikos Aliagas, en direct du Palais des Festivals et des Congrès de Cannes[49].
- 10 novembre : France Bleu organise la 20e édition des Talents France Bleu, à Paris, au théâtre des Folies Bergère[50].
- du 18 novembre au 6 janvier 2016 : Europe 1 s'associe aux illuminations des Champs-Élysées, avec Jean Dujardin comme parrain pour cette édition 2015-2016[51].
- 19 novembre : Radio FG organise une soirée électro au Grand Palais, où se produisent notamment vingt artistes de renommée internationale[52].
- à partir du 24 novembre : RMC coorganise durant 10 semaines, avec la FFSU, le Championnat de France universitaire de foot à 5, compétition inédite en France[53].
- 24 novembre : RFM met en valeur la Piscine olympique d'Antigone, à Montpellier, avec une scène pour un show son et lumière ayant accueilli 2000 auditeurs[54],[55].
- 26 novembre : concert Pop Love privé de Calogero, à Paris, avec notamment 20 auditeurs de Chérie FM dans le public[56].

Décembre 2015
- 4 et 5 décembre : Radio France se mobilise autour de l'opération du téléthon pour un appel aux dons contre les maladies génétiques, avec le parrainage de Marc Lavoine[57].
- 5 décembre : le Groupe de recherches et d'études sur la radio organise, à Paris, un séminaire intitulé Regards croisés sur la réception et l'audience de la radio[58].
- du 9 au 13 décembre : la Dream Team RMC reçoit, aux Ménuires, les grands noms du sport français, dans le cadre des RMC Sport Games[59].

## Événements radiophoniques en 2015 en France
On parle d'événements radiophoniques en 2015 en France quand les grilles de programme habituelles ont laissé la place au direct ou à des émissions exceptionnelles. L'actualité peut aussi se fondre au milieu de journées spéciales, dans ce cas on parle communément d'événement fil rouge.

### Événements retransmis en direct en 2015
- 7 janvier 2015 : attentat contre Charlie Hebdo, commis à Paris par les frères Chérif et Saïd Kouachi. Les grandes stations de radio étaient présentes.
- 9 janvier 2015 : assaut de Dammartin-en-Goële, fin de la traque des fugitifs entamée après l'attentat au siège de Charlie Hebdo. Les grandes stations de radio étaient présentes.
- 9 janvier 2015 : prise d'otages de la porte de Vincennes à Paris, commise par Amedy Coulibaly dans un supermarché casher. Les grandes stations de radio étaient présentes.
- 10 et 11 janvier 2015 : manifestations des 10 et 11 janvier 2015, aussi appelées « marches républicaines ». Les grandes stations de radio étaient présentes.
- 26 mars 2015 : émission spéciale en direct sur RTL entre 18 h et 18 h 30, présentée par Marc-Olivier Fogiel, au sujet de l'accident du vol 9525 Germanwings.
- 26 juin 2015 : journal Inter Treize de Claire Servajean sur France Inter d'une durée exceptionnelle de 1 h à la suite de l'attaque terroriste à l'usine Air Products.
- 13 et 14 novembre 2015 : un suivi en direct des attentats du 13 novembre 2015 en France jusqu'au milieu de la nuit, sur toutes les grandes stations de radio.

### Émissions exceptionnelles ou journées spéciales en 2015

#### Sujets de société

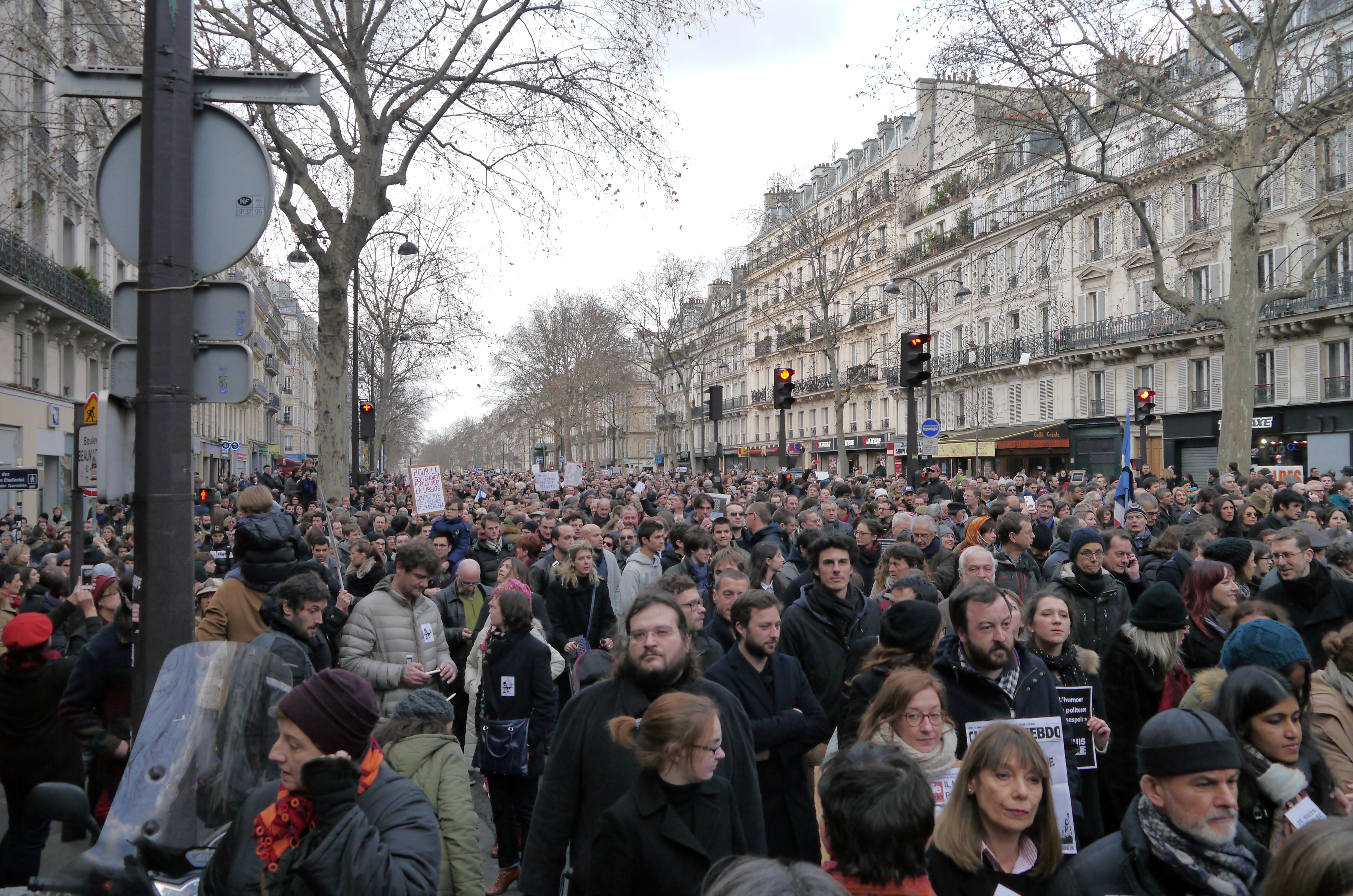
Manifestation à Paris d'hommage aux victimes des attentats de janvier 2015.
Emblème de l'Iran, 36 ans après sa révolution.
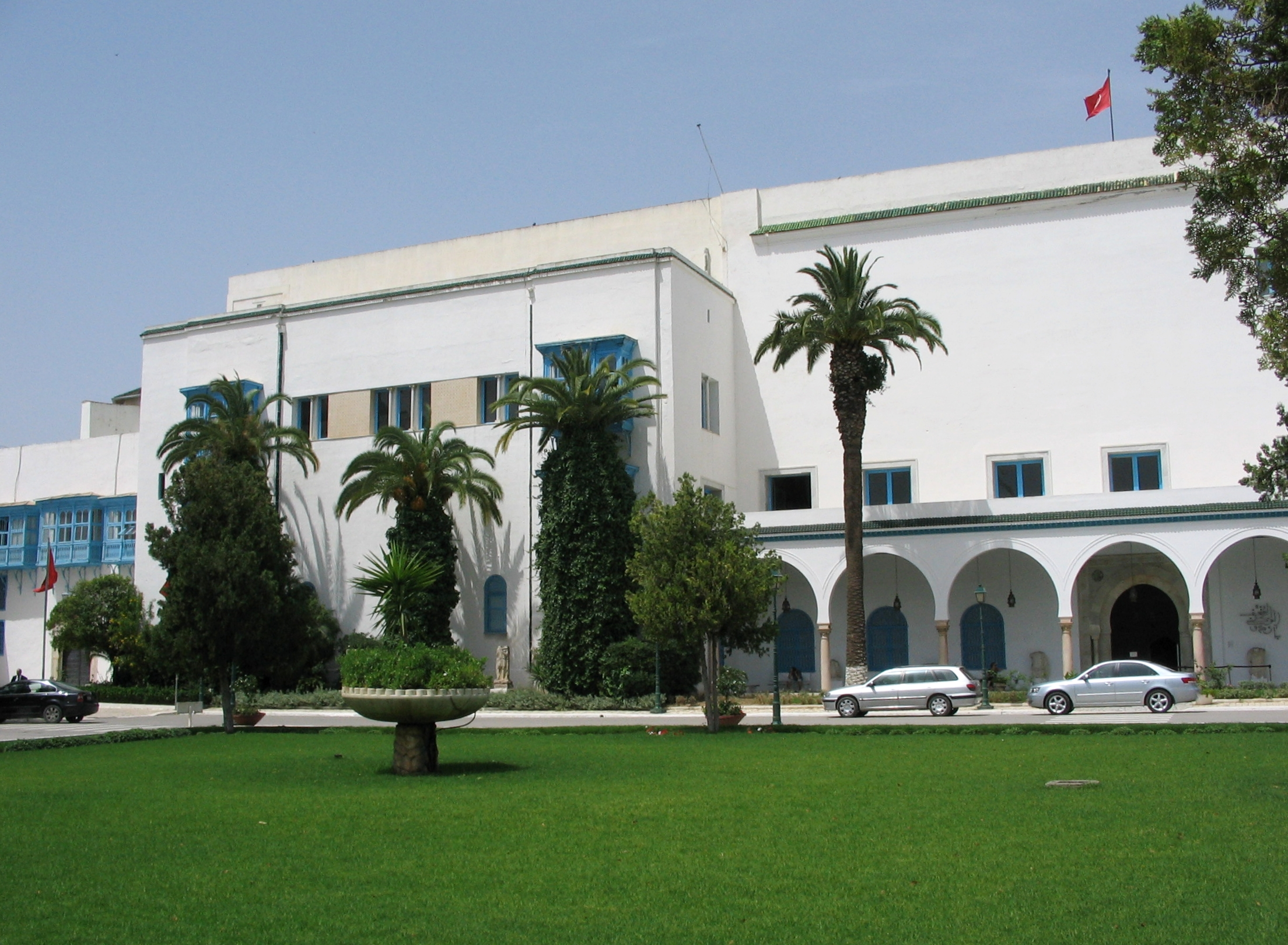
Le Musée du Bardo de Tunis, avant son attaque terroriste.
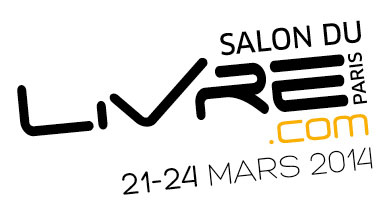
Le logo du Salon du Livre de Paris en 2014.
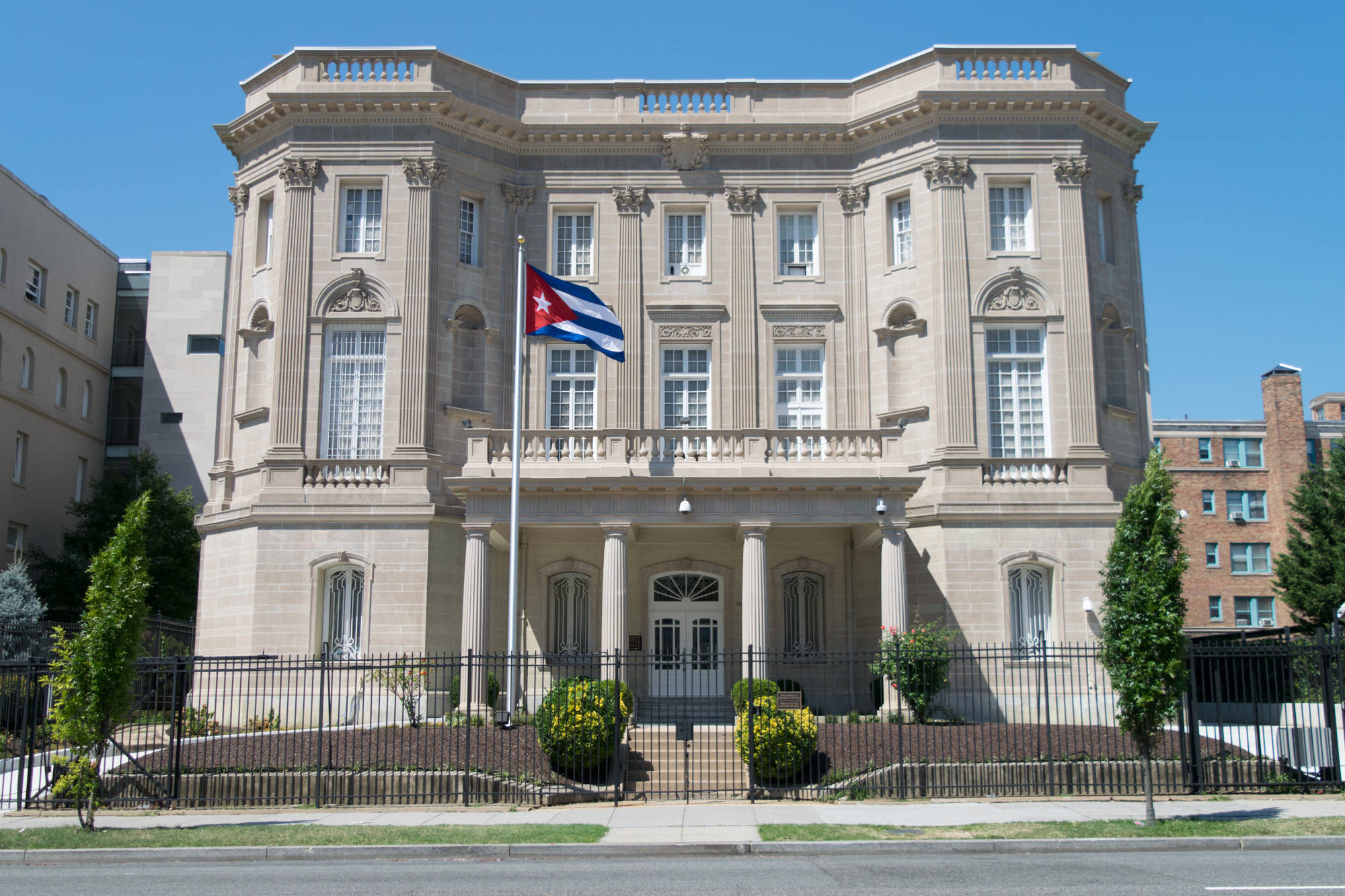
Ambassade de Cuba à Washington, dans le cadre du dégel des relations entre les deux pays.
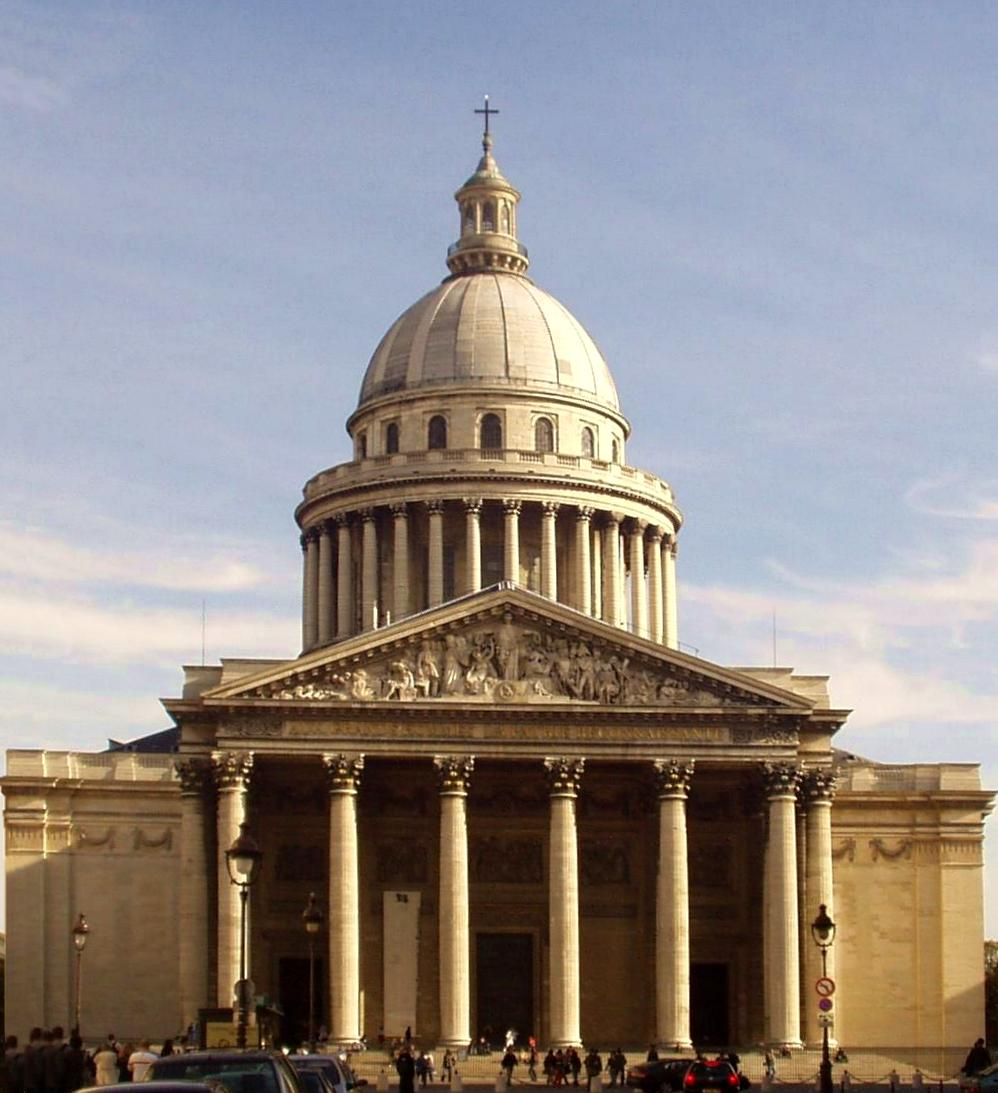
Les quatre dernières panthéonisations françaises à Paris.
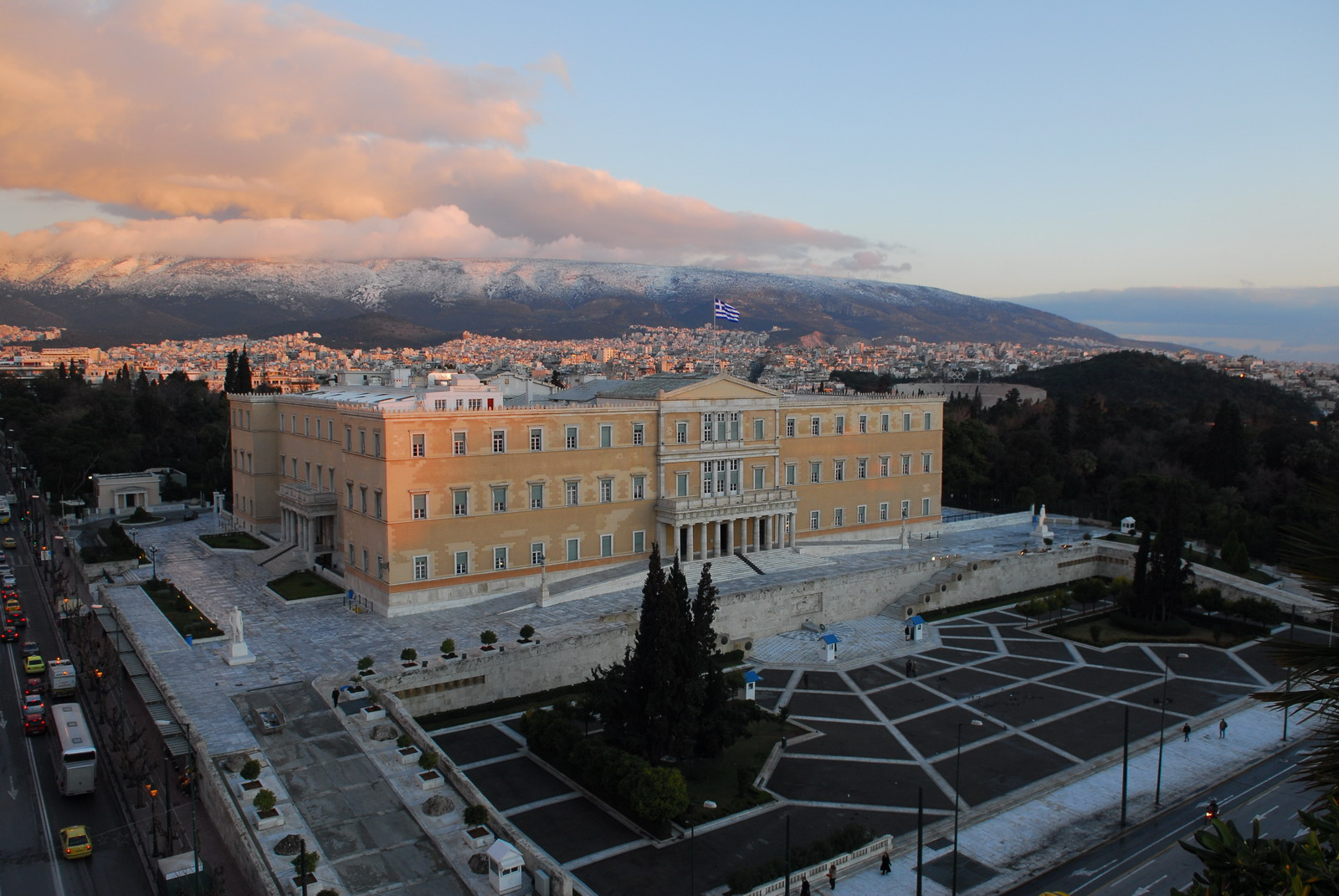
Tenue d'un référendum en Grèce sur la crise de la dette, en marge du parlement d'Athènes.
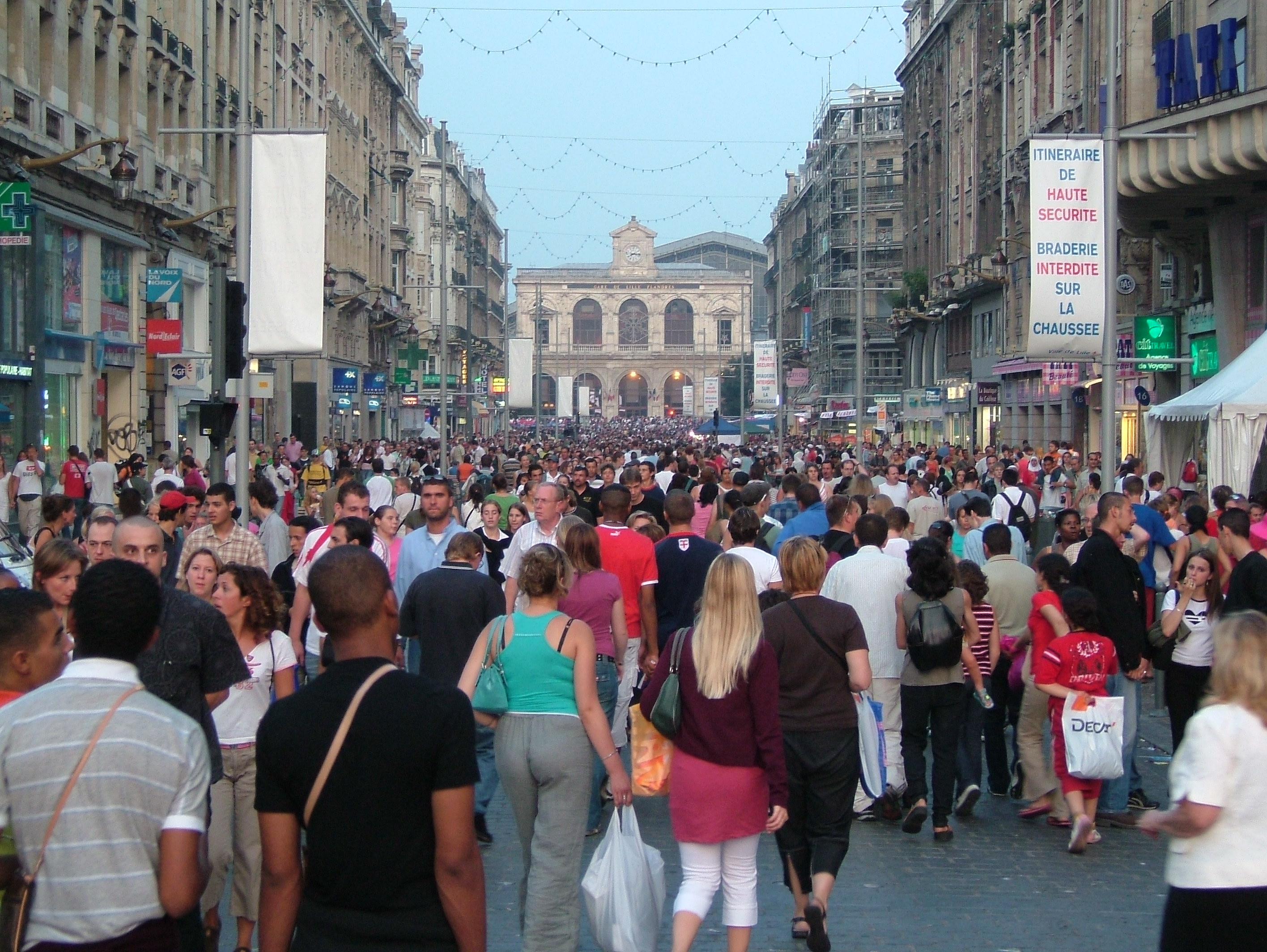
Affluence dans les rues lors de la traditionnelle braderie de Lille.
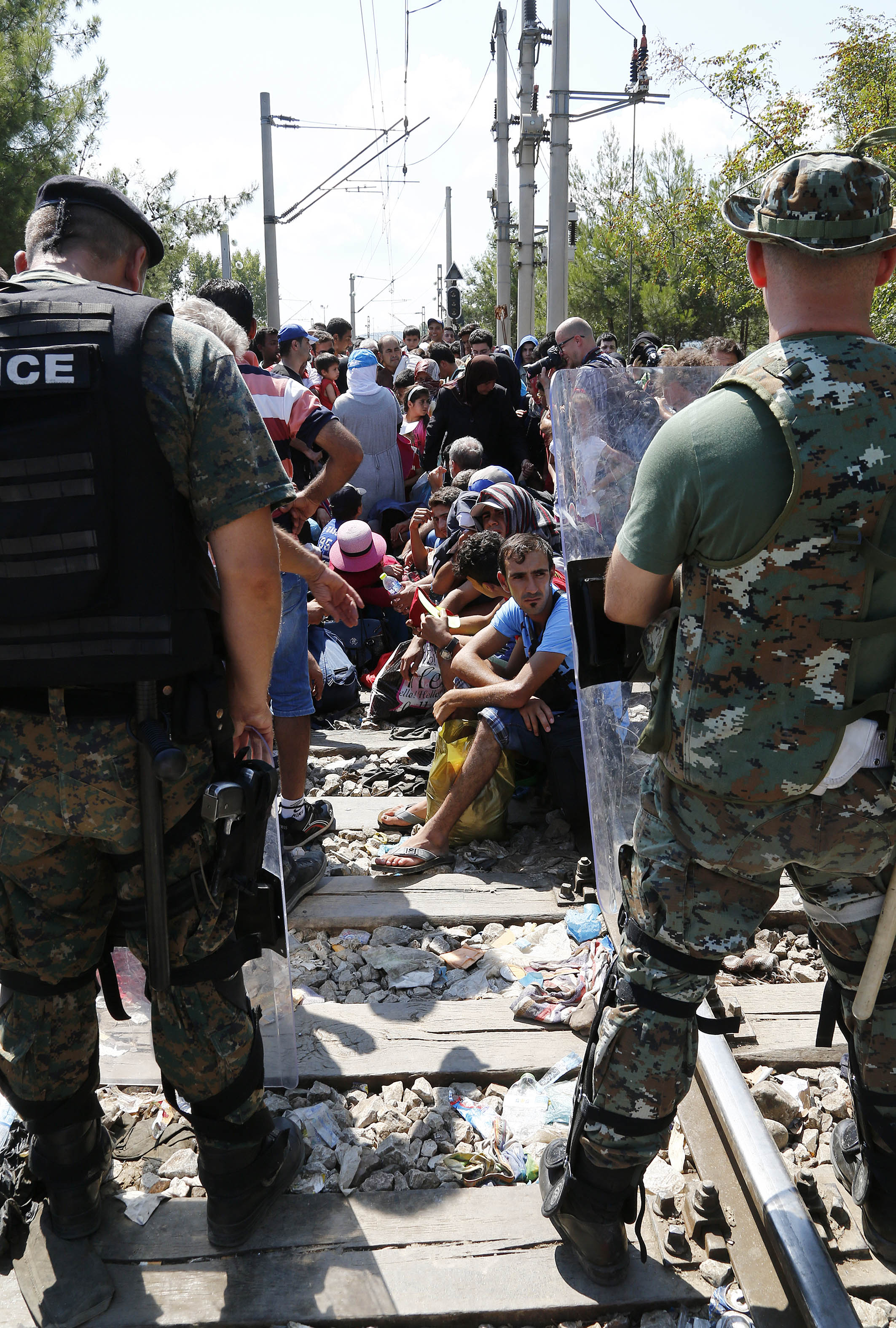
Antagonisme entre policiers et migrants, dans la crise des réfugiés en Europe.
Délocalisation de programmes radiophoniques jusqu'en Chine.
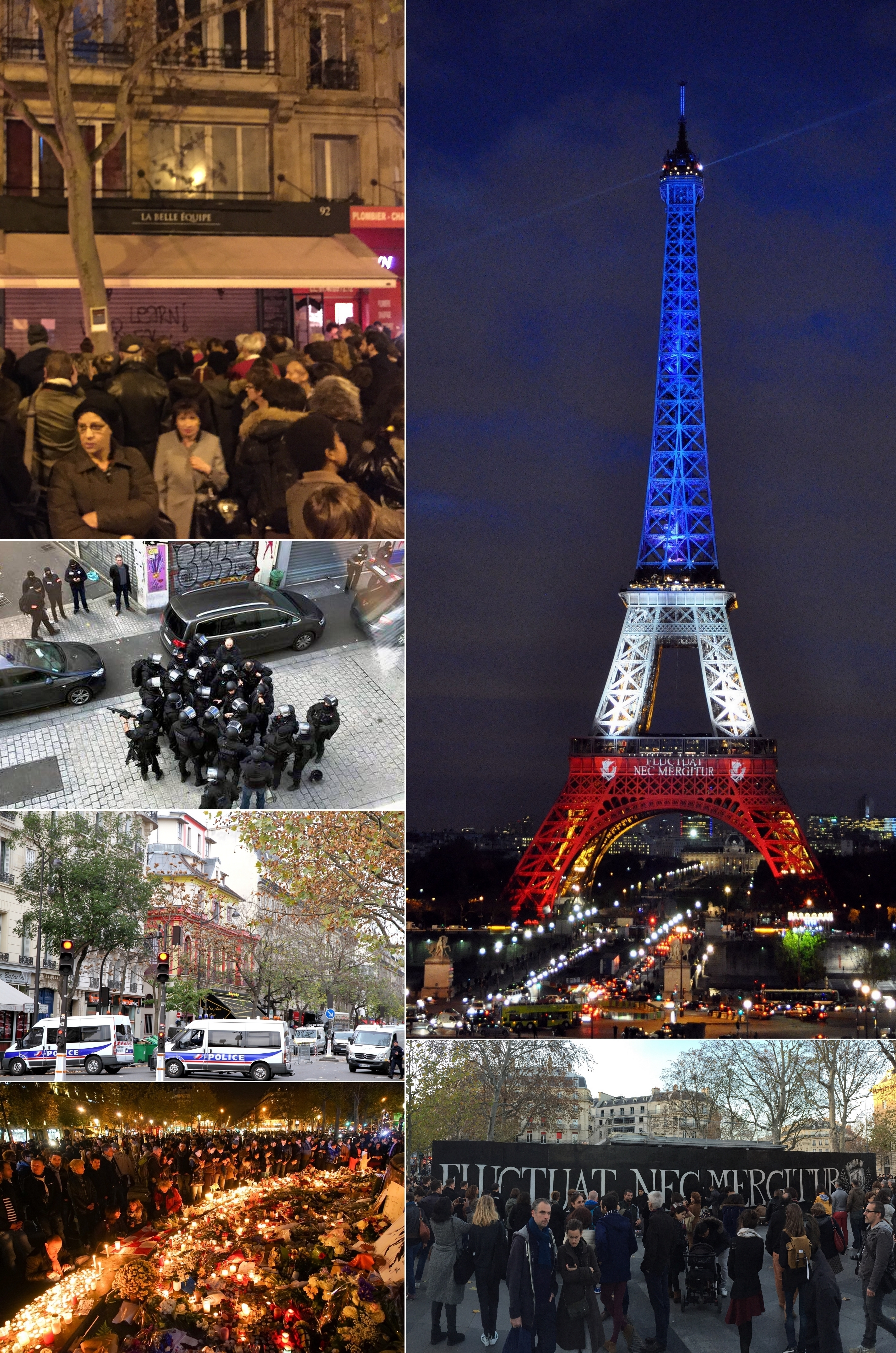
Attentats du 13 novembre 2015 en France.
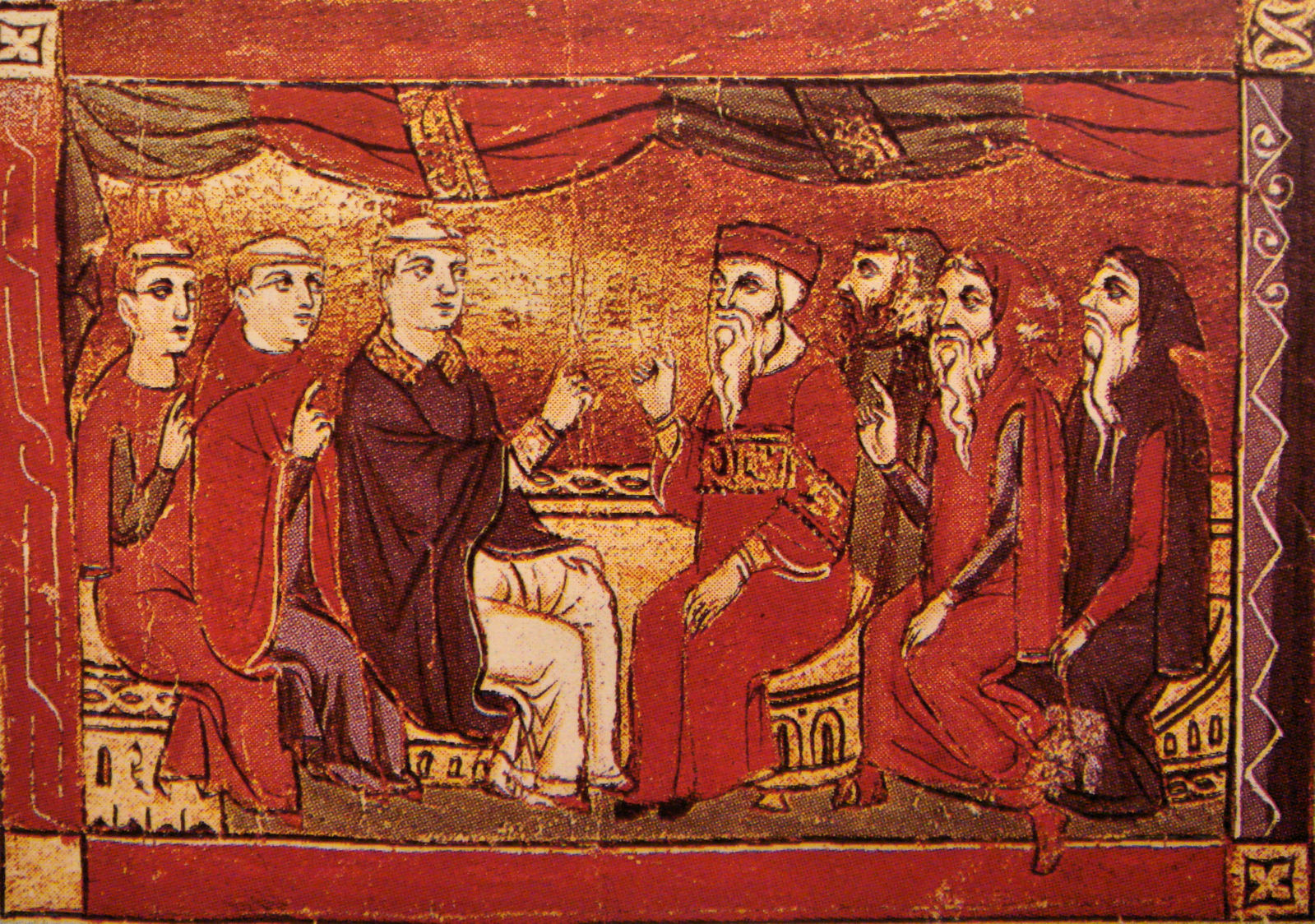
Situation problématique des chrétiens d'Orient, autrefois confrontés avec les chrétiens occidentaux.

##### Janvier 2015
- du 8 au 18 janvier : nombreuses émissions spéciales d'hommages aux victimes des attentats de janvier 2015 en France, par exemple sur France Inter[60],[61].

##### Février 2015
- 11 février : à l'occasion du 36e anniversaire de la Révolution iranienne, France Culture est en direct de Téhéran, pour notamment Les Matins de Marc Voinchet[62].
- 13 février : dans le cadre de la Journée mondiale de la radio, sur RTL, l'émission On refait le monde laisse place à On Refait la radio, présentée par Florence Cohen[63].

##### Mars 2015
- 8 mars : pour la Journée internationale des Droits des femmes, les flashs infos de Chérie FM évoquent des associations qui font avancer la cause des femmes[64].
- 15 et 16 mars : RTL célèbre la première journée de la langue française dans les médias audiovisuels, France Inter diffusant le 7/9 en direct de l'Académie française[65].
- 20 mars : RTL est en direct de Tunis entre 18h et 20h, avec Stéphane Carpentier, du fait de l'attaque du musée du Bardo.
- du 20 au 23 mars : pour la 35e édition du Salon du livre de Paris, France Inter, France Info, France Musique et France Culture décentralisent une partie des programmes[66].

##### Mai 2015
- 11 mai : le 7/9 de Patrick Cohen, sur France Inter, se déroule en direct de La Havane, en raison du dégel des relations entre Cuba et les États-Unis.
- 27 mai : Marc-Olivier Fogiel anime une émission spéciale sur RTL entre 18 h et 20 h, en rapport avec les quatre dernières entrées au Panthéon de Paris.

##### Juillet 2015
- 5 et 6 juillet : le 7/9 de Marc Fauvelle, sur France Inter, se déroule en direct d'Athènes, du fait de la tenue d'un référendum sur la crise de la dette publique grecque.

##### Septembre 2015
- 4 septembre : Cyril Hanouna délocalise son émission Les pieds dans le plat, à Lille pour la 3e fois cette année, à l'occasion cette fois de la Braderie de Lille[67].
- 7 septembre : dans le cadre de la crise des réfugiés en Europe, émissions spéciales La Marche de l'Histoire de Jean Lebrun et Le téléphone sonne de Nicolas Demorand.
- 12 septembre : journée spéciale sur France Inter, en partenariat avec le Musée de l'histoire de l'immigration, en rapport avec la crise des réfugiés en Europe.
- 25 septembre : journée spéciale au Musée de l'Armée, Radio Classique délocalise ses studios sous le dôme des Invalides, à Paris[68].
- 25 septembre : à quelques semaines de la COP21, Europe 1 consacre une journée spéciale aux questions climatiques[69].

##### Octobre 2015
- 19 octobre : François Hollande, Président de la République, est interviewé de 7 h 30 à 8 h 30 sur RTL[70].

##### Novembre 2015
- 3 novembre : Thomas Sotto délocalise Europe 1 Matin en Chine, pays-clef dans la réussite de la conférence climat COP21 de Paris en décembre 2015[71].
- du 14 au 18 novembre : les éditions spéciales relatives aux attentats du 13 novembre 2015 en France se sont enchainées durant 5 jours sur les grandes stations de radio.
- 16 novembre : soirée en direct sur Europe 1 présidée par Ségolène Royal et intitulée Les Trophées Europe 1 de l'environnement[72].
- 17 novembre : à la suite des attentats du 13 novembre 2015 en France, France Maghreb 2 mobilise ses équipes pour se transformer en une radio d'information continue[73].
- 20 novembre : Fleur Pellerin rend visite à Oüi FM pour rendre hommage aux collaborateurs de la radio, à ses auditeurs et à tous ceux touchés par les attentats[74].
- 26 novembre : à l'occasion de la COP21, Frédéric Taddeï propose une émission spéciale sur Europe 1 avec une fiction radio inédite interprétée par Sandrine Bonnaire[75].
- 30 novembre : édition spécial du 7/9 de France Inter en direct du Bourget avec Laurent Fabius et Justin Trudeau, en raison de la COP21.

##### Décembre 2015
- du 8 au 12 décembre : Radio FG, en partenariat avec l'Office national allemand du tourisme, propose à ses auditeurs de découvrir l'Allemagne et son actualité[76].

#### Événements musicaux, médiatiques ou culturels

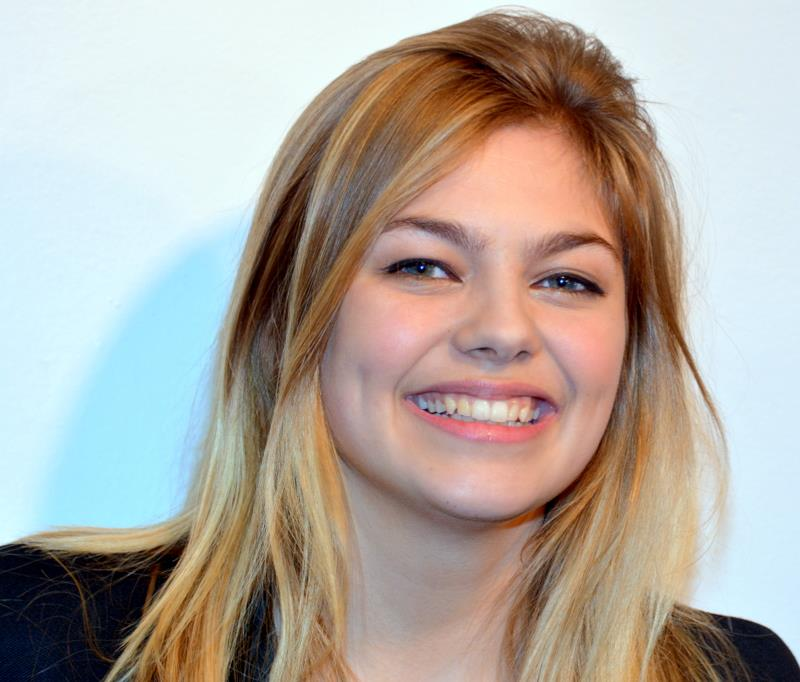
Louane en 2015.
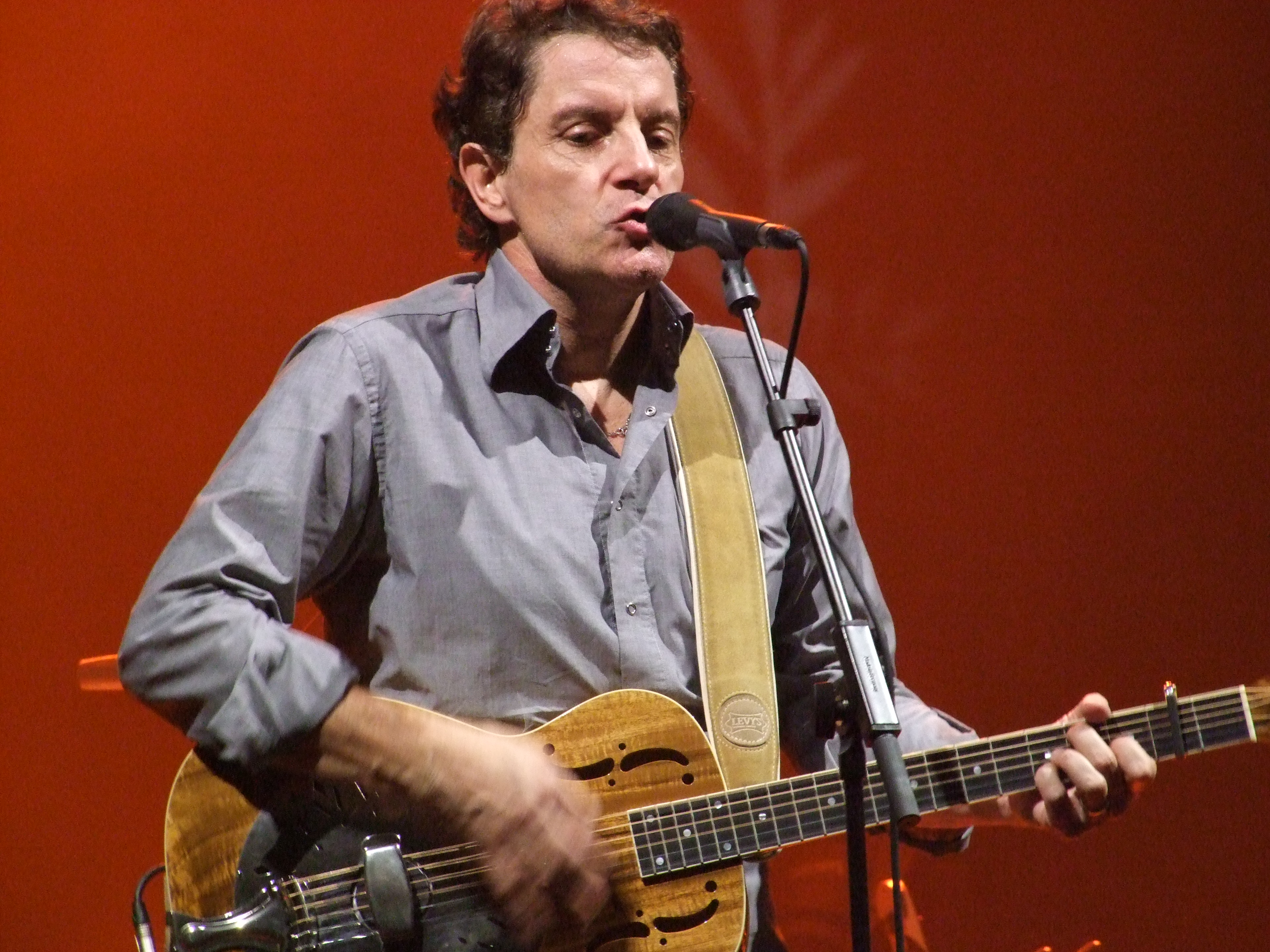
Francis Cabrel en 2008.
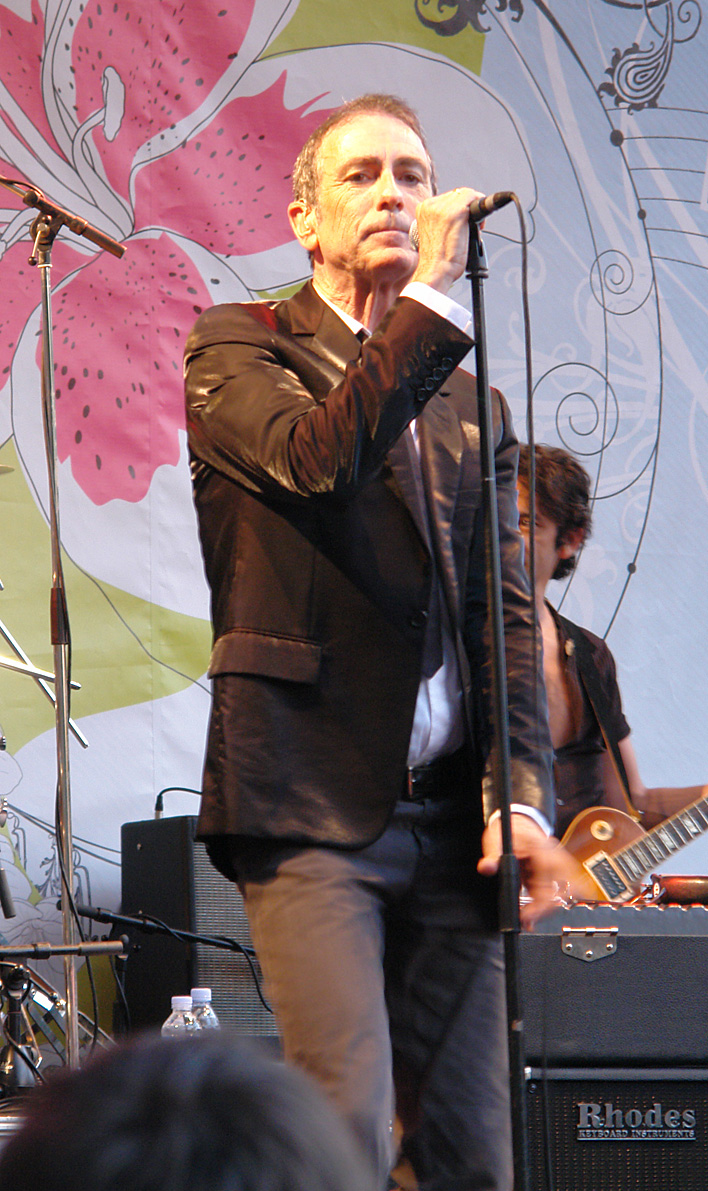
Alain Chamfort en 2006.
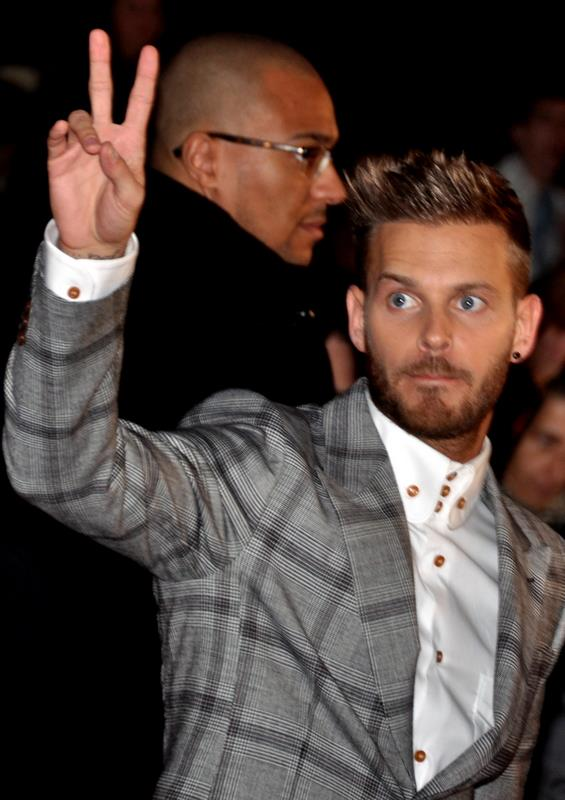
M. Pokora en 2013.
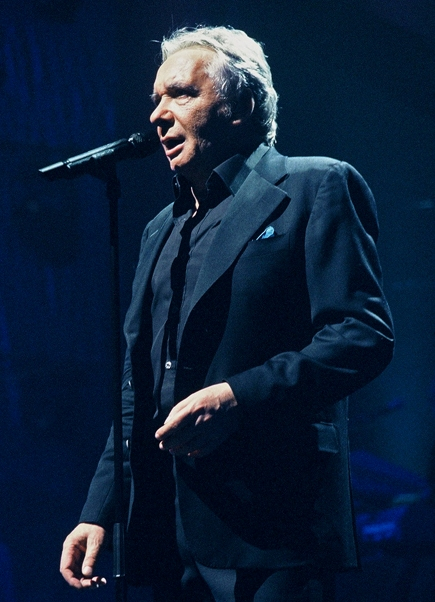
Michel Sardou en 2005.
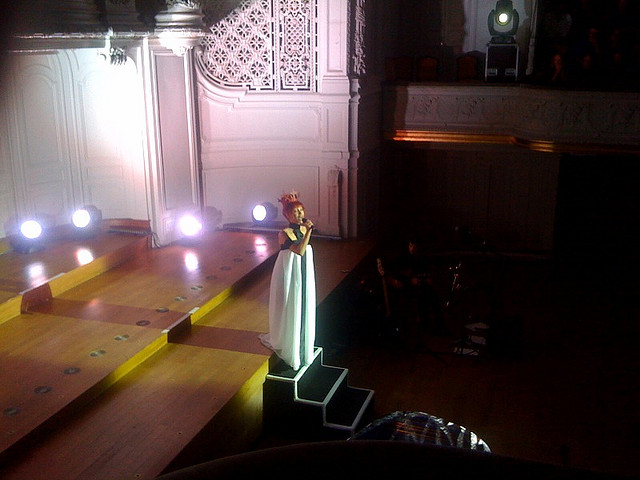
Mylène Farmer en 2009.
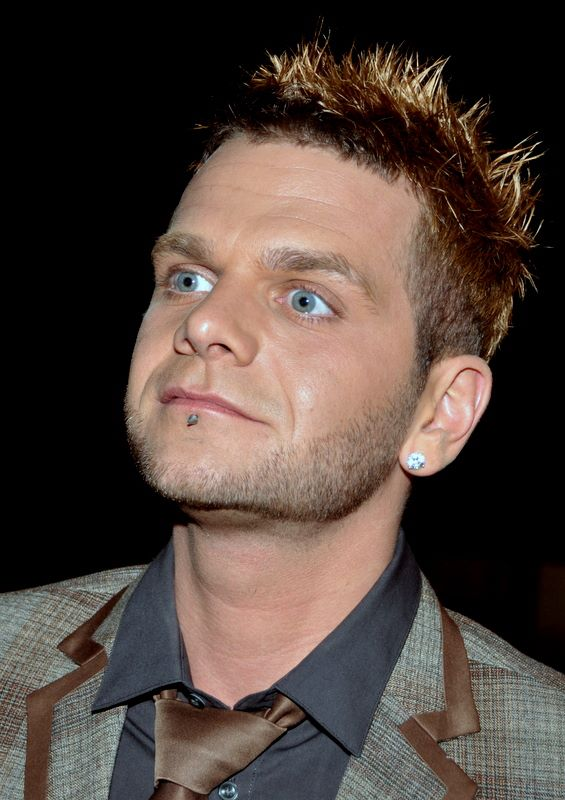
Keen V en 2013.
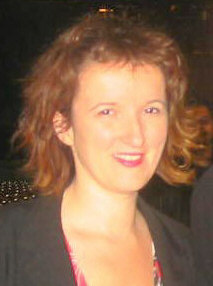
Anne Roumanoff en 2007.

##### Février 2015
- 2 février : concours des Victoires de la musique classique, animé sur France Musique par Frédéric Lodéon.
- 13 février : trentième édition des Victoires de la musique, émission spéciale sur France Inter, animée par Philippe Colin et Xavier Mauduit.

##### Avril 2015
- 19 avril : Louane est coanimatrice de l'émission Guillaume Radio 2.0 sur NRJ, de 20 h à minuit[77].
- 24 avril, 27 avril et 2 mai : Francis Cabrel est à l'honneur sur RTL durant trois jours, à l'occasion de la sortie de son nouvel album[78].
- 30 avril : Alain Chamfort anime l'antenne sur Nostalgie, pour son retour musical avec un nouvel album[79].

##### Mai 2015
- 6 mai : la soirée des DJ Awards, organisée par Fun Radio à Bruxelles, est diffusée dès 22 h en direct, en France et en Belgique[80].
- du 11 au 15 mai : M Pokora est l'animateur sur NRJ pendant une semaine, entre 9 h et 12 h[81].
- 21 mai : Francis Cabrel est l'animateur exceptionnel sur Nostalgie à partir de 21 h.

##### Août 2015
- 29 août : dans le cadre de l'émission musicale de Valli Coming up, France Inter propose un direct sur le festival Rock en Seine depuis le parc de Saint-Cloud.

##### Septembre 2015
- 13 septembre : soirée en direct, au Cabaret sauvage et sur Radio Nova, retransmis aussi sur Culturebox, en l'honneur de Rémy Kolpa Kopoul décédé cette année[82].
- 16 septembre : Anne Roumanoff prend les commandes de l'antenne de Rire et Chansons durant 2 heures[83].

##### Octobre 2015
- 11 octobre : le chanteur M Pokora coanime l'émission Guillaume Radio 2.0 dans les studios de NRJ, de 20 h à  minuit, aux côtés de Guillaume Pley[84].
- 12 octobre : dans le cadre du NRJ Music Tour, NRJ s'installe à La Cigale, à Paris, pour rencontrer ses auditeurs et leur offrir un show gratuit[85].
- 13 octobre : le pianiste Alexandre Tharaud est, le temps d'une journée spéciale, au centre des comptes Facebook et Twitter de Radio Classique[86].
- 15 et 16 octobre : Radio FG mobilise son antenne pour être au cœur de l'Amsterdam Dance Event, un événement mondial de la planète électro[87].
- 19 octobre : RTL dévoile le titre secret composé et chanté par Michel Berger, à quelques jours de la première de la comédie musicale Résiste[88].
- 19 octobre : pour patienter jusqu'à la sortie de Star Wars : le réveil de la force le 16 décembre prochain, Europe 1 s'habille aux couleurs de la saga[89].
- du 19 au 23 octobre : Christophe Willem se confie durant toute une semaine de 6 h à 9 h sur Nostalgie dans l'émission Toaster[90].
- à partir du 24 octobre : RFM est partenaire de la saison 6 de Danse avec les stars, émission diffusée sur TF1, à la clé notamment des journées spéciales sur RFM[91].
- 26 octobre : Cauet et son équipe testent en direct sur NRJ les attractions du Parc Astérix dans le cadre du lancement de la thématique Peur sur le Parc[92].
- du 28 octobre au 1er novembre : Fun Radio est présente à la 6e Paris Games Week, porte de Versailles, à Paris, avec deux émissions phares[93].

##### Novembre 2015
- 3 novembre : France Culture propose une édition spéciale de sa matinale, intitulée Les Matins des Écrivains, laquelle accueille dix romanciers de la rentrée littéraire[94].
- 3 novembre : le Berliner Philharmoniker joue depuis la Philharmonie de Paris, un concert retransmis en direct sur Radio Classique[95].
- 6 novembre : RTL propose une journée spéciale James Bond, du fait de la sortie en salle du 24e opus des aventures de l'agent secret intitulé OO7 Spectre[96].
- 7 novembre : NRJ diffuse en direct les NRJ Music Awards depuis le Palais des Festivals et des Congrès de Cannes, avec notamment un duo de Mylène Farmer et Sting[97].
- 9 novembre : Europe 1 célèbre les 50 ans de carrière de Michel Sardou en organisant une journée spéciale[98].
- 12 novembre : France Bleu diffuse l'enregistremment du concert des Talents France Bleu, manisfestion organisée le 10 novembre 2015[50].
- 13 novembre : Radio Classique retransmet en direct le concert Guerre et paix que donne l'Orchestre de l'Opéra de Rouen, dirigé par Laurence Equilbey[99].
- 13 novembre : Virgin Radio bouleverse son antenne à l'occasion de la tournée Flash Deep au Zénith de Paris, antenne 100% Electro[100].
- 13 et 14 novembre : à l'occasion des 10 ans du festival Les indisciplinées, OUÏ FM est en direct de Lorient pour deux journées spéciales[101].
- 14 et 15 novembre : week-end spécial sur RFM consacré à Mylène Farmer, à l'occasion de la sortie de son nouvel album[102].

##### Décembre 2015
- 3 décembre : Keen'V coanime en direct l'émission Guillaume Radio 2.0 dans les studios de NRJ[103].
- 4 décembre : Camille Combal, lors de son émission matinale sur Virgin Radio, fait gagner la plus grosse somme jamais mise en jeu sur une radio en France[104].
- 6 et 20 décembre : Romain de Mouv' est en direct de la Grande Halle de la Villette pour deux émissions placées sous le signe du freestyle[105].
- 7 décembre : Rire et Chansons, partenaire du 26e Montreux Comedy Festival, diffuse en direct l'intégralité du gala de clôture dès 20 h 45[106].
- 11 décembre : Rire et Chansons programme un direct de Jeff Panacloc, le ventriloque français, depuis la scène du Théâtre Apollo à Paris, entre 18 h et 20 h[107].
- du 14 au 18 décembre : entre 18 h et 19 h, Anne Roumanoff, entourée de ses amis, prend le contrôle de Rire et Chansons[108].
- du 14 au 18 décembre : tous les matins sur Chérie FM, dans la matinale de Vincent Cerutti, un artiste est invité pour une interprétation en live[109].
- 21 décembre : les auditeurs de Radio Classique retrouvent le grand concert de Noël à la Philharmonie de Paris, avec l'orchestre symphonique de la Garde républicaine[110].
- du 22 au 25 décembre : Olivier Bellamy se rend à Vienne pour interviewer les grands acteurs de la scène musicale autrichienne, dans son émission sur Radio Classique[111].

#### Événements sportifs
- du 18 septembre au 31 octobre 2015 : Sud Radio met en place un dispositif exceptionnel pour la Coupe du monde de rugby à XV 2015 en Angleterre[112]. Europe 1, pour sa part, retransmet les matches de l'Équipe de France, en direct et en intégralité[113]. RTL couvre également cette Coupe du monde, avec en outre une série de chroniques diffusées avant le coup d'envoi de la compétition[114].
- à partir du 2 décembre 2015 : les auditeurs de RMC suivent les coulisses de la préparation olympique de Tony Parker, Yannick Agnel, Clarisse Agbegnenou et Kevin Mayer, jusqu'à leur arrivée au village olympique en août 2016[115].

#### Anniversaires au sein des radios
- 4 février 2015 : Europe 1 fête ses 60 ans d'existence en faisant venir à l'antenne toutes les grandes voix qui ont fait ses riches heures[116].
- 26 et 27 mars 2015 : RTL2 fête ses 20 années d'existence. La station fête cet évènement en mettant à l'antenne d'anciens animateurs[117].
- 6 juin 2015 : pour fêter son anniversaire, RFM réunit pour une soirée, à partir de 19 heures, au Parc départemental de l'Ile Saint-Germain, Souchon, Voulzy et d'autres artistes[118].
- 26 septembre 2015 : journée spéciale sur Europe 1 pour célébrer les 30 ans de l'appel à solidarité de Coluche et la fondation des Restos du cœur[119].
- 28 septembre 2015 : Radio FG délocalise son antenne en direct de la Tour Eiffel pour les 15 ans de l'émission quotidienne Happy Hour FG et la 10000e interview[120].
- 30 septembre 2015 : RTL2 fête ses vingt ans et propose un Concert Très Très Privé sur la scène de l'Olympia à Paris, présenté par Grégory Ascher et Stéphanie Renouvin[121].
- 17 novembre 2015 : pour les 30 ans de l'émission Répliques sur France Culture, Alain Finkielkraut anime deux émissions d'une heure, en direct[122].
- 20 novembre 2015 : France Inter propose une journée spéciale pour le 60e anniversaire de l'émission Le Masque et la Plume[123].
- 11 décembre 2015 : Cyril Hanouna célèbre, sur Europe 1, la 500e de l'émission Les Pieds dans le plat, en direct et en public, depuis la salle du Comédia à Paris[124].

## Changements à la radio en 2015 en France
Présenter les changements à la radio en 2015 en France permet de passer en revue les modifications affectant les cadres dirigeants, les animateurs et présentateurs, puis les émissions de radio.

### Cadres dirigeants de radios

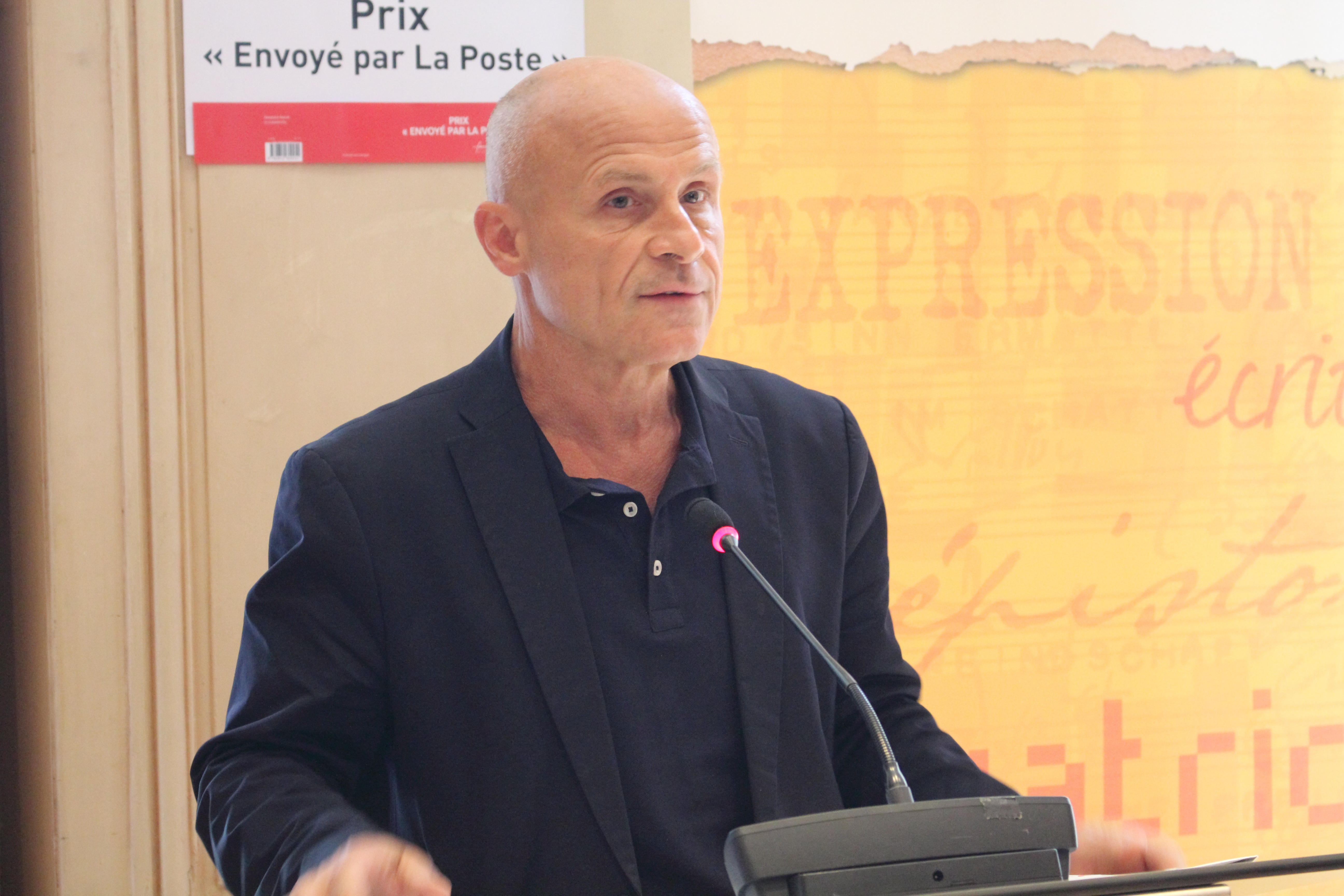
Olivier Poivre d'Arvor en 2015.

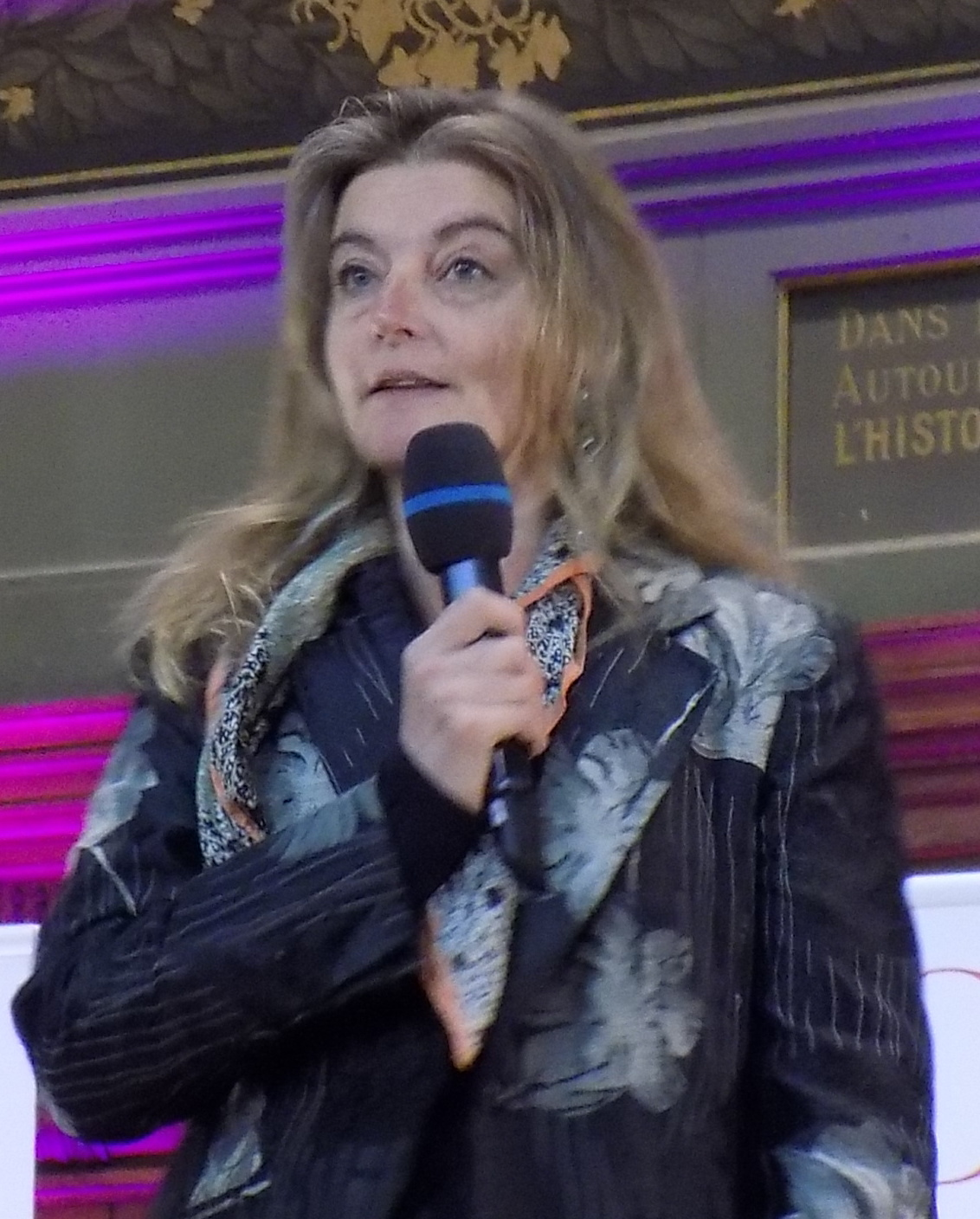
Sandrine Treiner en 2015.

Les stations de radio nationales et internationales sont bien souvent intégrées à des structures qui dépassent le cadre de la station. Les dirigeants de ces structures figurent également dans les sections ci-dessous.

#### Changements dans les présidences
- Delphine Ernotte remplace Rémy Pflimlin à la tête de France Télévisions, propriétaire de Réseau Outre-Mer première, en date du 22 août 2015[125],[126].

#### Changements dans les directions
- Olivier Poivre d'Arvor est limogé de France Culture par le président de Radio France, Mathieu Gallet, et quitte son poste fin août 2015.
- Marc Voinchet est le nouveau directeur de France Musique en remplacement de Marie-Pierre de Surville à partir de juillet 2015[127].
- Sandrine Treiner devient la directrice générale de France Culture en août 2015, succédant à Olivier Poivre d'Arvor[128].
- Jean-Philippe Denac quitte RFM et est remplacé par Thomas Pawlowski comme directeur délégué, en juin 2015.

#### Changements dans les directions des programmes ou de l'antenne
- Stéphane Bosc prend la direction des programmes de RFM en juillet 2015, nommé par Richard Lenormand et Thomas Pawlowski.
- Claude-Éric Roy est nommé, par NRJ Group, directeur de l'antenne de Chérie FM, au 1er septembre 2015[129].

### Animateurs et présentateurs

#### Arrivés sur une antenne en 2015
- Christophe Dechavanne, après 6 mois sans activités radiophoniques, fait son retour à RTL en intégrant la bande des Grosses Têtes en janvier 2015.
- Guillaume Erner présente Les Matins de France Culture, émission matinale de France Culture, succédant ainsi à Marc Voinchet à partir de septembre 2015.
- Amandine Gazengel est une nouvelle animatrice sur Virgin Radio en 2015.
- Patrick Le Gac est un nouvel animateur remplaçant sur RFM en 2015.
- Jérôme Rothen quitte RTL et devient consultant football sur RMC en août 2015.
- Raphaëlle Duchemin quitte France Info pour présenter les journaux dans la matinale de Jean-Jacques Bourdin sur RMC à la rentrée 2015.
- Jean-Michel Aphatie quitte la station RTL pour rejoindre Europe 1 en août 2015.
- Élodie Gossuin anime la matinale de RFM entre 6 h et 9 h à partir de septembre 2015[130].
- Pedro Winter anime La Sélection électro sur Mouv', le vendredi soir à partir de février 2015.
- Jean-François Zygel arrive sur France Inter pour un magazine musical intitulé La preuve par Z, le samedi, à la rentrée 2015.
- Lionel Rosso présente Europe 1 Sport le vendredi de 20 h à 23 h, à la rentrée 2015.
- Raphaël Enthoven quitte France Culture pour animer l'émission Qui vive sur Europe 1, et intervenir dans la matinale avec La morale de l'info, en août 2015.
- Alex Taylor annonce sur Twitter la fin de sa revue de presse matinale sur France Inter, le 28 juin 2015[131], mais il débarque à la matinale d'Europe 1 dans Le kiosque[132].
- Pascal Gigot revient sur Rire et Chansons dans le morning du rire, après un passage par RFM, à compter de septembre 2015[133].
- Alexandre Devoise annonce son départ de RTL après 6 ans de présentation des matinales en été, et arrive sur MFM Radio pour la rentrée[134].
- Karine Ferri est recrutée par RFM et aura notamment pour mission de mener des interviews d'invités d'horizons différents dès la rentrée 2015[135].
- Richard Philteur quitte RFM pour Jazz Radio, avec l'animation de la tranche 6 h - 9 h, à la rentrée 2015.
- Alexandre Héraud fait un retour sur France Inter pour présenter l'émission 116 rue Albert-Londres à la place d'Alain Le Gouguec, à la rentrée 2015.
- Elsa Boublil remplace Natalie Dessay sur le créneau 16 h - 17 h de France Inter, avec la nouvelle émission intitulée Vous avez dit classique ?, dès la rentrée 2015.
- Jessica Houara-d'Hommeaux, internationale de football, rejoint l'émission du consultant Pierre Ducrocq intitulée Tribune 100% Ducrocq, sur France Bleu, en septembre 2015[136].
- Thierry Beccaro est au micro de MFM Radio le samedi à midi pour l'émission En mode Beccaro à partir du 12 septembre 2015[137].
- Sandrine Vendel a quitté la station Mouv' pour l'animation de la tranche du week-end après-midi sur Radio Nova, en septembre 2015.
- Mickaël Thébault est chroniqueur dans l'émission Un jour dans le monde sur France Inter et joker de Nicolas Demorand, depuis 2015.
- Martin Garrix, le DJ néerlandais, a été recruté par NRJ en octobre 2015 pour mixer dans l'émission dance du weekend[138].
- Olivier Mazerolle, de retour sur RTL, anime l'interview politique à 7 h 50, à la place de Jean-Michel Aphatie, depuis le 24 août 2015.
- Philippe Manœuvre revient sur OÜI FM pour un programme 100% vinyle chaque dimanche avec La Discothèque Rock Idéale, fin 2015[139].
- Stéphanie Loire fait son entrée à Chérie FM pour animer le réveil avec Vincent Cerutti, en semaine, entre 6 h et 9 h, depuis l'été 2015.
- Laurent Goumarre, après six ans à France Culture, est désormais sur France Inter, conviant ses invités à un Nouveau rendez-vous, depuis la rentrée 2015.

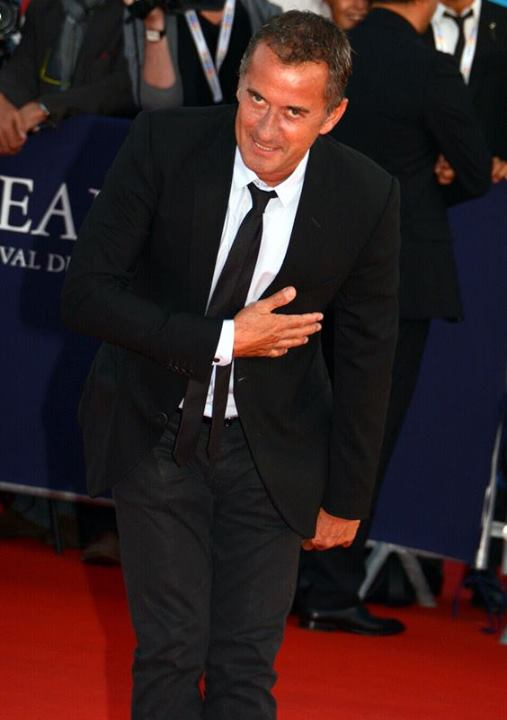
Christophe Dechavanne en 2013.
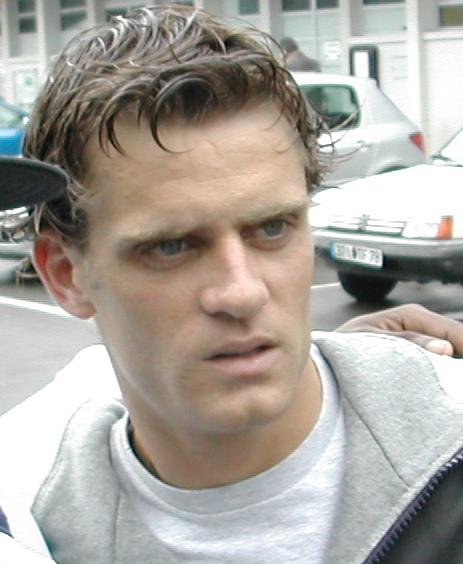
Jérôme Rothen en 2007.
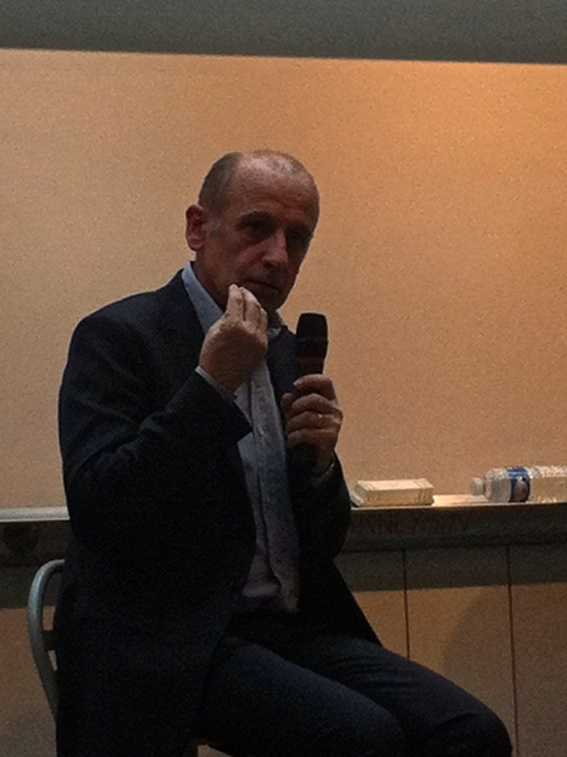
Jean-Michel Aphatie en 2011.
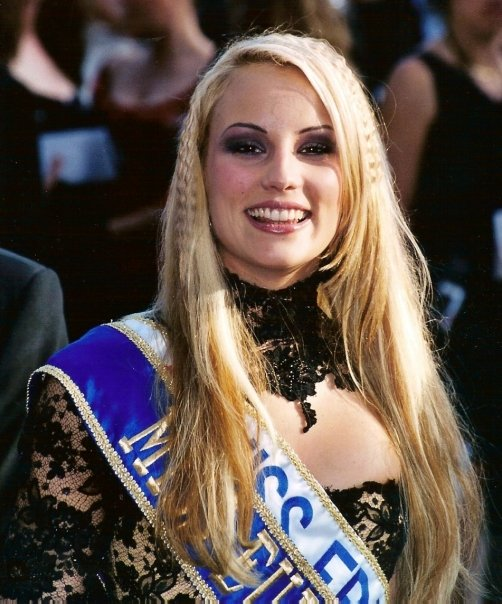
Élodie Gossuin en 2002.
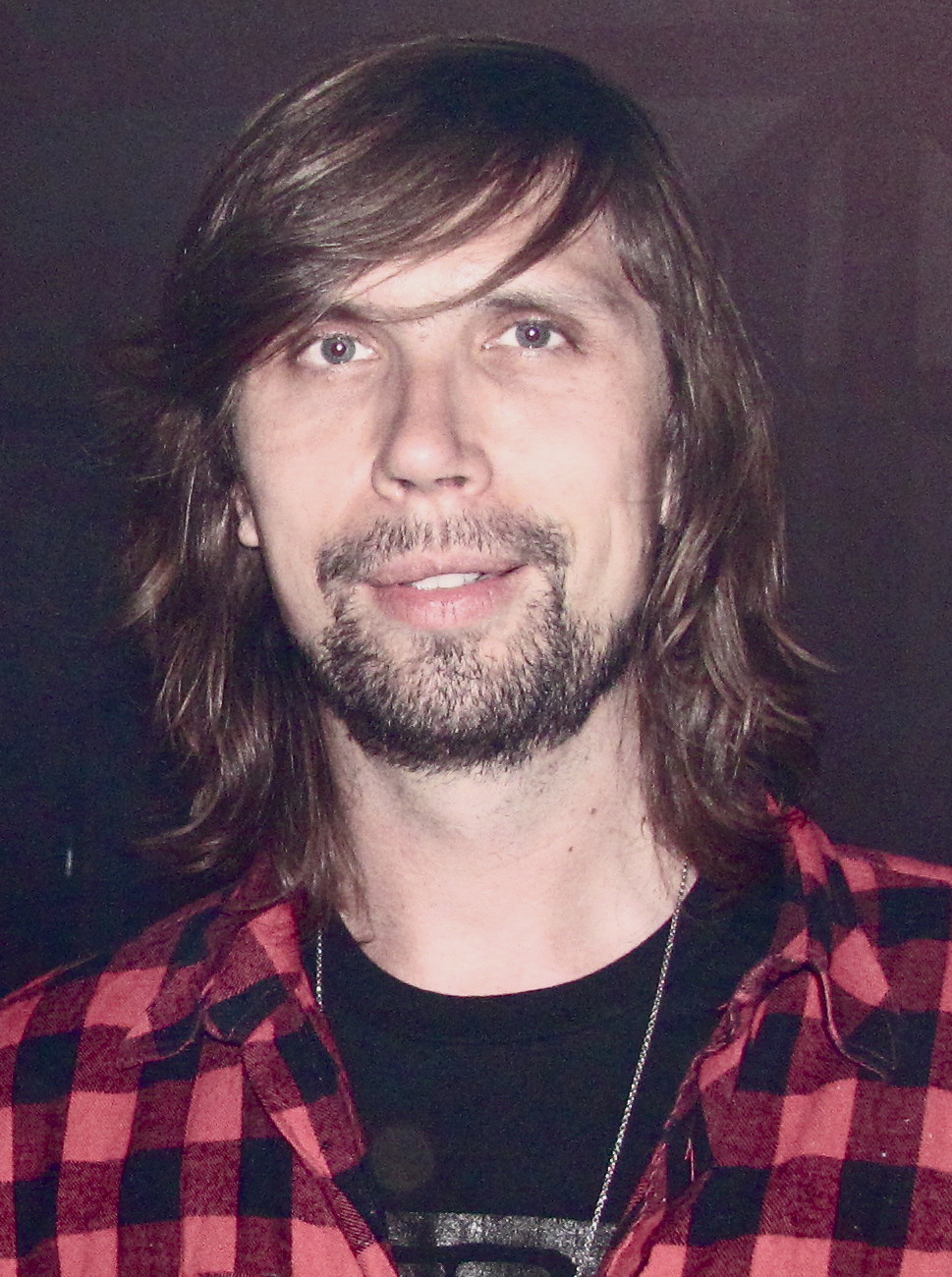
Pédro Winter en 2011.
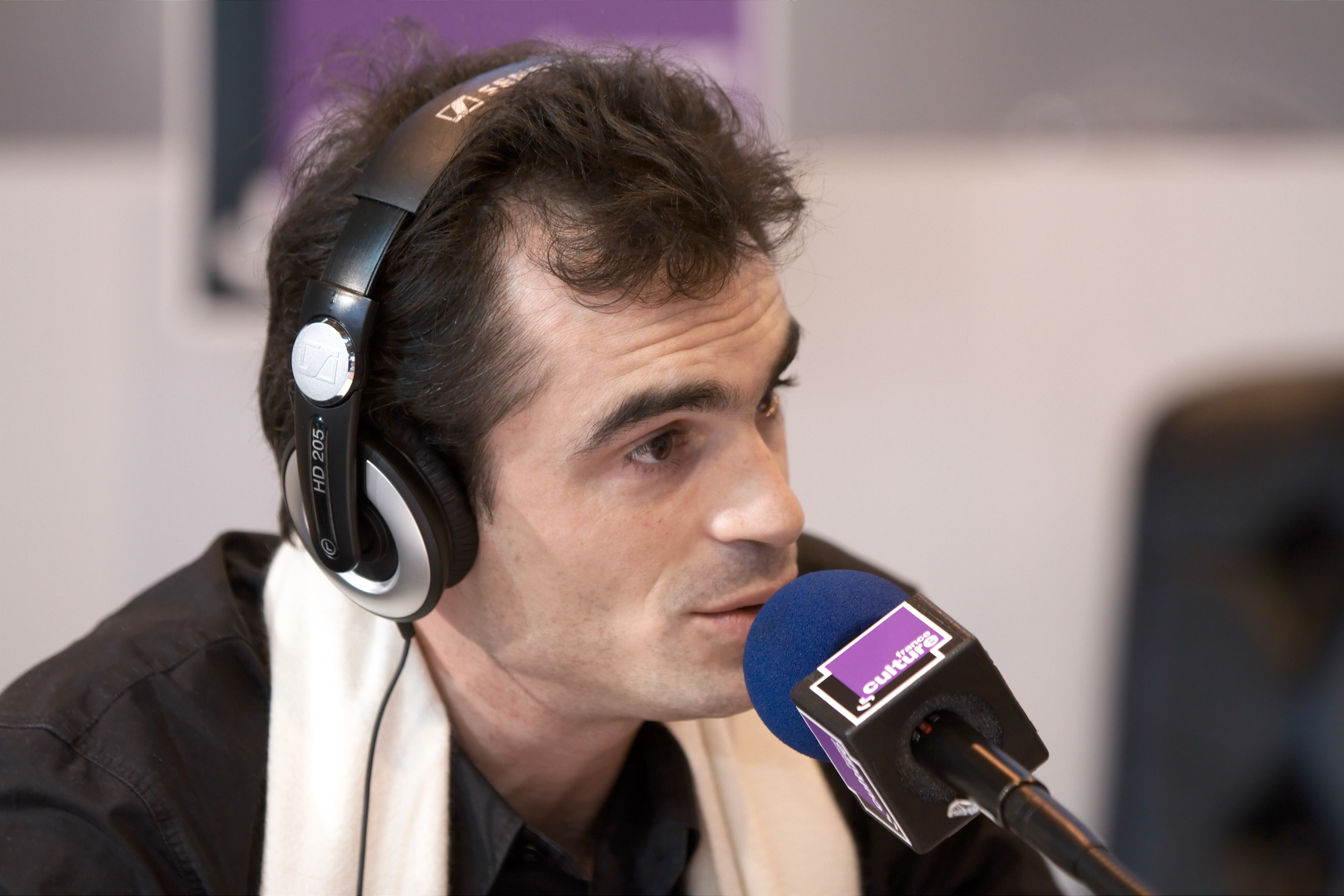
Raphaël Enthoven en 2010.
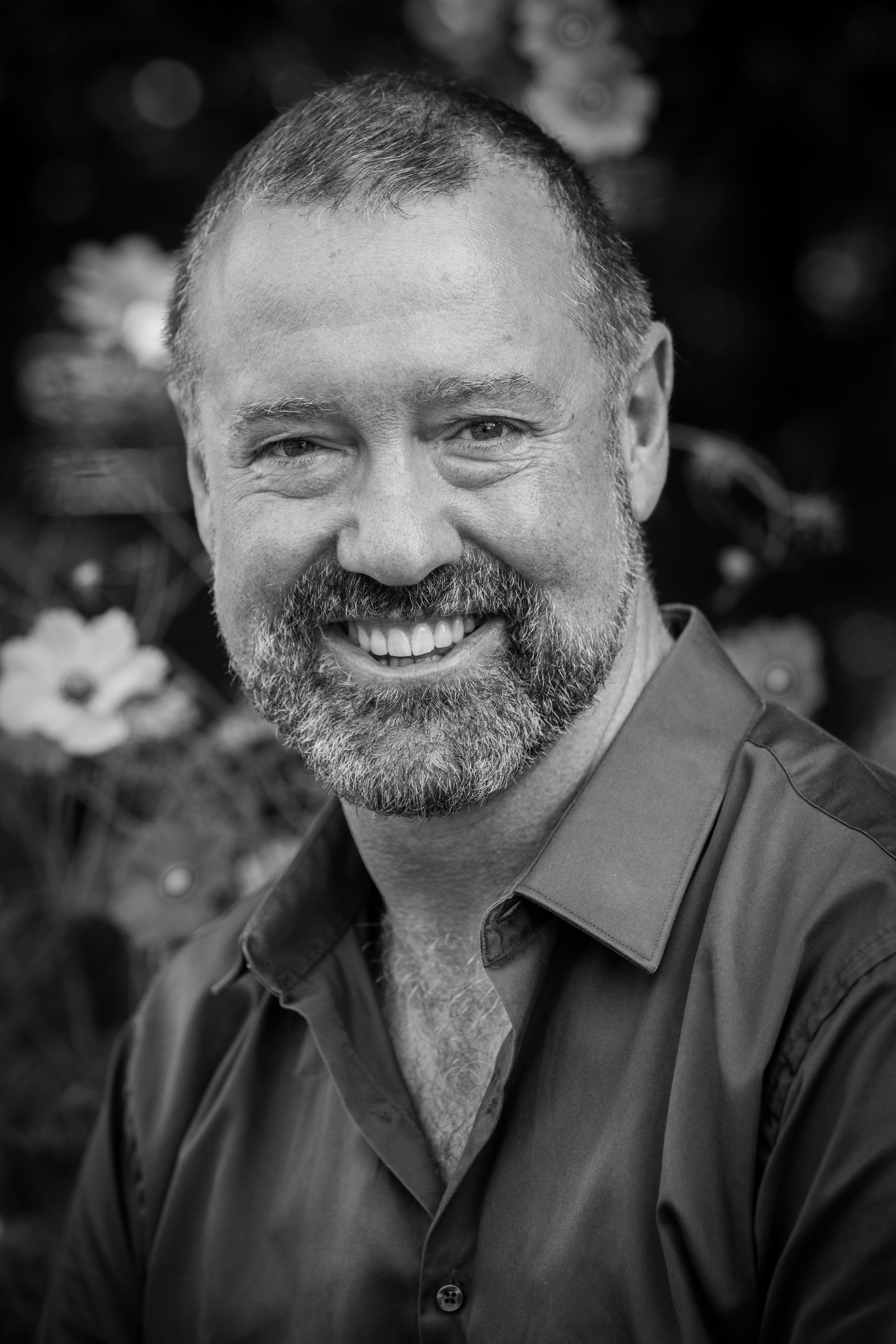
Alex Taylor en 2014.
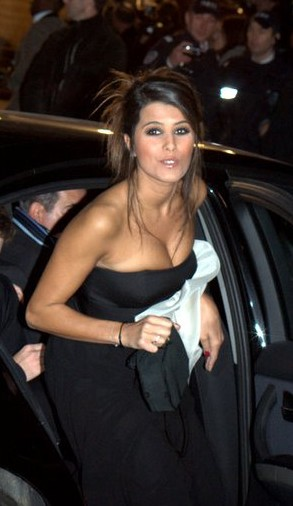
Karine Ferri en 2011.
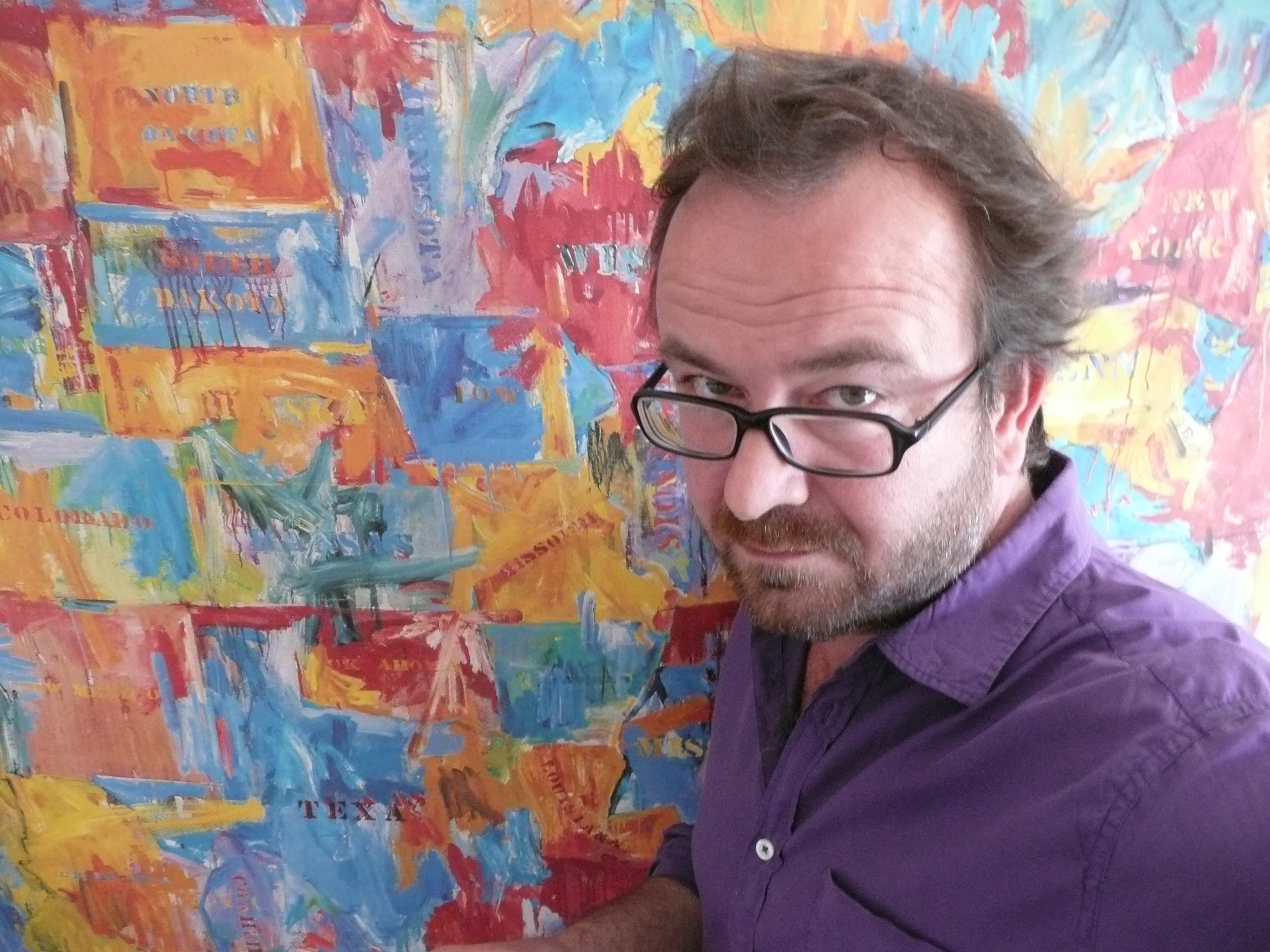
Alexandre Héraud en 2011.
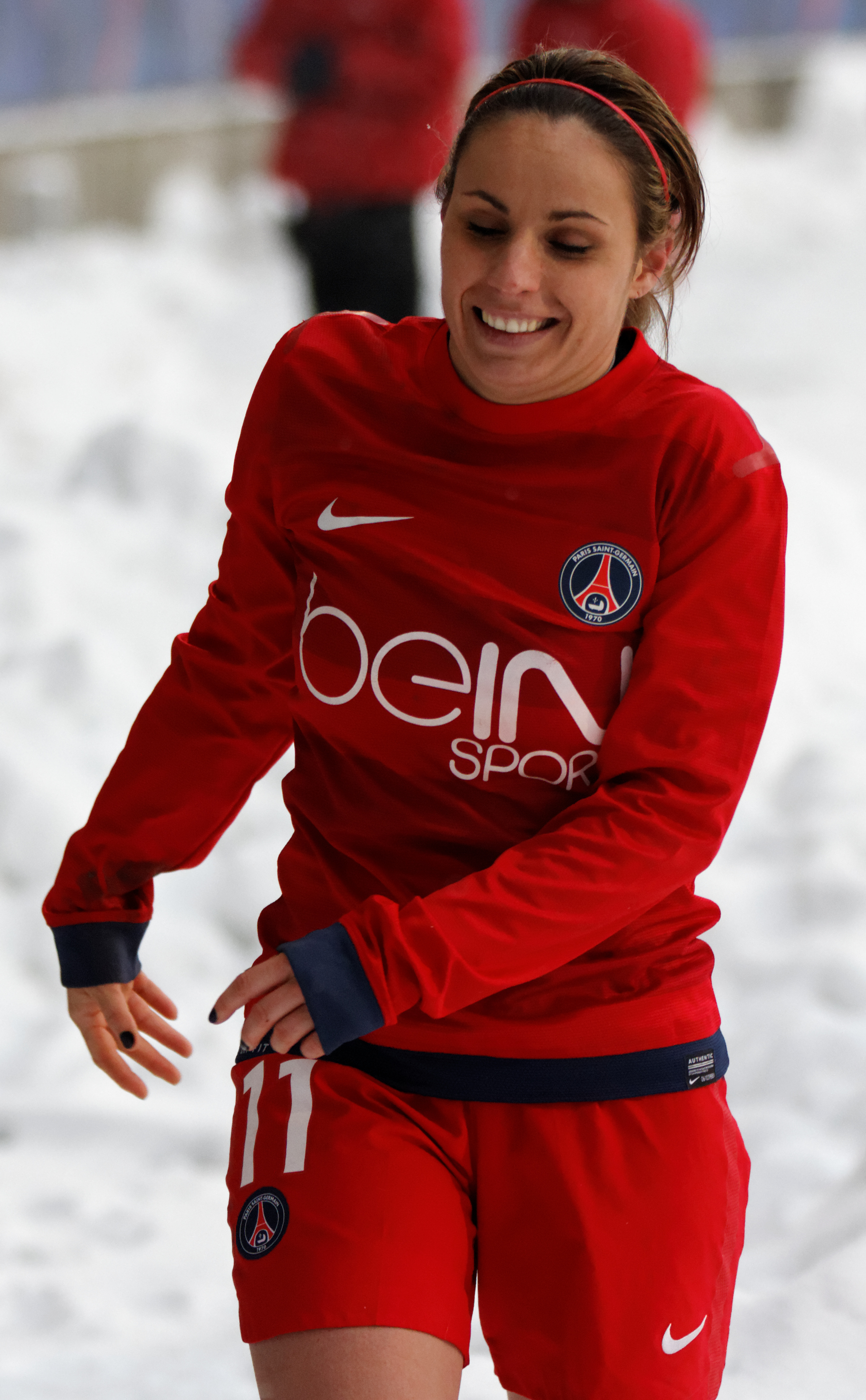
Jessica Houara-d'Hommeaux en 2013.
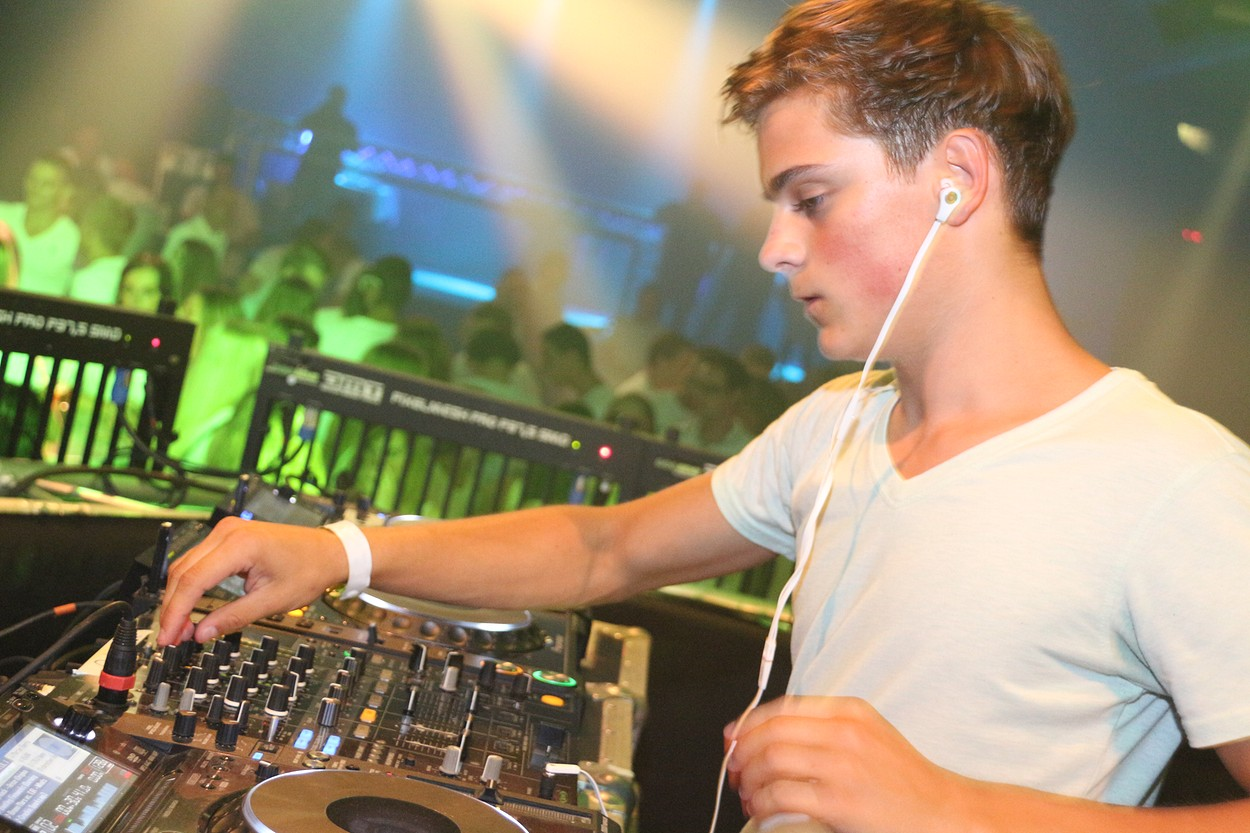
Martin Garrix en 2013.
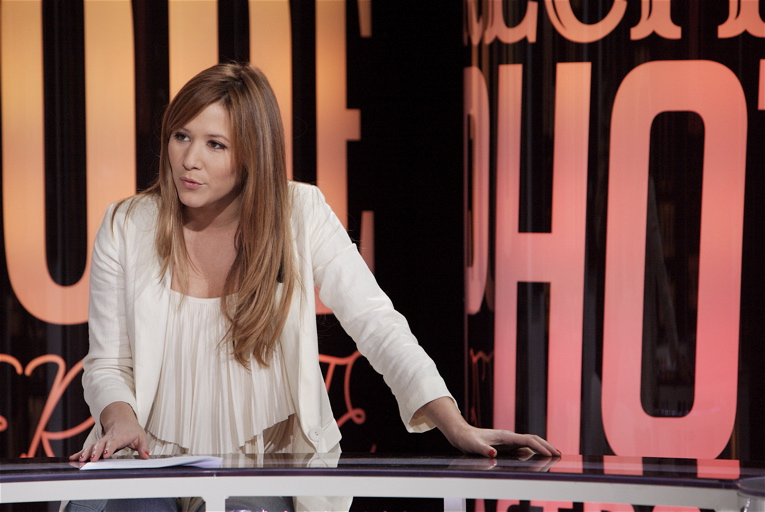
Stéphanie Loire en 2012.

#### Évolutions au sein d'une même station en 2015
- Vincent Perrot succède à André Torrent et présente les samedis et dimanches Vincent de 5 à 7 sur RTL, à partir de septembre 2015[140].
- Wendy Bouchard devient présentatrice de la matinale d'information du week-end sur Europe 1, succédant à Maxime Switek, en septembre 2015[141].
- Maxime Switek change de tranche horaire et présente désormais Europe Midi avec Jean-Michel Aphatie, en septembre 2015.
- Bruno Duvic arrête la revue de presse matinal de France Inter, mais il dirige une nouvelle émission quotidienne de reportage, sur cette même station, en août 2015[142].
- Hélène Jouan passe le relai à Nicolas Demorand pour Le téléphone sonne, assurant la revue de presse de la matinale de France Inter, à partir du 24 août 2015.
- Nicolas Demorand présente Homo Numéricus sur France Inter durant l'été 2015, et à la rentrée, il présente toute la tranche 18 h - 20 h.
- Marc Fauvelle ne présente plus l'émission Tous politiques sur France Inter, mais les journaux de 6 h 30 et 8 h, à compter du 24 août 2015[143].
- Christophe Beaugrand, sociétaire des Grosses Têtes, présente la tranche 5 h - 6 h 30 sur RTL en semaine, pendant l'été 2015[144].
- Natacha Polony reste sur Europe 1 et succède à Michel Field en coanimant le magazine Médiapolis avec Olivier Duhamel, à partir de septembre 2015[145].
- Jade, qui coanimait sur RTL, avec Jean-Michel Zecca, l'émission ça ne manque pas d'airs, présente seule Drôle de semaine, à partir de septembre 2015.
- Éric Jean-Jean reste fidèle à RTL et y anime une nouvelle émission intitulée La première heure de la semaine à la rentrée 2015.
- Julia Martin, animatrice sur Europe 1 durant l'été 2015, présente désormais, le dimanche, La Playlist Europe 1, depuis septembre 2015.
- Noëlle Bréham, après la pré-matinale de France Inter durant l'été 2015, présente La nuit est à vous, à partir du 24 août 2015.
- Philippe Collin en duo avec Xavier Mauduit pour Si tu ne vas pas à Rio..., anime désormais L’œil du tigre, avec le service des sports de France Inter, à la rentrée 2015.
- Georges Lang voit son portefeuille d'émissions se rétrécir, sur RTL, sur la grille de rentrée 2015.
- Pascale Clark se voit confier une nouvelle case sur France Inter à la rentrée 2015, avec l'émission Making Of[146].
- Sophie Péters, joker de Caroline Dublanche, est aux commandes de Libre antenne le weekend sur Europe 1, depuis la rentrée 2015[147].
- Justine Fraioli est passé du 6/9 au 17/20 sur RFM depuis le 31 août 2015.
- Christophe Crénel, toujours sur Mouv', anime l'émission hebdomadaire La Sélection électro 2.0, depuis février 2015
- Grégory Ascher anime le 16 h/19 h sur RTL2 avec une nouvelle émission intitulée #LeDriveRTL2, depuis la rentrée 2015.
- David Abiker présente Europe Soir, en semaine, pendant les fêtes de fin d'année 2015.

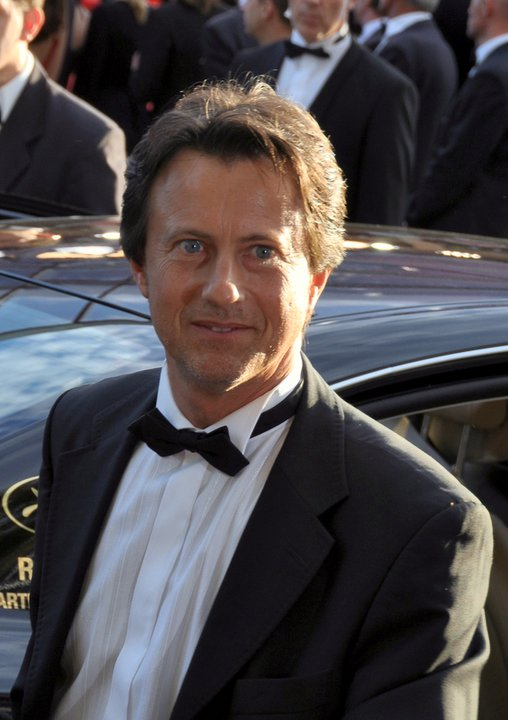
Vincent Perrot en 2011.
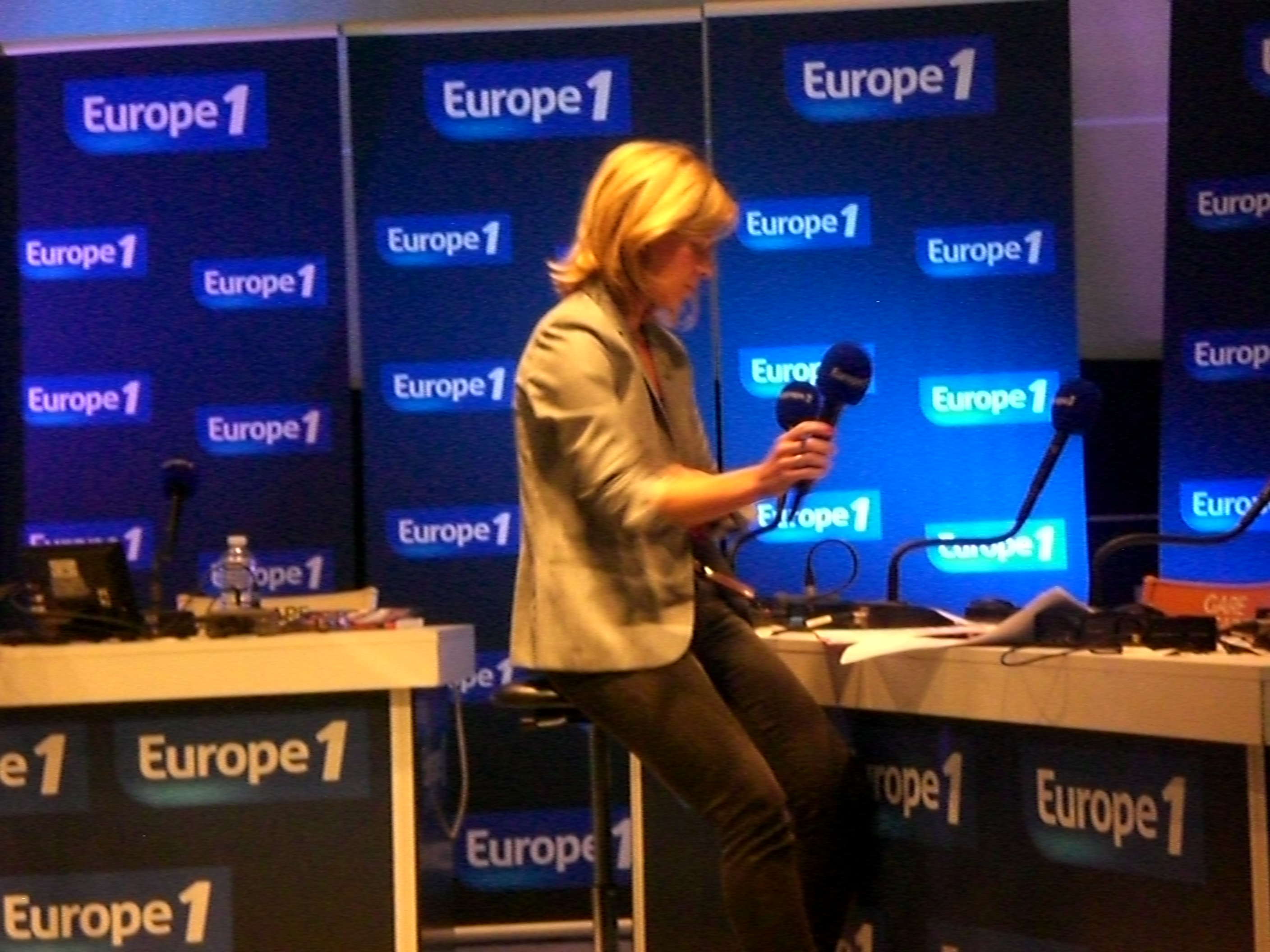
Wendy Bouchard en 2014.
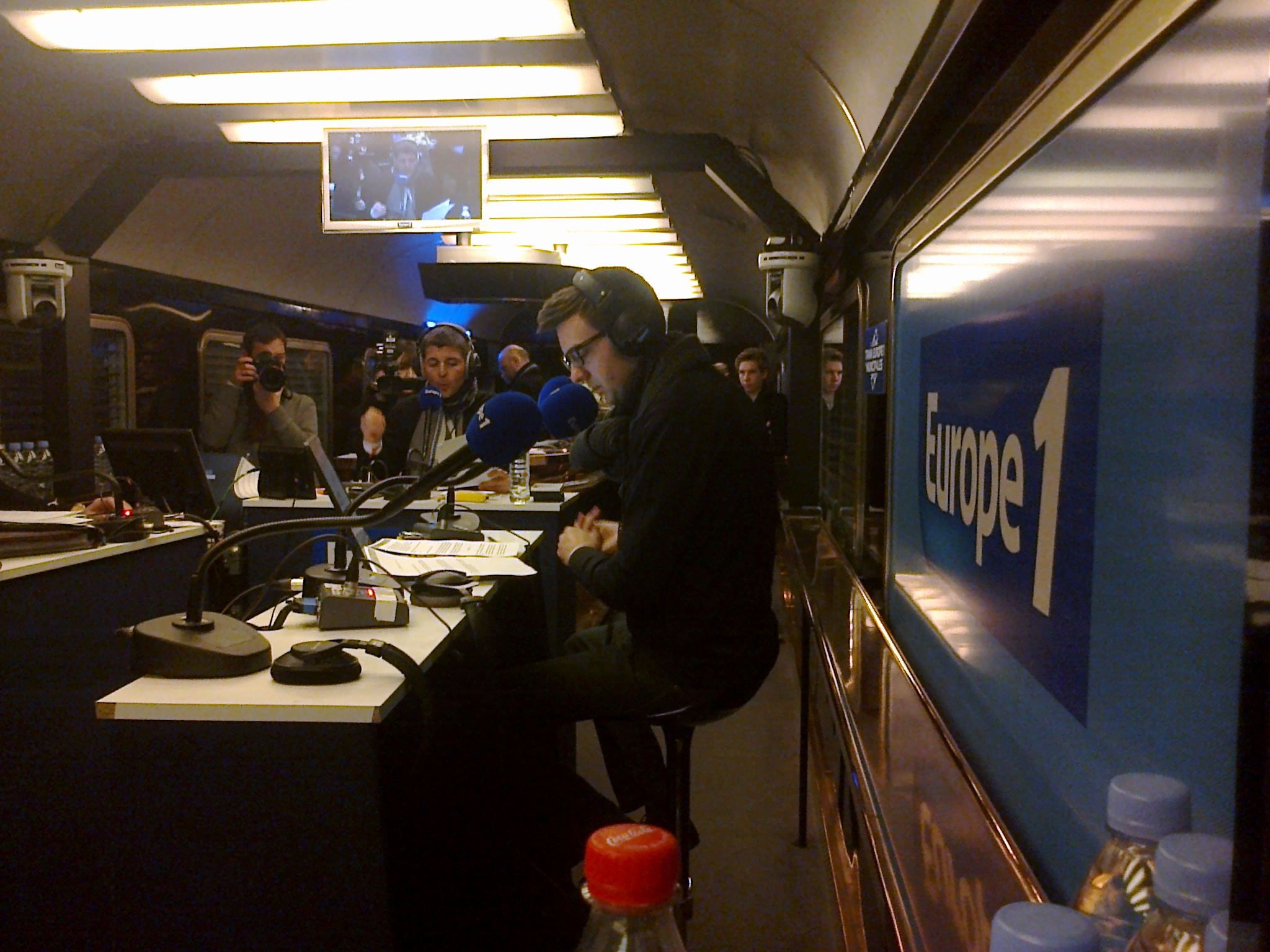
Maxime Switek en 2014.
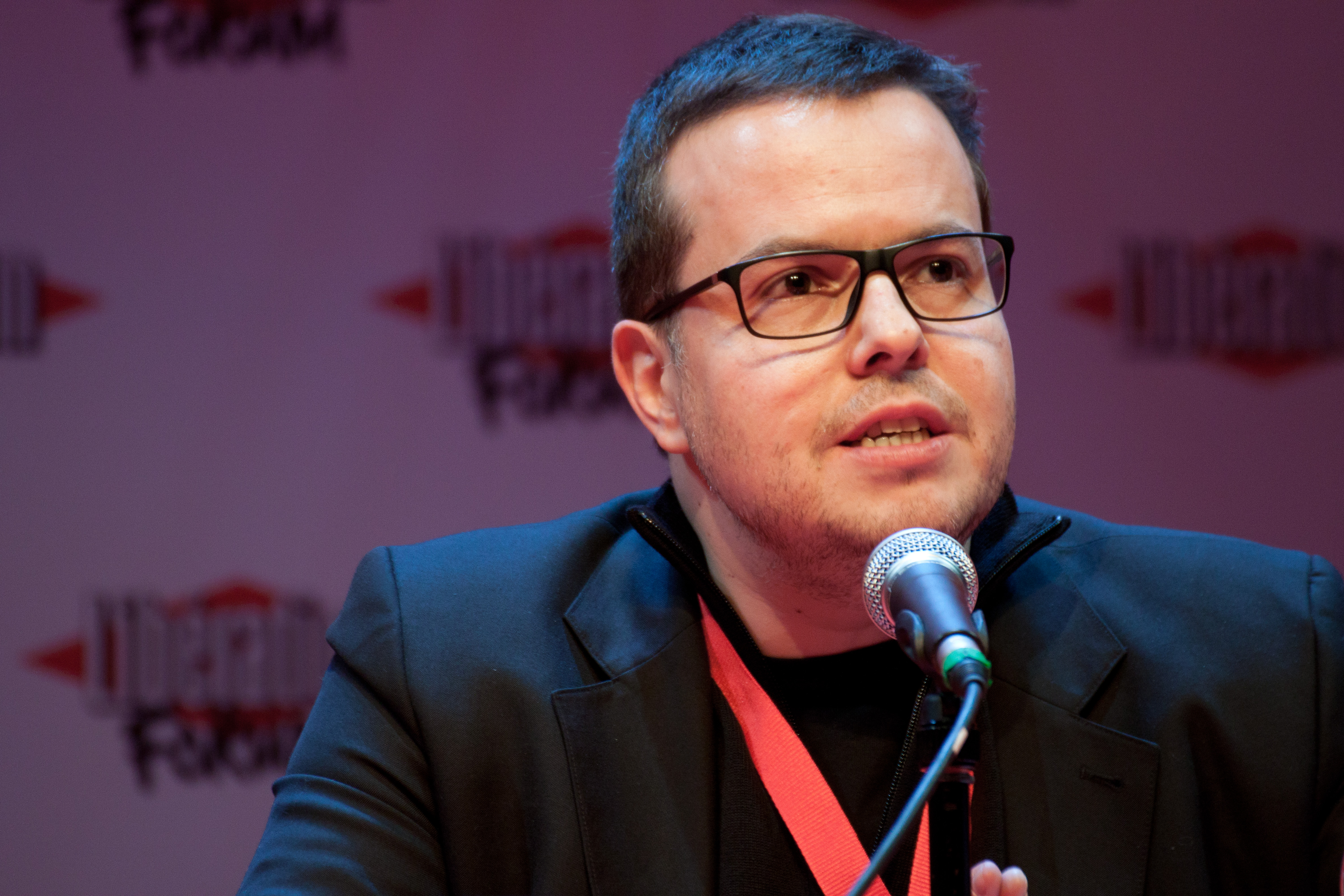
Nicolas Demorand en 2012.
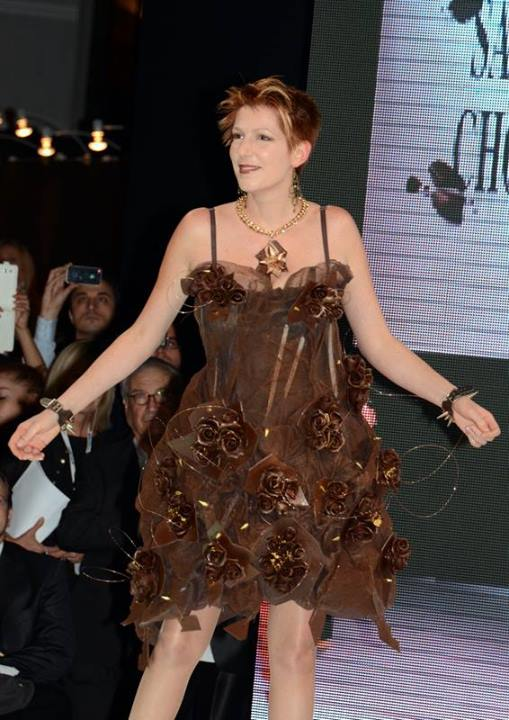
Natacha Polony en 2013.
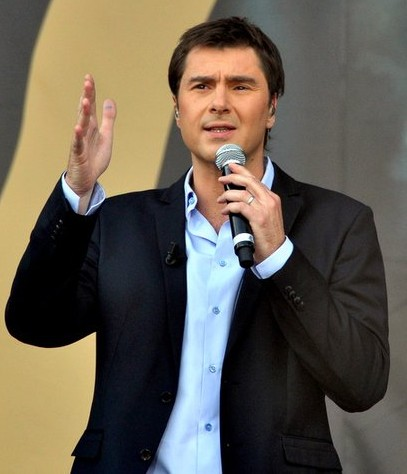
Éric Jean-Jean en 2011.
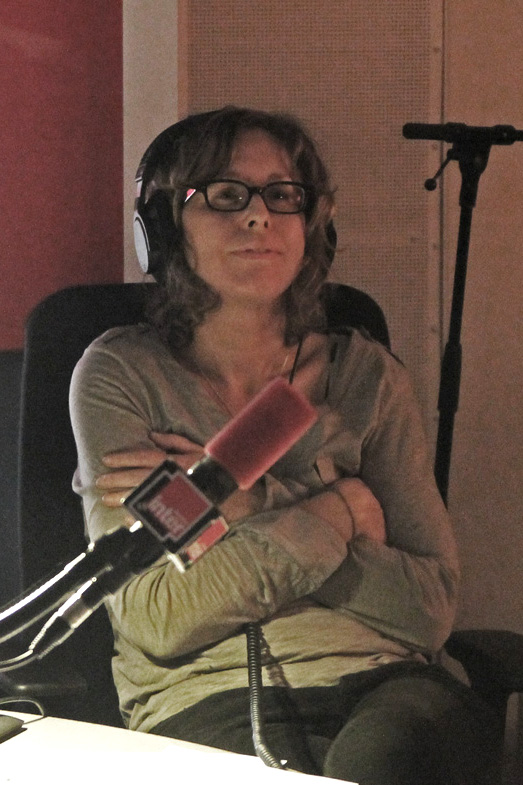
Pascale Clark en 2013.

#### Disparus des antennes en 2015
- Alessandra Sublet quitte la station Europe 1 afin de se concentrer sur la nouvelle émission qu'elle prépare à la télévision[148].
- Enora Malagré quitte la station de radio Virgin Radio à la rentrée 2015[149].
- André Torrent termine 44 ans de carrière à RTL le 5 juillet 2015.
- Natalie Dessay abandonne la radio le 26 juin 2015, faisant ses débuts de comédienne sur la scène du centre dramatique régional de Tours - théâtre Olympia en mai 2015.
- Didier Porte n'est pas reconduit dans l'émission de Stéphane Bern sur RTL, en septembre 2015[150].
- Marie-Ève Malouines quitte Radio France et la radio, pour occuper le poste de Président-directeur général de La Chaîne parlementaire à partir du 8 juin 2015[151].
- Thierry Lecamp quitte Europe 1 après 17 ans d'antenne, car le magazine On connaît la musique s'arrête et aucune autre émission ne lui est attribué.
- Sophie Coste qui officiait depuis août 2012 sur RFM se retrouve sans micro pour la rentrée 2015.
- Michel Field annonce son départ d'Europe 1 au début de l'été 2015, pour prendre la direction de France 5.
- Miguel Derennes arrêtant le Morning du Rire sur Rires et Chansons, il quitte en même temps la station à la rentrée, sans point de chute apparemment.
- Patrick Pesnot, le présentateur de Rendez-vous avec X, quitte France Inter pour « changer d'air et vivre d'une façon plus libre »[152].
- Joël Collado présente son dernier bulletin météo sur France Inter le 27 décembre 2015, son contrat avec Radio France n'ayant pas été renouvelé[153].
- Laurent Argelier, spécialiste des interview d'artistes, sur MFM Radio, a quitté la station en septembre 2015 pour fonder l'Agence France Buzz[154].
- François Rollin, qui présentait une chronique hebdomadaire dans la matinale de France Inter, quitte la station en juillet 2015, affirmant avoir été viré « comme un malpropre »[155].

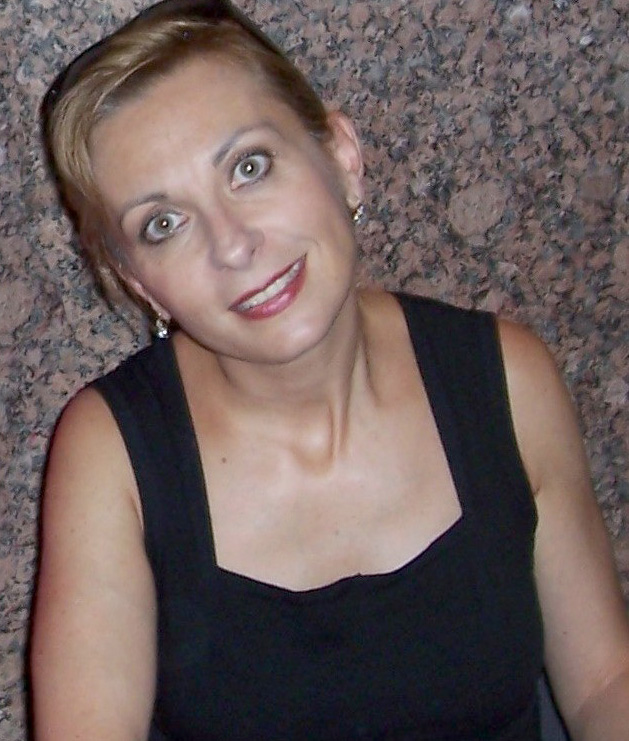
Natalie Dessay en 2008.
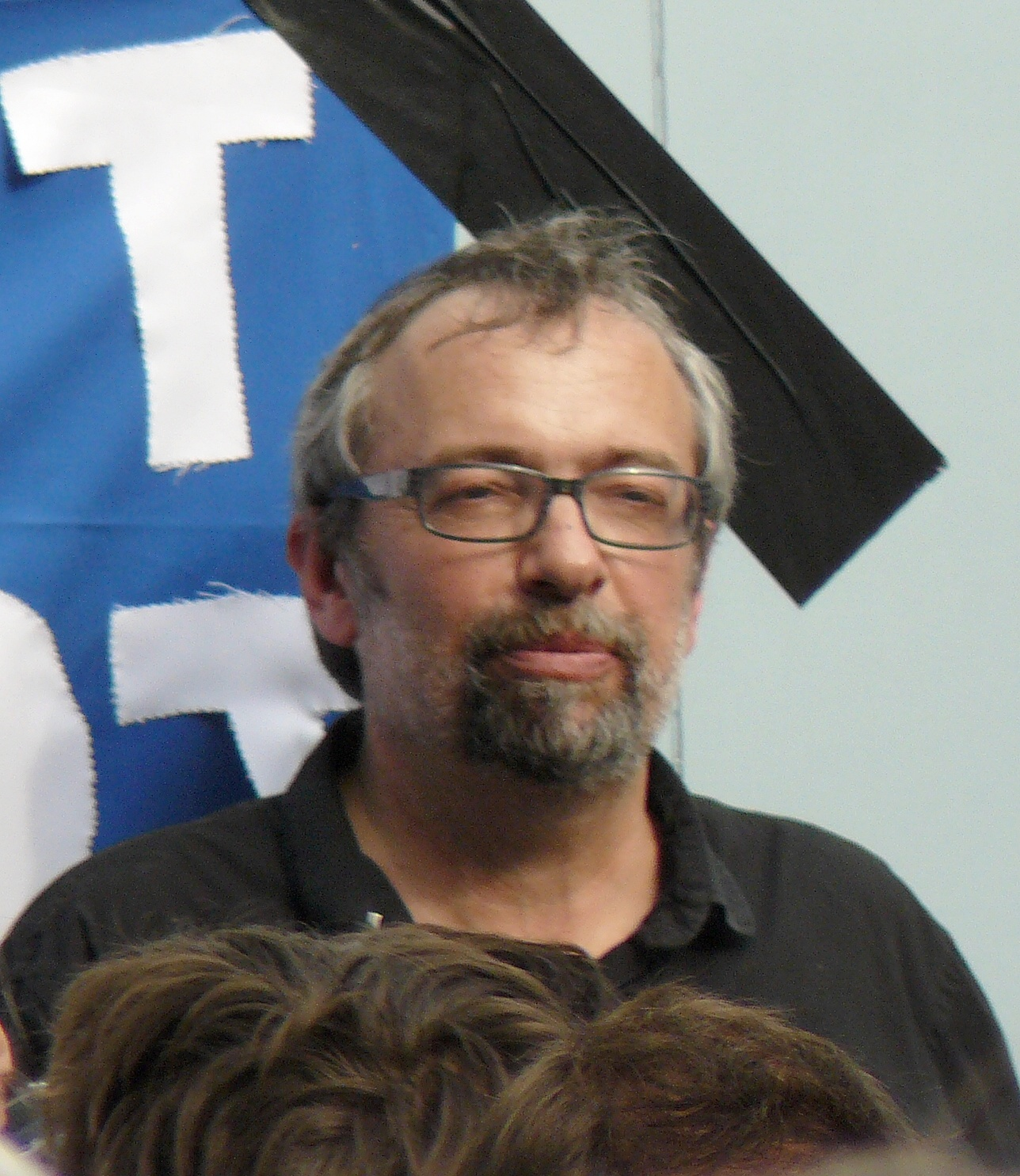
Didier Porte en 2010.
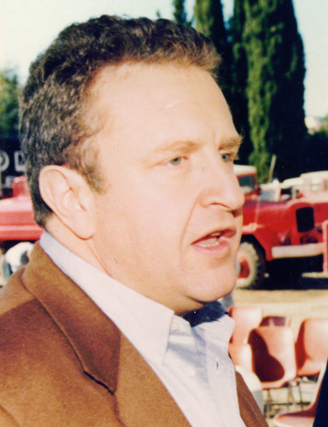
Michel Field en 1994.
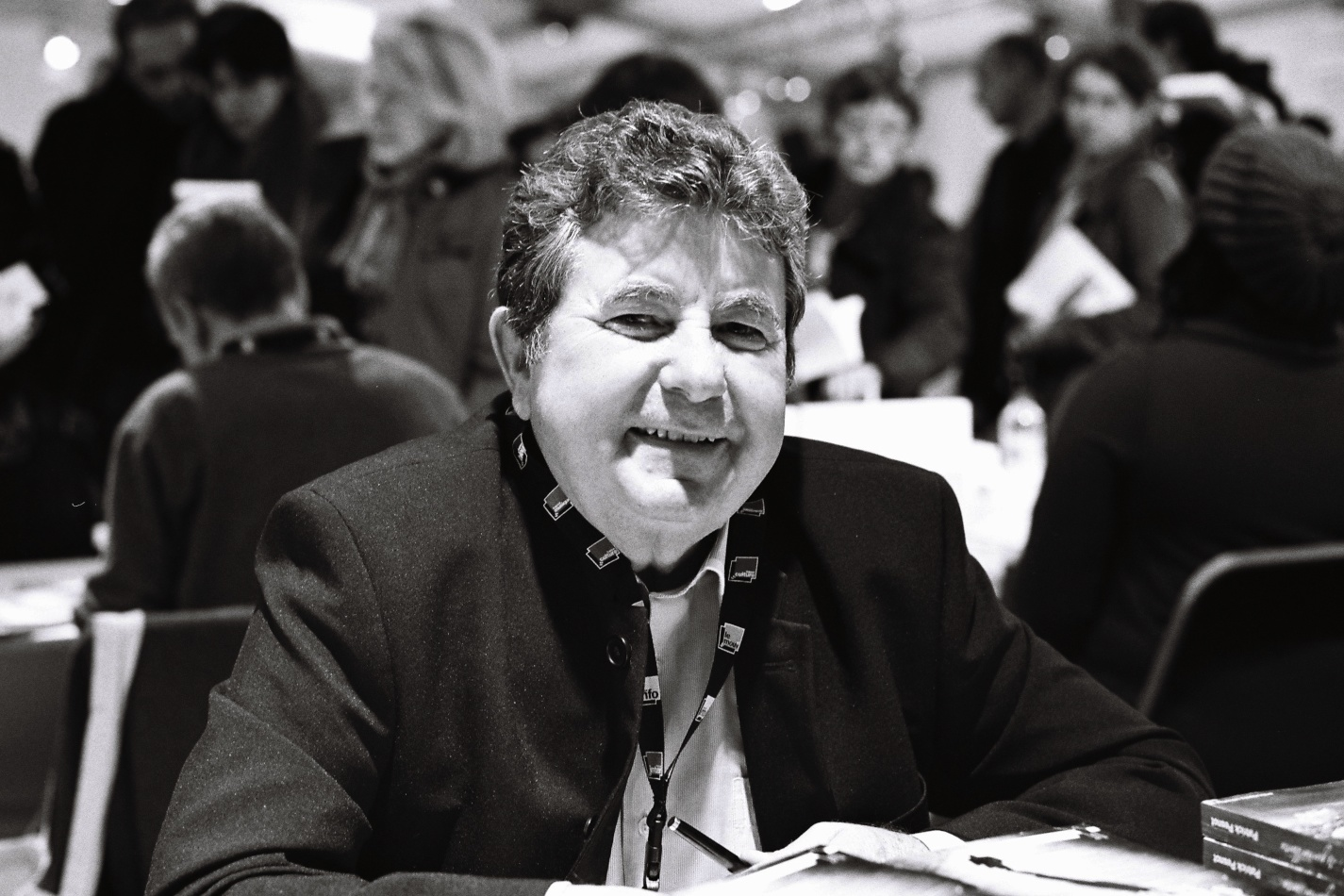
Patrick Pesnot en 2011.
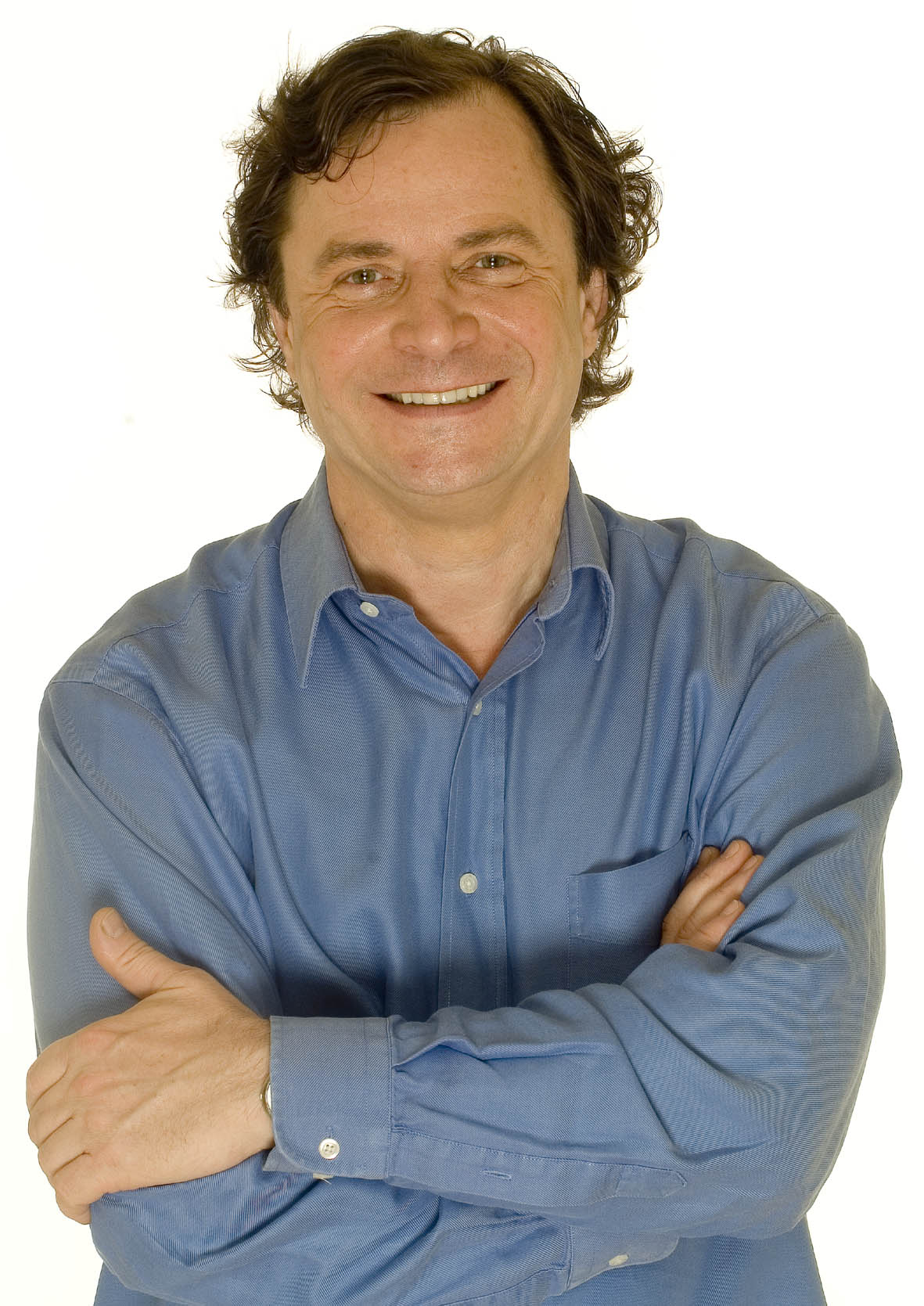
François Rollin en 2006.

### Émissions de radio

#### Nouvelles émissions en 2015
- Good Morning Cefran est une émission matinale diffusée sur Mouv' depuis le 2 février 2015, animée par Pascal Cefran[156].
- Vincent de 5 à 7 est l'émission de RTL, présentée par Vincent Perrot, qui succède à Un torrent de musique les samedis et dimanches matin, à compter de septembre 2015.
- Médiapolis Fictions est une émission sur Europe 1 présentée par Michel Field, avec Olivier Duhamel, pendant l'été 2015[157].
- Wish List : Le Tube de vos envies, le jeu télévisé en version radio, est animée par Christophe Dechavanne sur Alouette à partir du 10 juillet 2015.
- Une saison au théâtre est une émission sur le théâtre, dont la productrice est Joëlle Gayot, proposée le dimanche soir sur France Culture depuis 2015.
- Homo Numéricus, émission de France Inter consacrée au monde numérique, présentée par Nicolas Demorand durant l'été 2015.
- Un jour en France, émission quotidienne de reportages et d'interactivité sur France Inter, dirigée par Bruno Duvic, à partir du mois d'août 2015.
- La Playlist Europe 1, nouvelle émission musicale sur Europe 1, présentée, le dimanche, par Julia Martin, depuis septembre 2015[158].
- La première heure de la semaine, nouvelle émission d'Éric Jean-Jean sur RTL pour la rentrée 2015.
- La nuit est à vous, émission de libre antenne sur France Inter, par Noëlle Bréham, à 23 h 15, dès le 24 août 2015.
- La preuve par Z, magazine musical de Jean-François Zygel, sur France Inter, le samedi en fin d'après-midi, pour la rentrée 2015.
- Le nouveau Rendez-vous, émission culturelle de Laurent Goumarre, sur France Inter, du lundi au jeudi, à partir du 24 août 2015.
- L’œil du tigre, émission le dimanche mêlant sport, société et culture, de Philippe Collin, en collaboration avec le service des sports de France Inter, à la rentrée 2015.
- Direct Laporte, retour de l'émission de RMC sur le rugby à XV, présentée par Bernard Laporte, Christophe Cessieux et Sébastien Chabal, depuis le 24 août 2015.
- Qui vive, nouvelle émission sur Europe 1 présentée par Raphaël Enthoven, le samedi de 15 h à 16 h, à la rentrée 2015.
- Vous avez dit classique ?, émission d'Elsa Boublil sur toutes les musiques, traditionnelles, classiques ou jazz, en semaine sur France Inter de 16 h à 17 h, à la rentrée.
- La Tranche Gigot, émission matinale de Rires et Chansons animée par Pascal Gigot, diffusée en semaine entre 6 h et 10 h, à la rentrée 2015.
- Permis de penser, émission de Laure Adler, diffusée sur France Inter, le samedi à 13h20, depuis la rentrée 2015[159].
- Making Of, émission de radio de Pascale Clark, diffusée le samedi à 22h, sur France Inter, à la rentrée 2015.
- La chronique culture éco, présentée par Antoine Pecqueur, sur France Musique, décline des sujets importants, quotidiennement, à 7 h 32, depuis la rentrée 2015[160].
- Les dépêches notes, chroniques de 2' sur l'actualité musicale, diffusées sur France Musique depuis la rentrée 2015 et présentées par Clément Rochefort[160].
- Un Soir avec ..., nouvelle émission musicale mensuelle sur Europe 1, présentée par Nikos Aliagas, à partir du 15 octobre 2015 de 20 h à 22 h[161].
- Littéralement rock, nouvelle émission sur OUÏ FM, pour connaître les coups de cœur litteraires et rock du présentateur Dom Kiris, à partir du 25 octobre 2015[162].
- Ping Pong, magazine culturel quotidien de Martin Quenehen et Mathilde Serrell, sur France Culture, depuis septembre 2015.
- Backstage, magazine hebdomadaire de la création contemporaine, par Aurélie Charron, sur France Culture, depuis septembre 2015.
- Le Journal de l'Europe, nouveau rendez-vous lancé par Radio Classique, consacré à l'actualité européenne, la semaine de 6 h 15 à 6 h 30, depuis novembre 2015[163].
- Bienvenue à bord, nouveau rendez-vous consacré à la mer, présenté par Mikaël Roparz, diffusé sur France Bleu le dimanche à 12 h[164].
- Quatre nouvelles émissions hebdomadaires sur FIP, de 20 h à 22 h, à partir de septembre 2015 [165] :
  - Sous les jupes de FIP, émission hebdomadaire consacrée aux nouveautés ou à des thématiques du moment, le lundi soir.
  - C'est magnifip, rendez-vous hebdomadaire pour une échappée musicale avec chaque semaine un thème, une destination différente, le mardi soir.
  - Certains l'aiment FIP, émission hebdomadaire consacrée à l'univers du cinéma, le mercredi soir.
  - Live à FIP, concerts en directs ou enregistrés, le jeudi soir.
- Mouv'Nation est le nouveau rendez-vous sur Mouv', présenté par Marion Lagardère et Nasser Madji, lequel donne la parole à la jeunesse, depuis septembre 2015[166].
- Il n'y a pas qu'une vie dans la vie, l'émission de Karen Cheryl sur Europe 1, retrouve l'antenne à partir de la rentrée 2015.

#### Émissions déprogrammées en 2015
- L'Afrique enchantée, émission culturelle et musicale de France Inter, présentée par Soro Solo, Vladimir Cagnolari et Hortense Volle, depuis 2006.
- Enora le soir connaissant de faibles audiences sur Virgin Radio, l'émission n'est pas reconduite à la rentrée 2015.
- Un torrent de musique disparaît de la grille de RTL du fait du départ d'André Torrent à la retraite le 5 juillet 2015.
- Le Rendez-vous, émission en direct d’actualité culturelle, proposé par Laurent Goumarre, sur France Culture, de septembre 2008 à juin 2015.
- Les Ateliers de la nuit, émission de France Culture, coordonnée par Aurélie Charon, de septembre 2011 à juin 2015.
- Tire ta langue, émission de France Culture d'exploration de la langue (francophonie, traduction, difficultés langagières), créée en 1984 et supprimée en 2015.
- Carnet nomade, émission de littérature de France Culture, produite par Colette Fellous, de 1999 à 2015.
- Ça rime à quoi, émission de poésie de France Culture, produite par Sophie Naulleau, de 2008 à 2015.
- Le Gai Savoir : émission de philosophie de France Culture, animée par Raphaël Enthoven, de septembre 2012 à juin 2015.
- Modes de vie, mode d'emploi, émission d'urbanisme sur France Culture, présentée par Matthieu Garrigou-Lagrange, entre septembre 2014 et juin 2015.
- Changement de décor, émission de France Culture, sur le théâtre, proposée par Joëlle Gayot, entre 2011 et 2015.
- Esprit de justice, émission juridique en sciences humaines et sociales d'Antoine Garapon, sur France Culture, en 2014 et 2015.
- Classic avec Dessay, émission de France Inter consacrée à la musique classique présentée par Natalie Dessay jusqu'au 26 juin 2015.
- On connaît la musique, magazine musical d'Europe 1, à l'antenne depuis septembre 2003 et présenté par Thierry Lecamp, n'est pas reconduit pour la rentrée 2015-2016[167].
- Nightlists, l'émission d'Éric Jean-Jean sur RTL s'arrête à la rentrée 2015.
- Ça ne manque pas d'air, l'émission de RTL coanimée par Jean-Michel Zecca, n'est pas reconduite en 2015 -2016.
- La collection, l'émission du Mouv' présentée par Olivier Cachin et Sandrine Vendel n'existe plus à partir de février 2015.
- WRTL Country, l'une des émissions phares de Georges Lang, sur RTL, devient hebdomadaire à la rentrée 2015.
- La Collection teintée Beach Party, émission de Georges Lang, sur RTL, n'est pas reconduite à la rentrée 2015.
- Le Morning du rire, l'émission matinale de Rires et Chansons animée par Miguel Derennes, s'arrête en juillet 2015.
- Rendez-vous avec X, l'émission du samedi après-midi sur France Inter, produite et présentée par Patrick Pesnot depuis 1997, s'arrête en 2015[152].
- L'album de minuit, l'émission d'Alain Maneval sur France Inter, du samedi et dimanche soir à minuit, s'arrête fin octobre 2015[168].
- 116 rue Albert-Londres, l'émission de France Inter présentée par Alain Le Gouguec puis par Alexandre Héraud, s'arrête fin 2015 avec la retraite du premier[169].

## Prix et distinctions en 2015

### Prix décernés par les radios en 2015

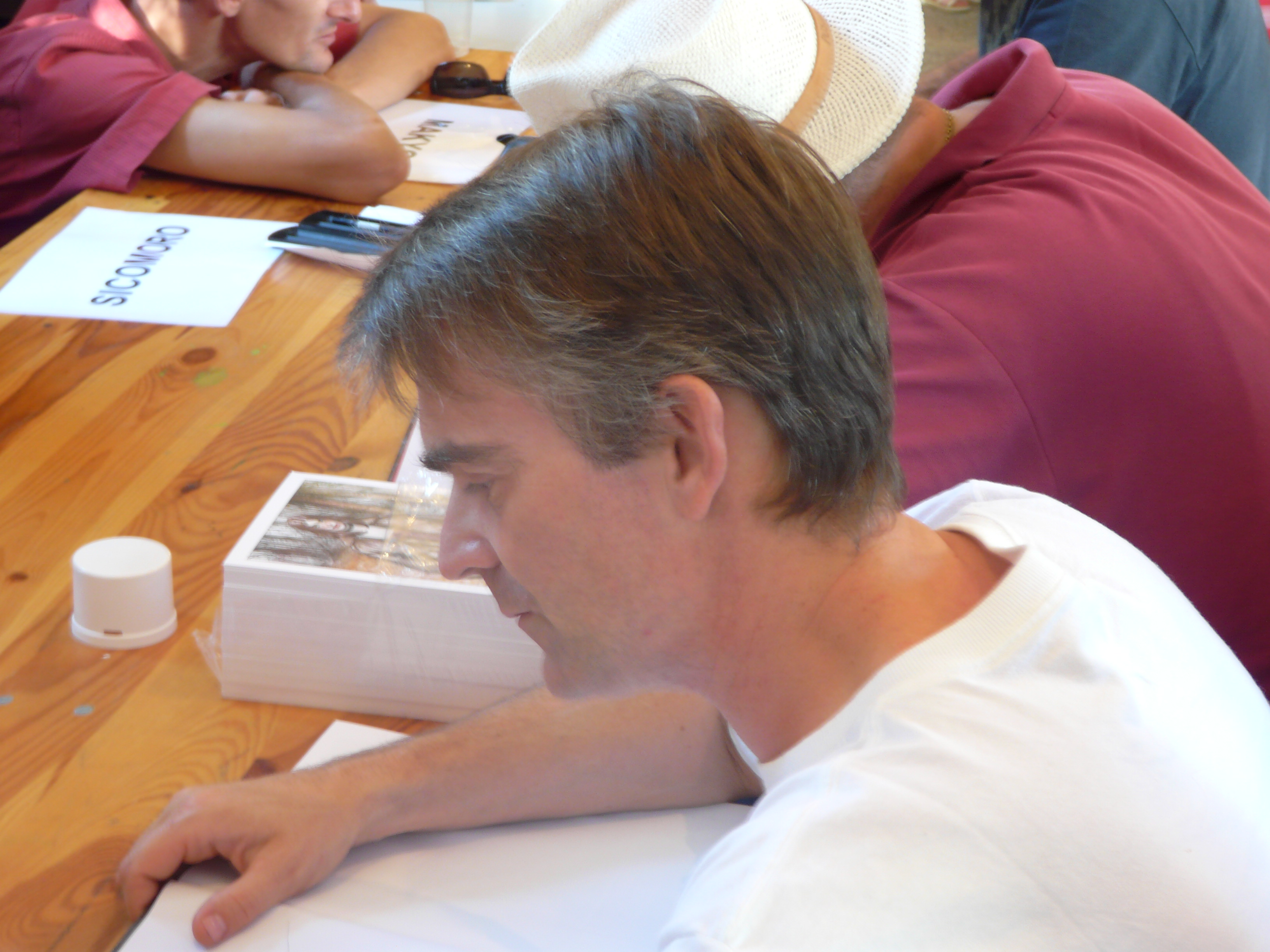
Emmanuel Lepage en 2008.
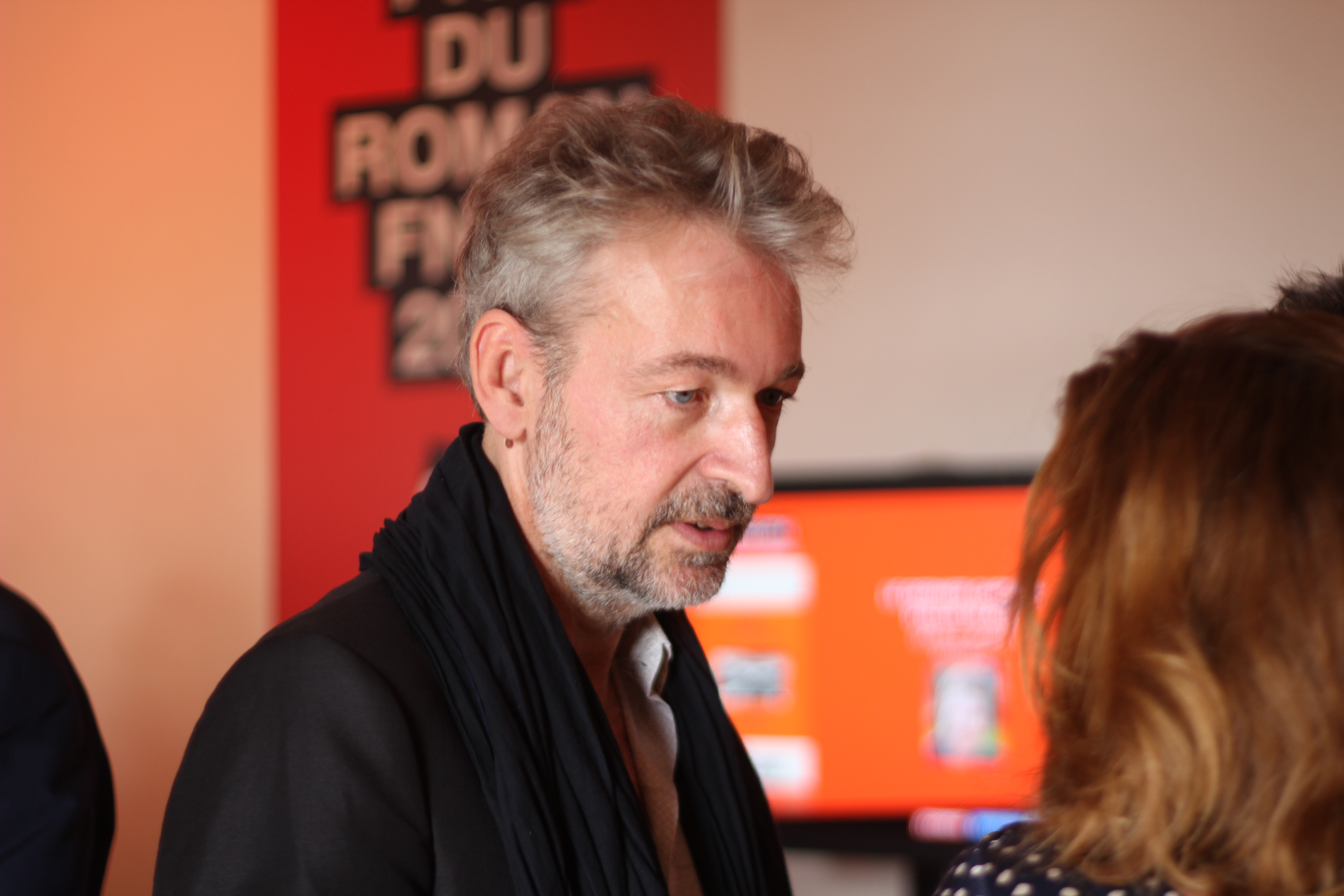
Éric Reinhardt en 2014.
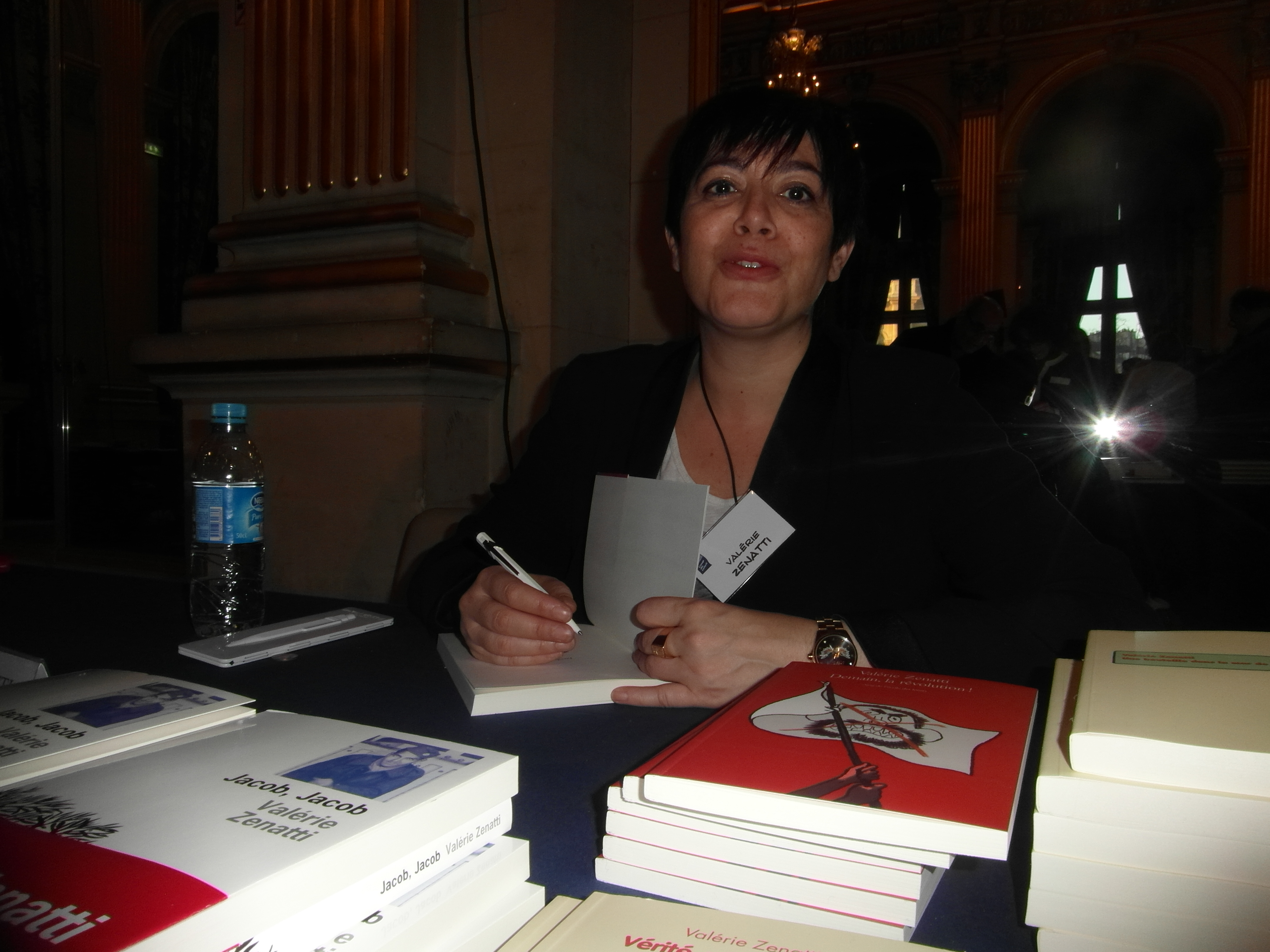
Valérie Zenatti en 2015.
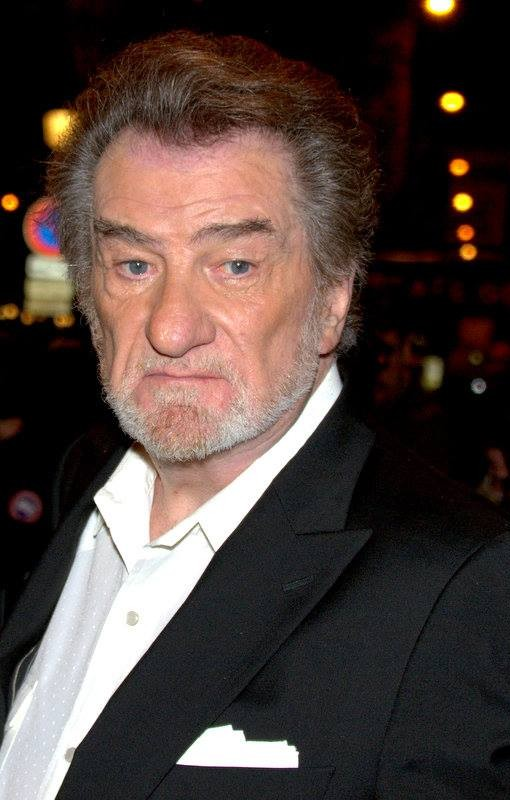
Eddy Mitchell en 2014.
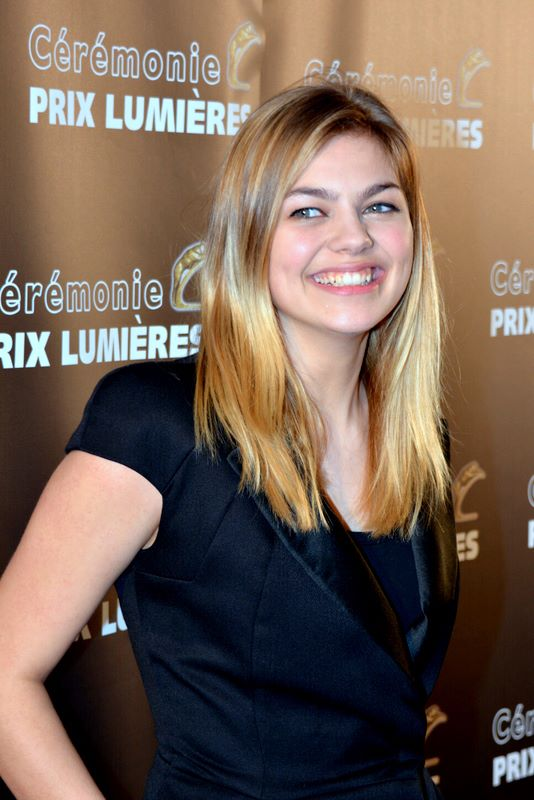
Louane en 2015.
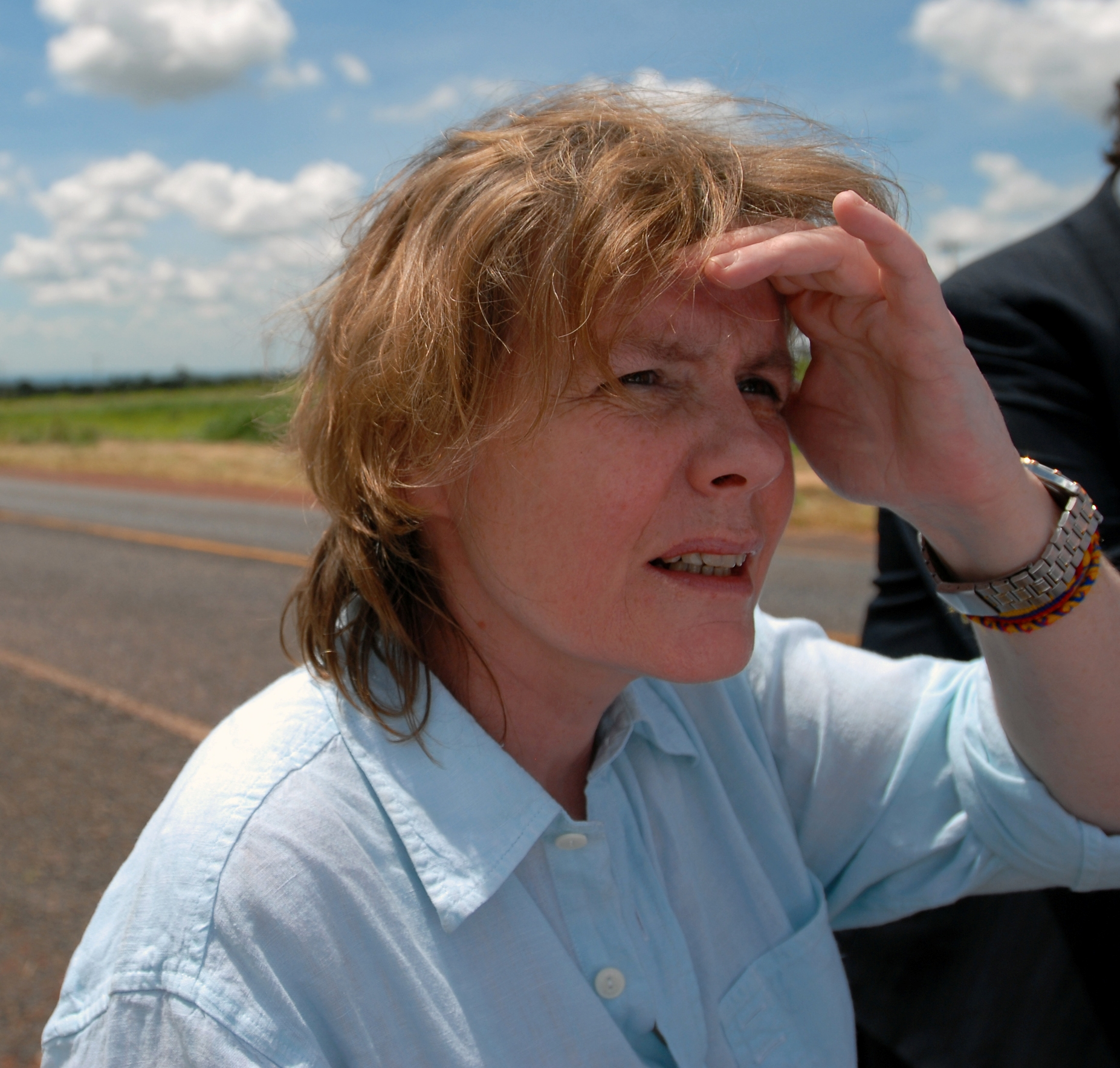
Fred Vargas en 2009.
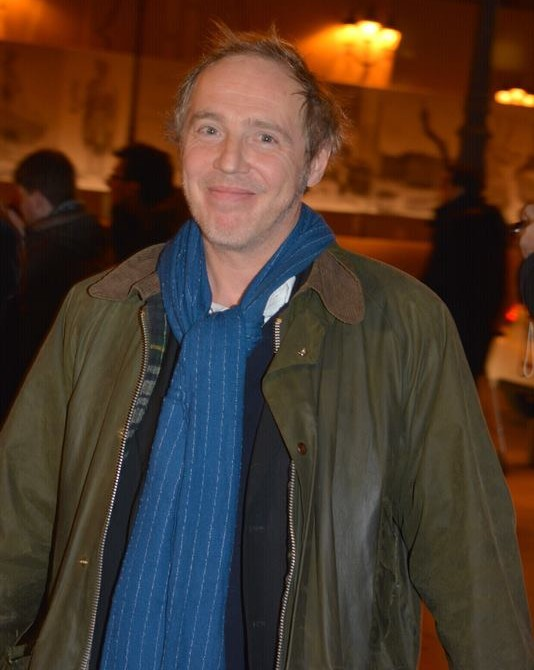
Arnaud Desplechin en 2015.
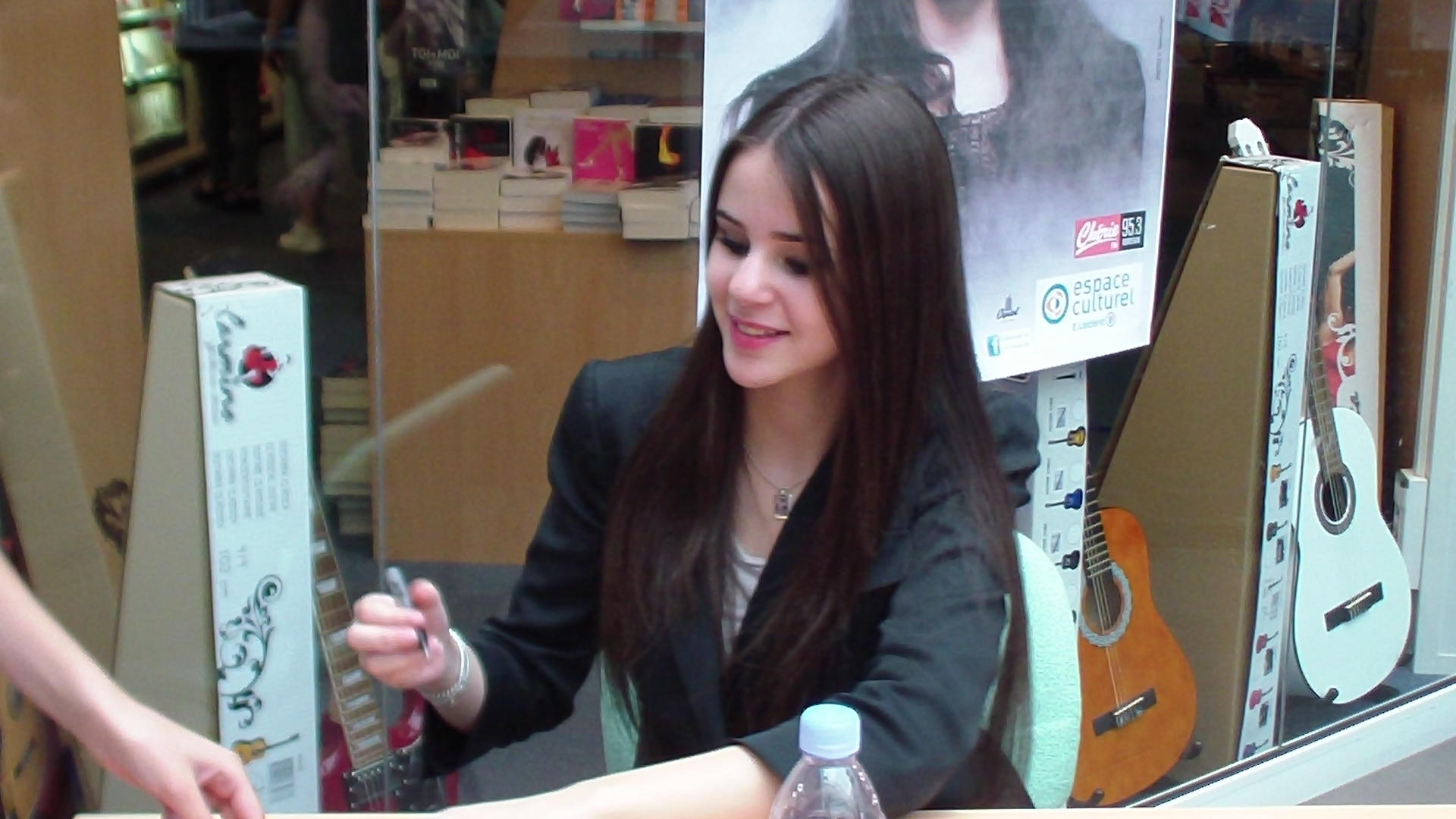
Marina Kaye en 2015.
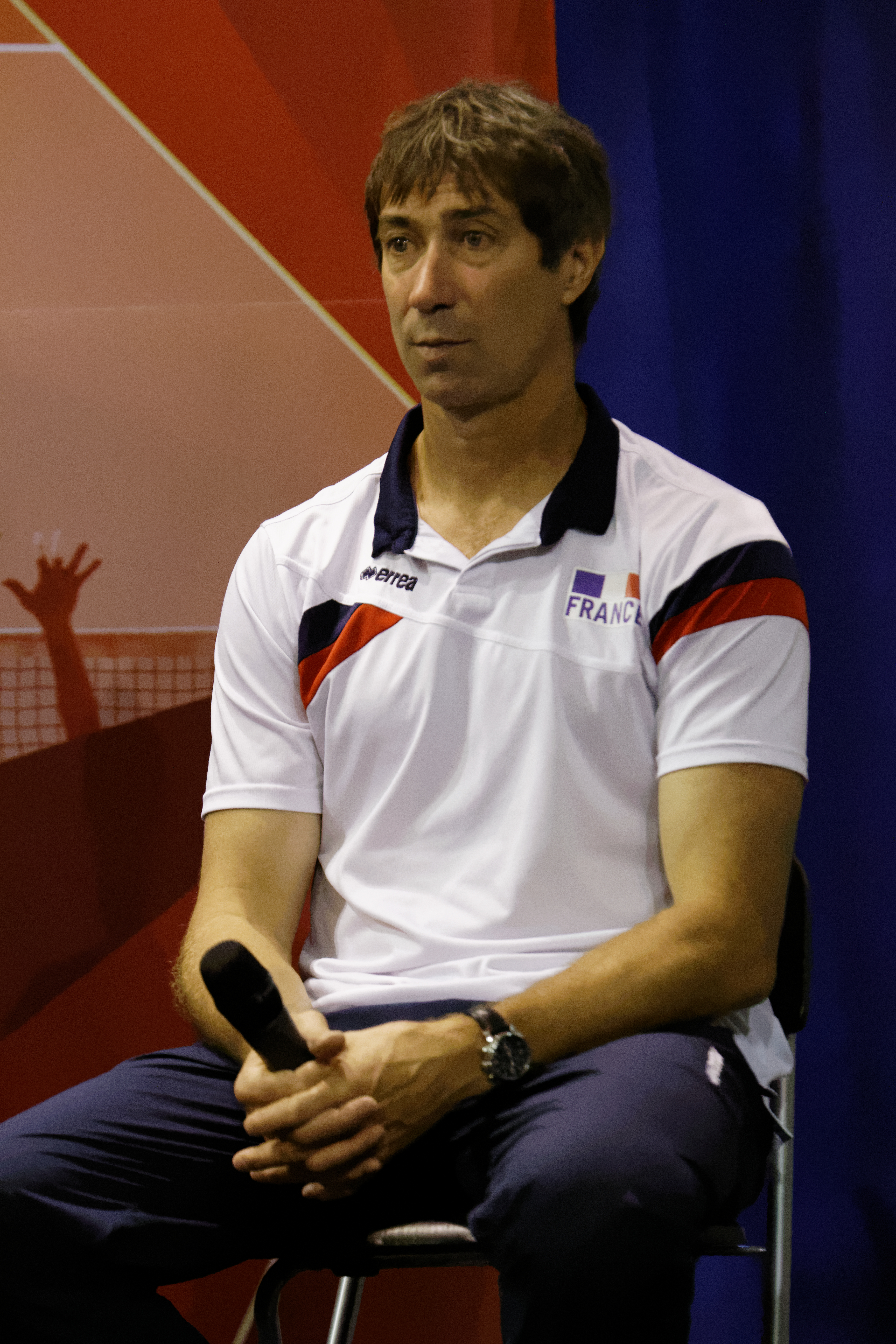
Laurent Tillie en 2014.
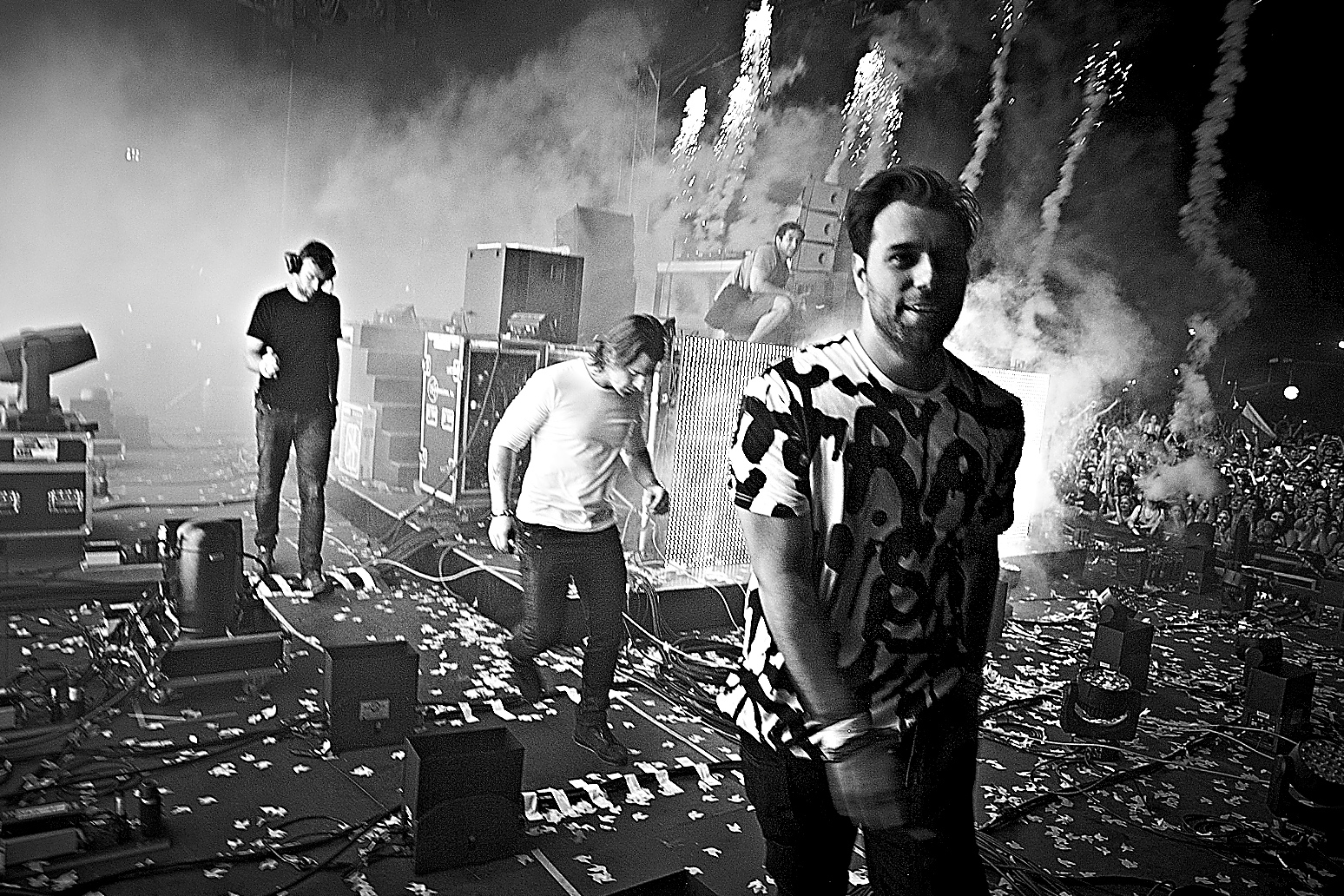
Axwell Λ Ingrosso en 2014.
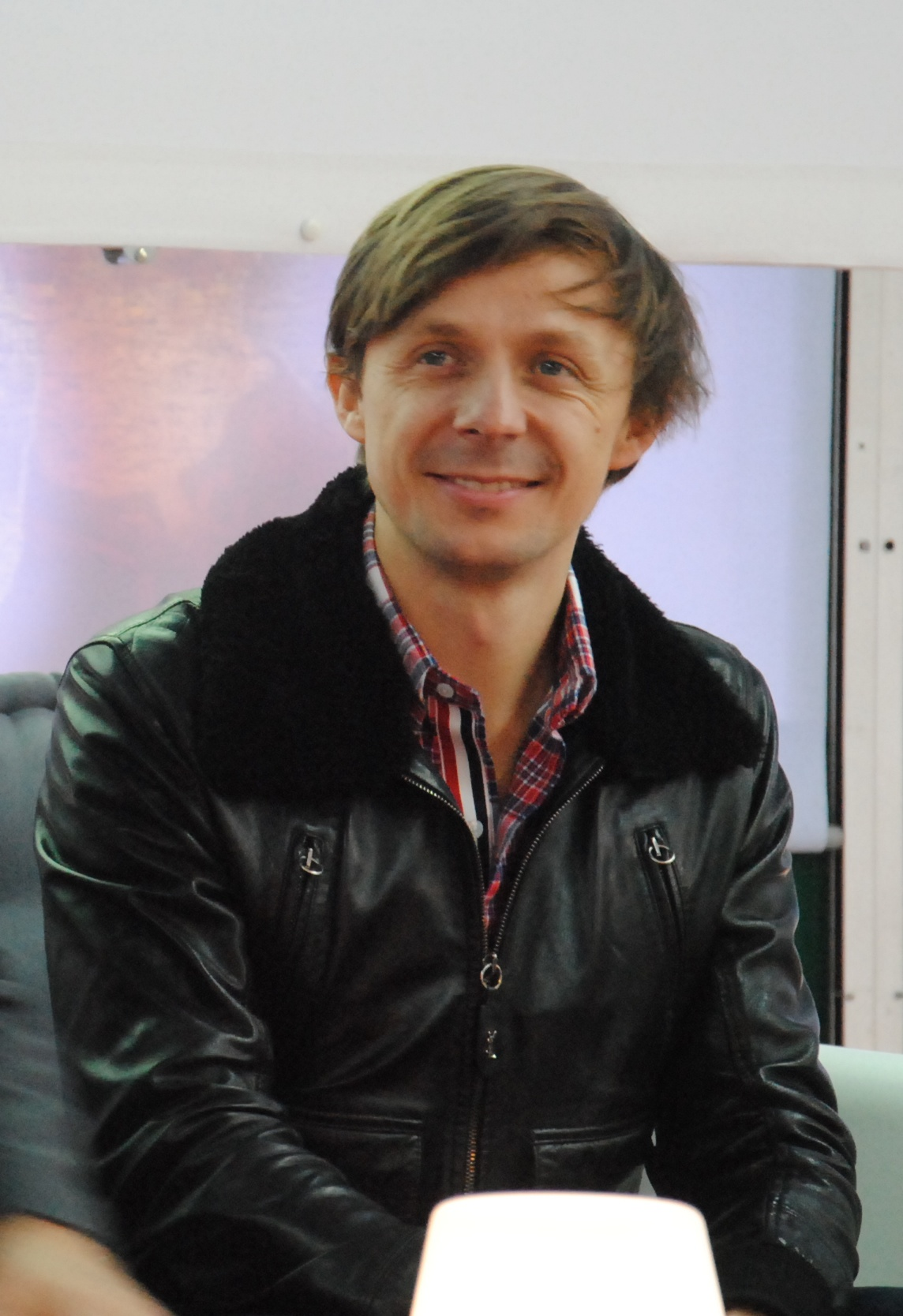
Martin Solveig en 2012.
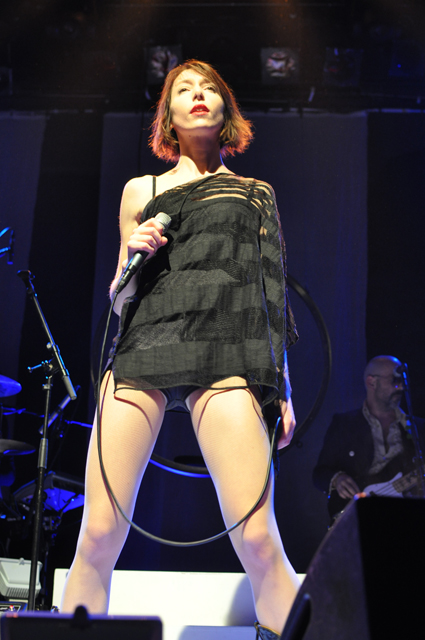
Jeanne Cherhal en 2010.
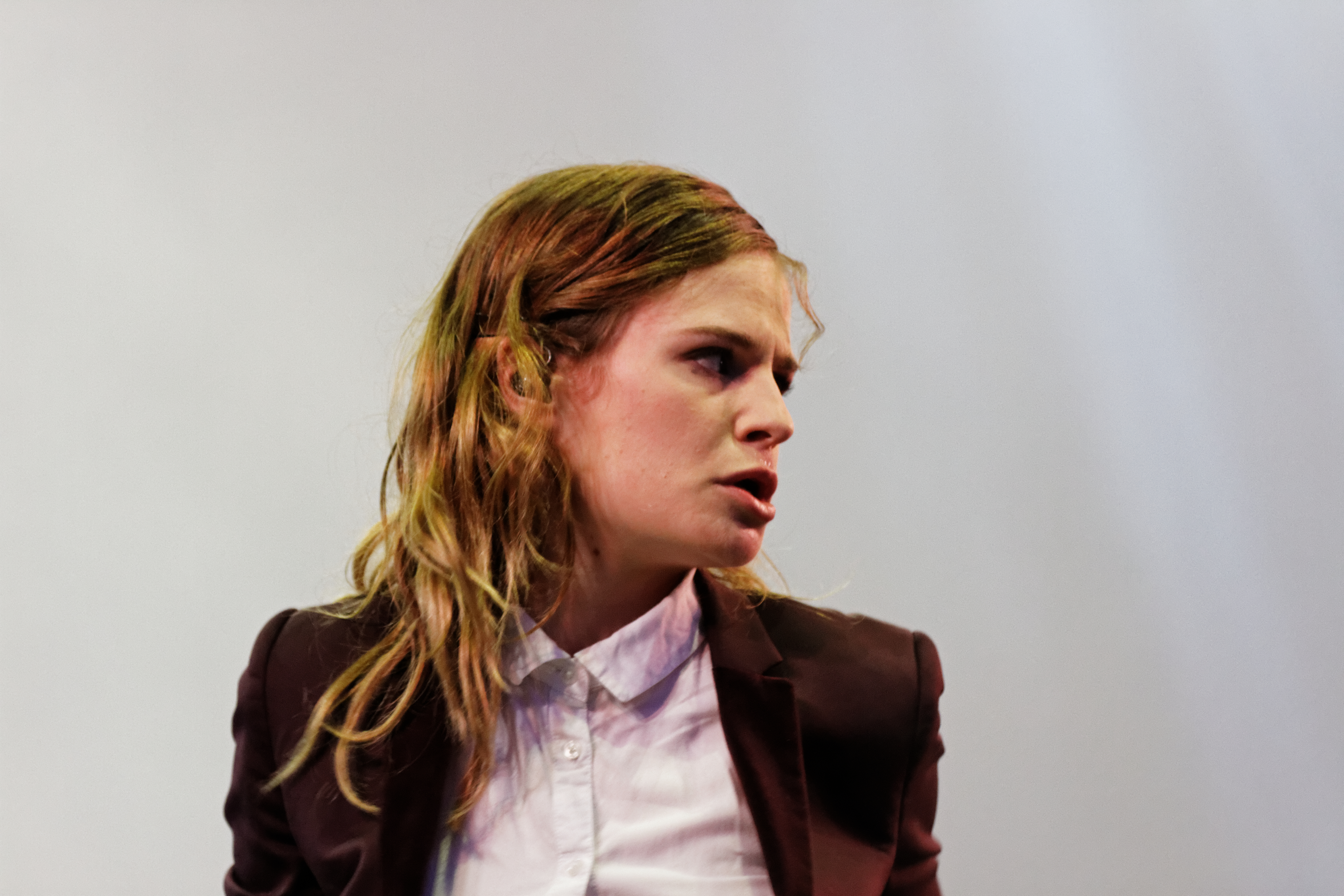
Christine and the Queens en 2014.
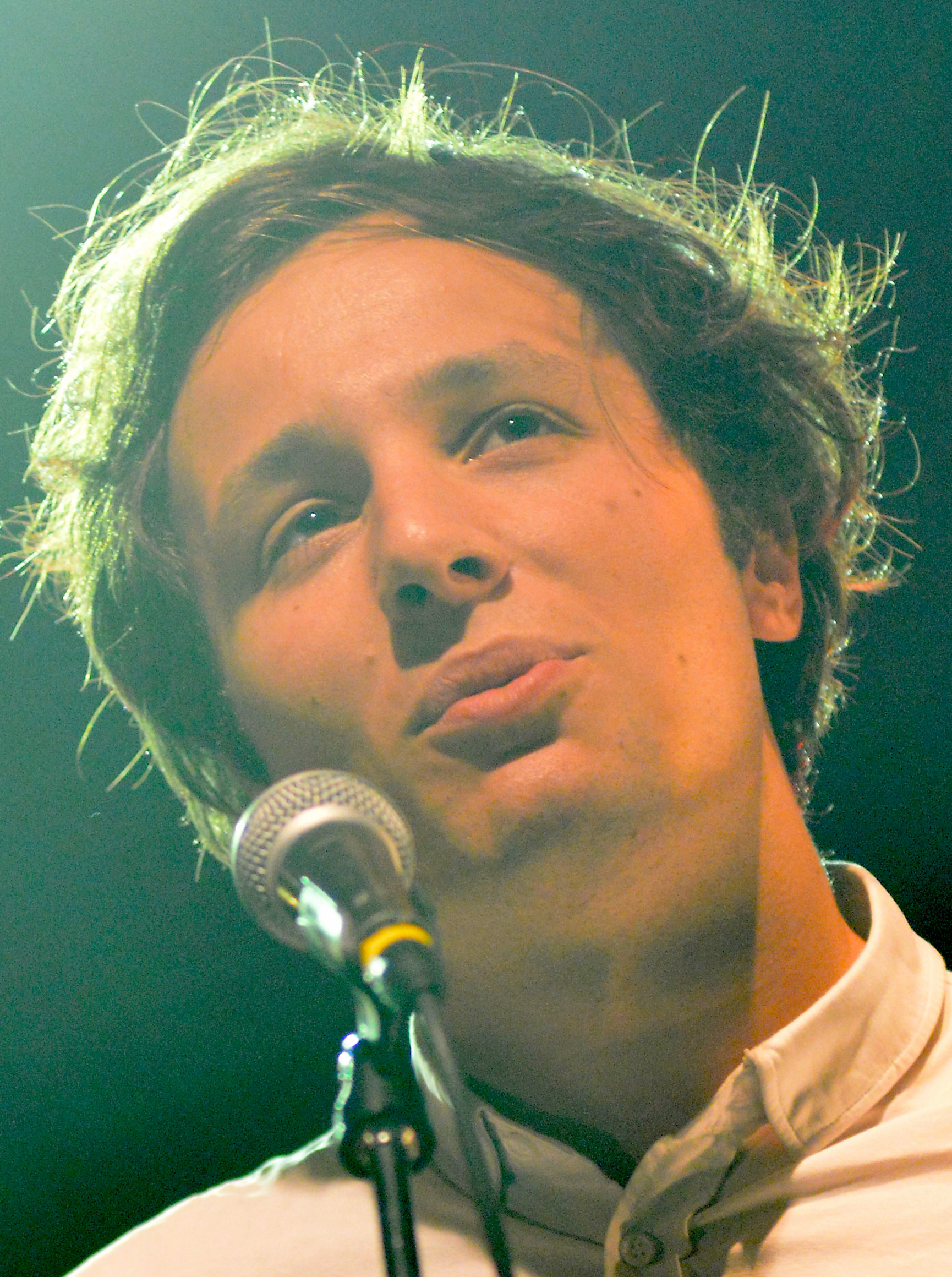
Vianney en 2015.

#### Radio France
- Prix du Livre Inter : attribué à Jacob, Jacob de Valérie Zenatti paru aux éditions de l'Olivier.
- Palmarès des Talents France Bleu 2015, aux Folies Bergère, à Paris[170]. En particulier :
  - Talent d'honneur remis à Eddy Mitchell ;
  - Talent France Bleu 2015 remis à Louane.
- Prix France Info de la Bande dessinée d’actualité et de reportage : décerné à La Lune est blanche d’Emmanuel Lepage et François Lepage, éditions Futuropolis.
- Roman des étudiants France Culture-Télérama : pour sa deuxième édition sous cette formule, le jury a couronné le livre L'Amour et les Forêts d’Éric Reinhardt paru aux éditions Gallimard.
- Concours Radio France de la micronouvelle : le prix est décerné en 2015 à Cédric Citharel pour sa nouvelle Un abri de papier[171].
- Prix du livre audio France Culture/Lire dans le noir. Les prix attribués en 2015 vont à[172] :
  - Temps glaciaires de Fred Vargas, dans la catégorie Fiction ;
  - Alors voilà de Baptiste Beaulieu, dans la catégorie Document ;
  - Au lit de Gilles Bizouerne, dans la catégorie Jeunesse.
- Prix des auditeurs du Masque 2015 : Trois souvenirs de ma jeunesse d'Arnaud Desplechin (film français) et Mustang de Deniz Gamze Ergüven (film étranger).
- Prix France Culture Cinéma 2015 : pour son œuvre et de manière honorifique, le cinéaste lauréat est Abderrahmane Sissako.
- Prix France Culture Cinéma des étudiants 2015 : la principale récompense va au film Mange tes morts de Jean-Charles Hue.

#### RTL
- Grand prix RTL-Lire : décerné au livre Amours de Léonor de Récondo paru aux éditions Sabine Wespieser.
- Grand Prix RTL de la bande dessinée 2015 : remis à Frantz Duchazeau pour son album La Main Heureuse paru aux éditions Casterman-Professeur Cyclope[173].
- Album RTL de l'année 2015 : le trophée est attribué à Fearless, le premier album de Marina Kaye[174].
- Trophée RTL Sports France 2015 : remporté par l'équipe de volley-ball du sélectionneur Laurent Tillie, élue avec 76 % des voix[175].

#### Autres radios
- Palmarès des NRJ DJ Awards 2015, qui se sont déroulés le 4 novembre au Grimaldi Forum Monaco[176]. En particulier :
  - DJ Award d'honneur 2015 : remis à Axwell Λ Ingrosso ;
  - DJ Award pour l'ensemble de sa carrière : remis à Martin Solveig.
- Première remise du Prix du Parolier de l'année RFM-Paris Match, le 17 décembre 2015, à Paris. Les lauréats sont[177] :
  - Jeanne Cherhal pour la chanson Te manquer interprétée par Johnny Hallyday ;
  - Christine and the Queens pour la chanson Saint Claude ;
  - Patxi Garat pour la chanson Jour 1 interprétée par Louane ;
  - Vianney pour la chanson Pas là.
- Les lauréats d'honneur des NRJ Music Awards 2015 sont Adele, Charles Aznavour, Justin Bieber et Sting.

### Gratifications médiatiques en 2015
- Grand prix de la fiction radiophonique de la SGDL : remis à Alain Damasio pour Fragments hackés d'un futur qui résiste, Phaune Radio.
- Bourse RFI - Ghislaine Dupont et Claude Verlon : attribution aux Malgaches Ando Rakotovoahangy et Jhons Mary Ralainarivo, jeune journaliste et jeune technicien radio[178].
- Prix Philippe-Caloni : pour la neuvième édition, le Jury a distingué Léa Salamé pour ses interviews dans le 7/9 sur France Inter[179].
- Prix Marconi 2015 : le lauréat est Peter Kirstein.
- Prix Varenne de la radio 2015 : la Fondation Varenne qui entend valoriser le métier de journaliste, réunit le 2 novembre 2015, a désigné trois lauréats dans la catégorie radio[180] :
  - Frédéric Pommier,
  - Annabelle Wannecque, et
  - Maud de Carpentier.
- Prix de la Meilleure émission d'information de radio de l'année : attribué, lors du 17e Grand Prix des Médias CB News, à Europe 1 Soir de Nicolas Poincaré[181].
- Prix des médias du dispositif médical : attribué à Michel Grossiord d'Europe 1, pour son interview d'Anaïs Barut, dont la société a travaillé sur la détection des mélanomes[182].
- Prix Roland-Dorgelès, récompensant le rayonnement de la langue française à la radio : le lauréat 2015 est Quentin Dickinson.
- Prix SACD radio 2015 : Caroline de Kergariou en est la lauréate, et François Pérache le nouveau talent.[réf. nécessaire]
- Prix Philippe Chaffanjon 2015 (catégorie reportage français) : les lauréats sont Alexandre Billette et Hervé Dez pour « Transkraïna, aux confins de l'ex-URSS »[183].

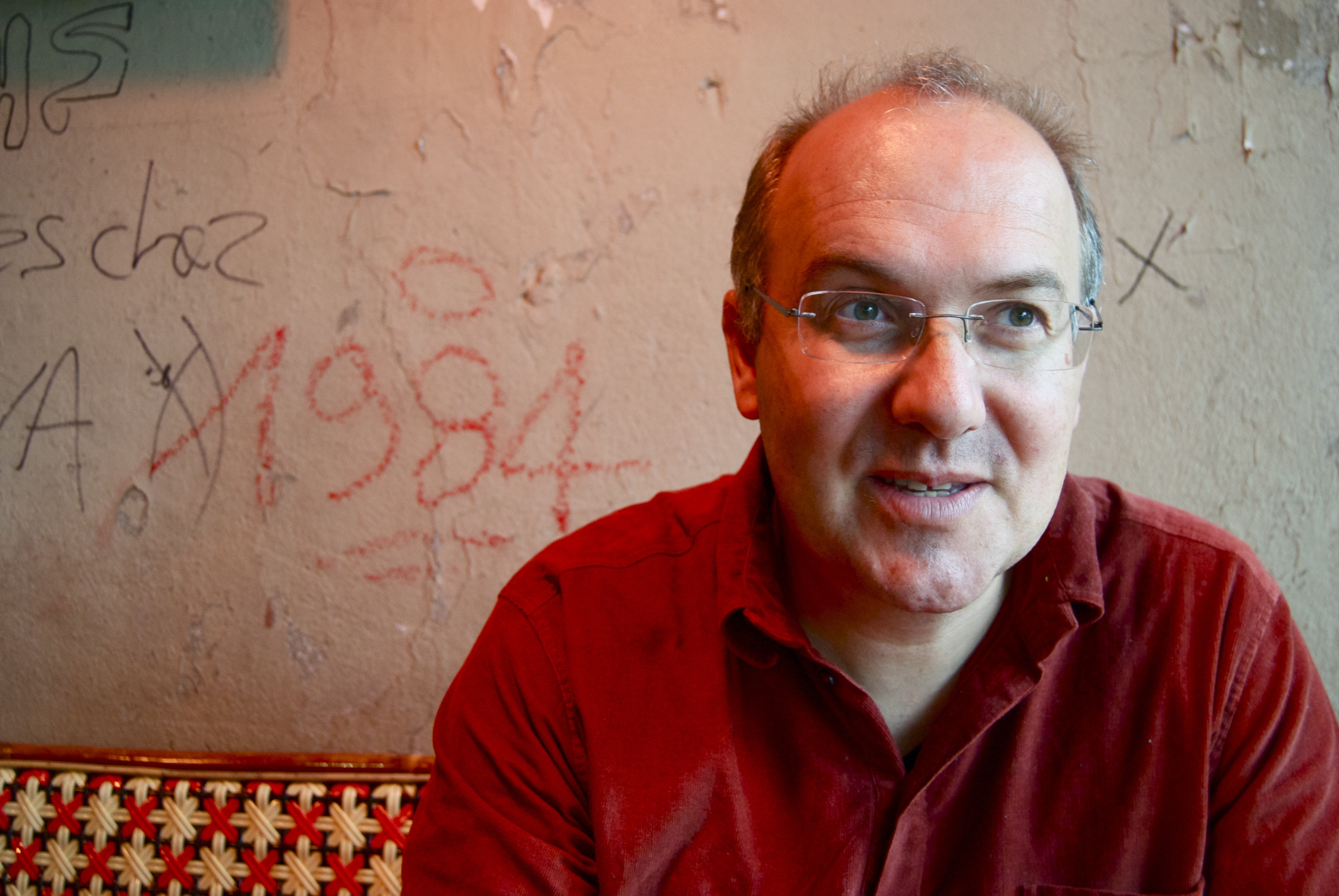
Alain Damasio en 2014.
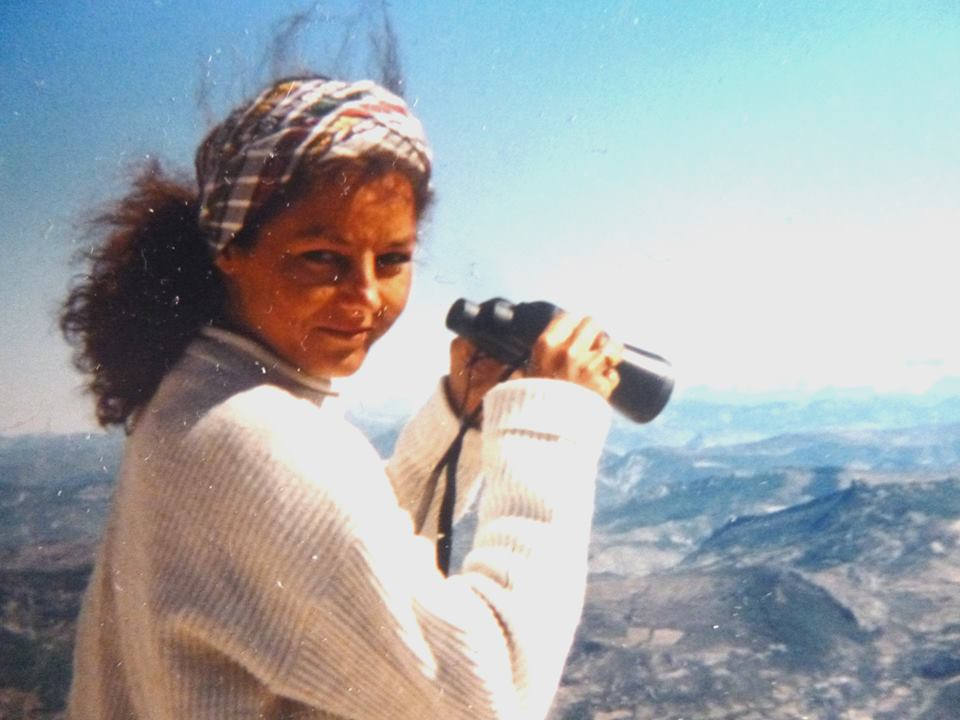
Ghislaine Dupont en 2001.
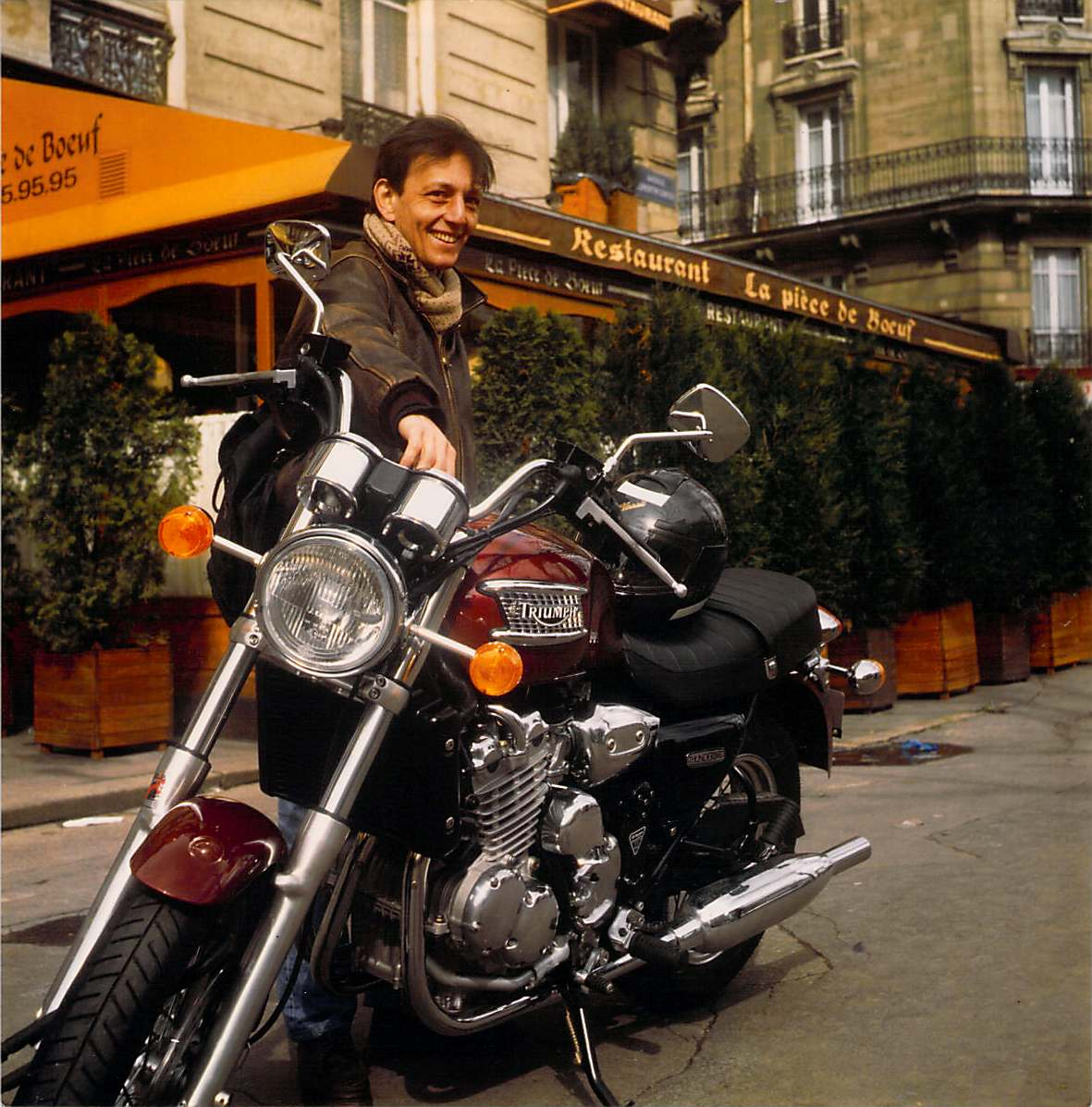
Claude Verlon en 2014.
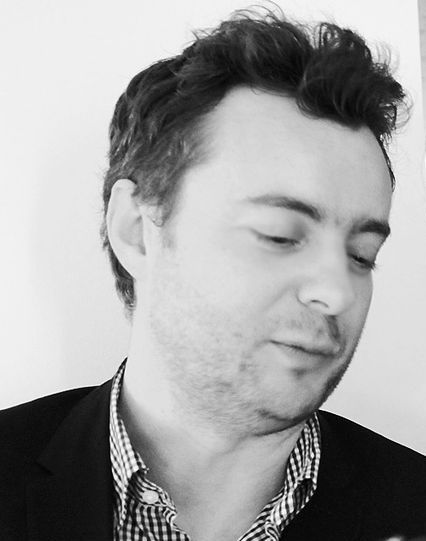
Frédéric Pommier en 2013.
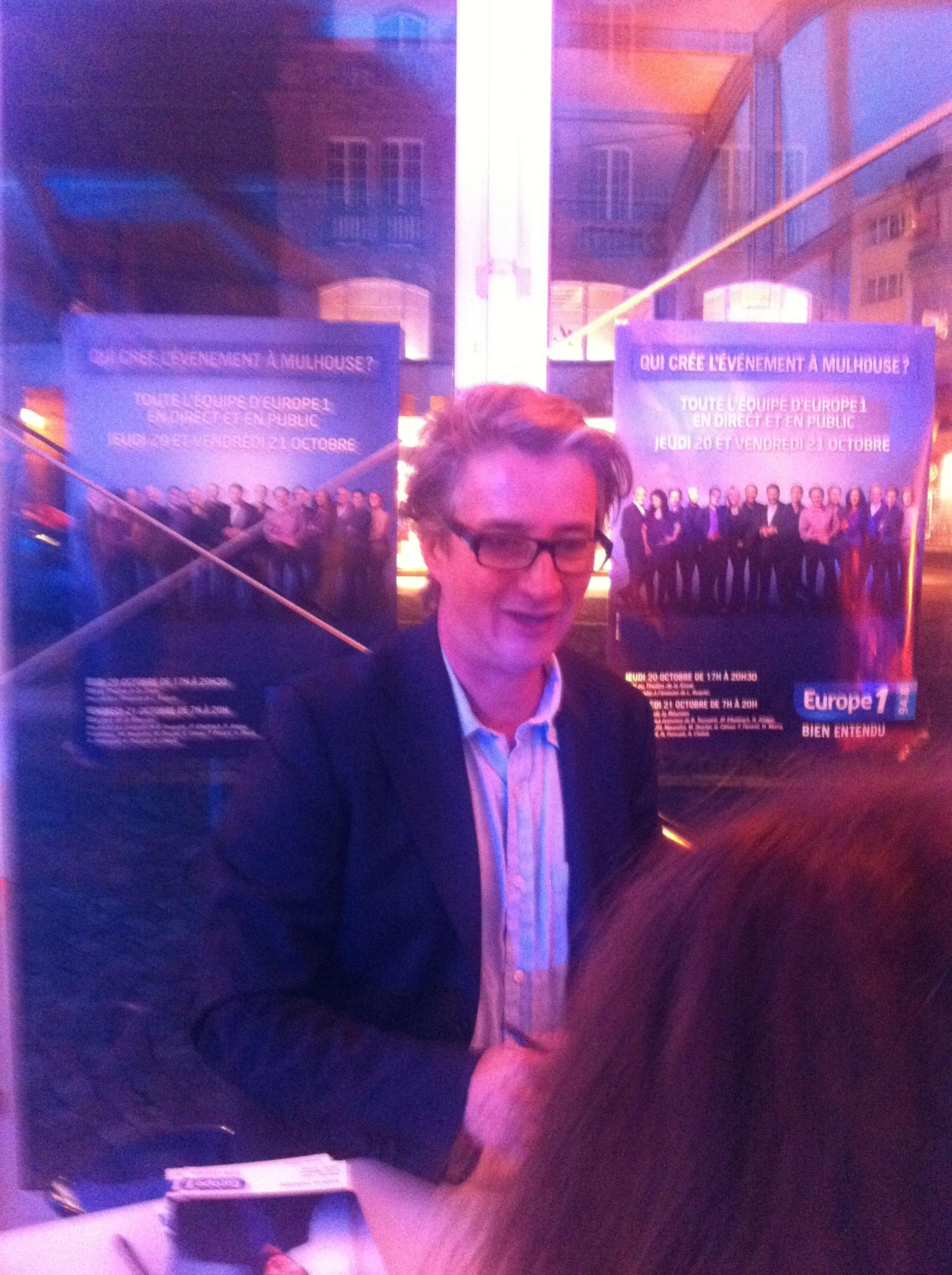
Nicolas Poincaré en 2011.
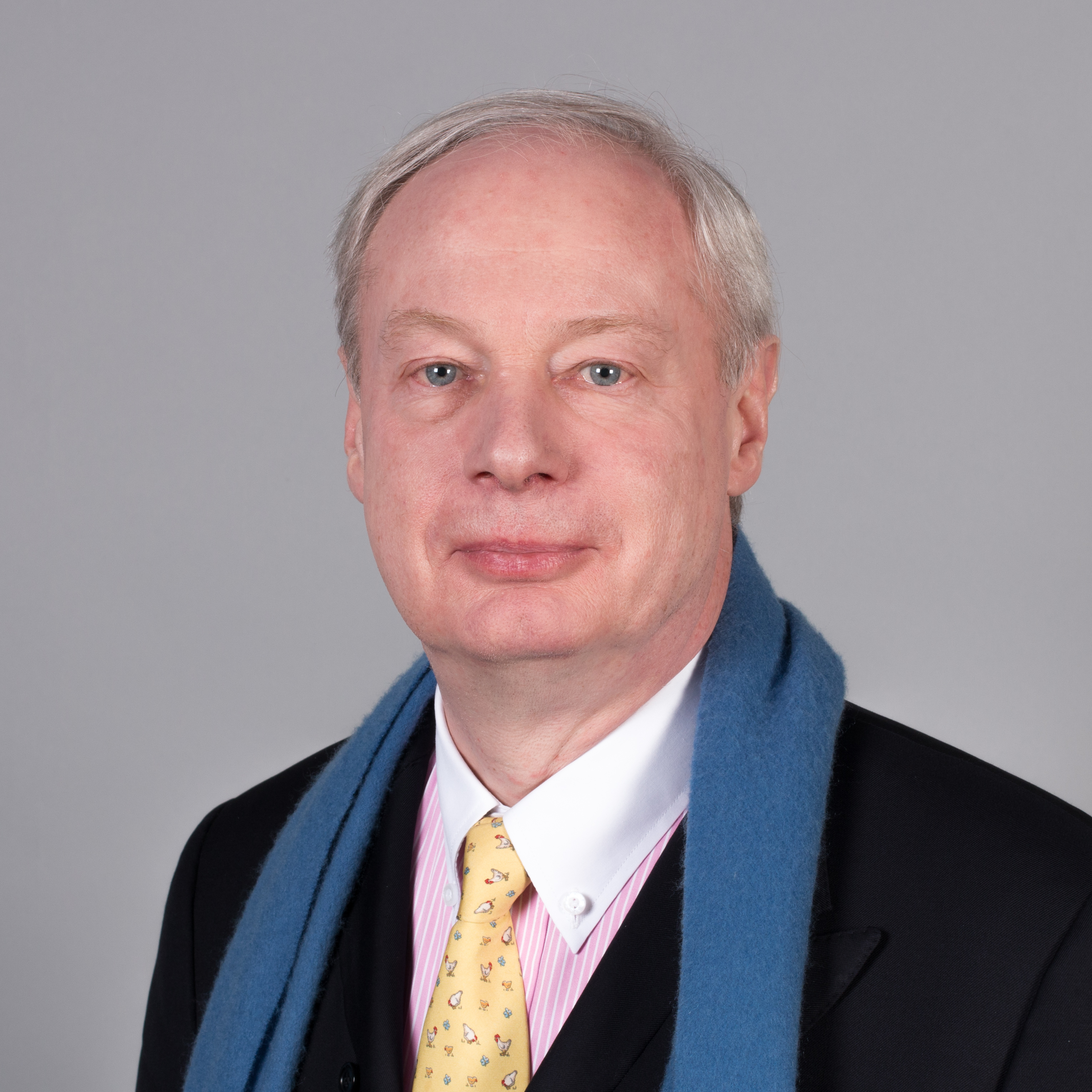
Quentin Dickinson en 2014.

### Distinctions institutionnelles en 2015
- Sur proposition du Ministère de l'écologie, du développement durable et de l'énergie, Denis Cheissoux, animateur à France Inter, est fait chevalier de la Légion d'honneur au 1er janvier 2015[184].
- Pierre Bellemare, voix emblématique de la radio en France, conteur hors-pair, est fait Chevalier de l'ordre du Mérite agricole le 31 janvier 2015[185].
- Marie Drucker, journaliste française et présentatrice d'émissions sur Europe 1 et RTL est faite Chevalier des Arts et des Lettres le 13 février 2015[186].
- Jean-François Zygel, reconnu pour son travail d'initiation à la musique classique à la radio, est fait Chevalier de la Légion d'honneur le 3 avril 2015[187].
- Dave, qui a présenté le Top 50 sur Europe 1, ainsi qu'une émission sur Nostalgie est fait Chevalier de l'ordre d'Orange-Nassau le 17 avril 2015[188].
- Stéphane Bern, figure emblématique du paysage radiophonique français à partir des années 2000, est fait, en 2015 :
  - Officier de l'ordre de l'Honneur (Grèce)[réf. nécessaire] ;
  - Commandeur de l'ordre de Mérite du Grand-Duché de Luxembourg[189] ;
  - Chevalier de l'ordre des Palmes académiques[190].
- Anne Roumanoff, chroniqueuse humoristique et animatrice à la radio, est nommée Officier des Arts et des Lettres le 17 juillet 2015[191].
- Laure Adler, ancienne directrice de France Culture, est nommée Officier de la Légion d'honneur le 31 décembre 2015[192].
- Alain Duault, spécialiste de musique classique et animateur radio de premier plan, est nommé Officier de la Légion d’honneur le 31 décembre 2015[193].
- Jean-Marie Colombani, animateur et chroniqueur à Radio France, est nommé Chevalier de la Légion d’honneur le 31 décembre 2015[194].

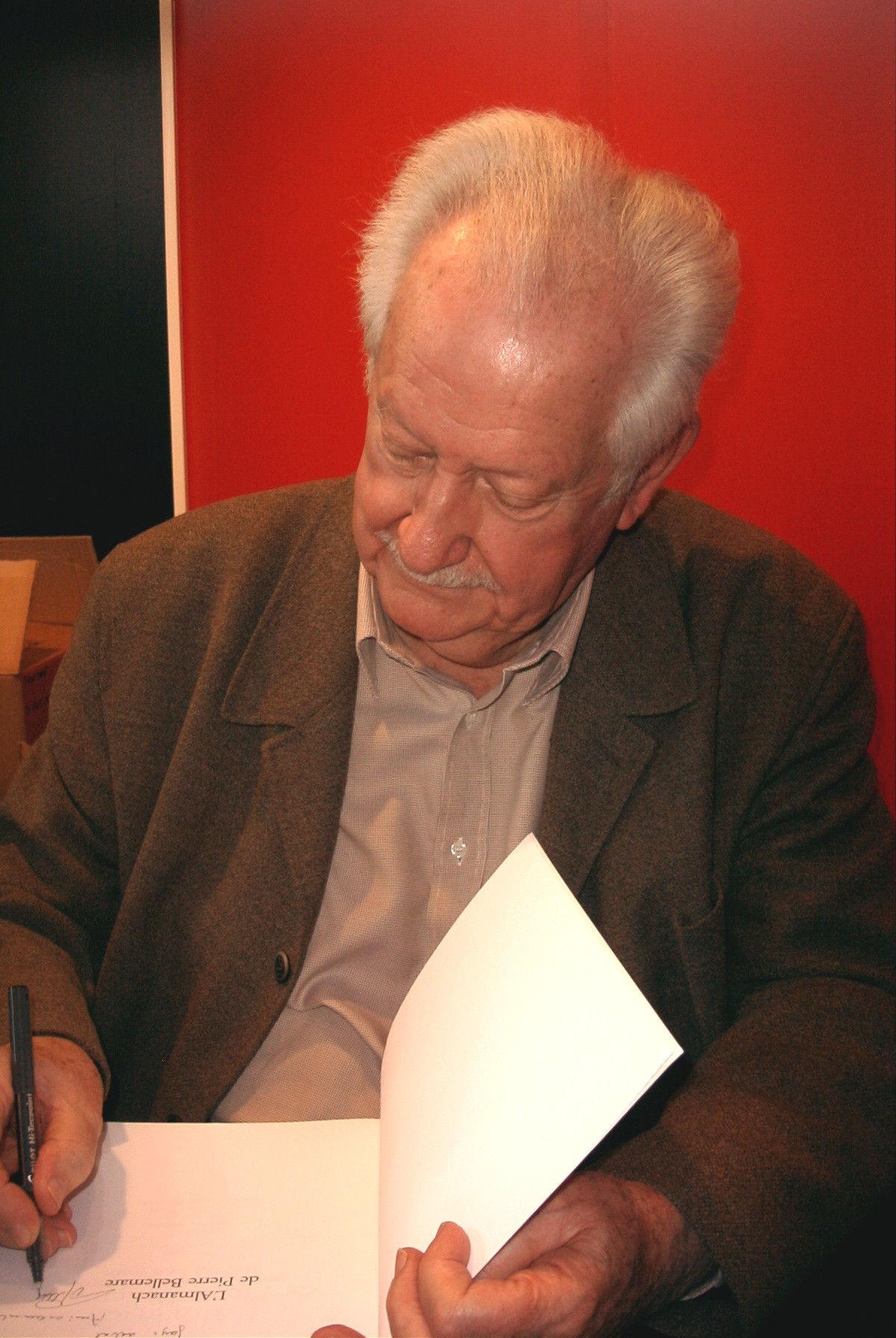
Pierre Bellemare en 2007.
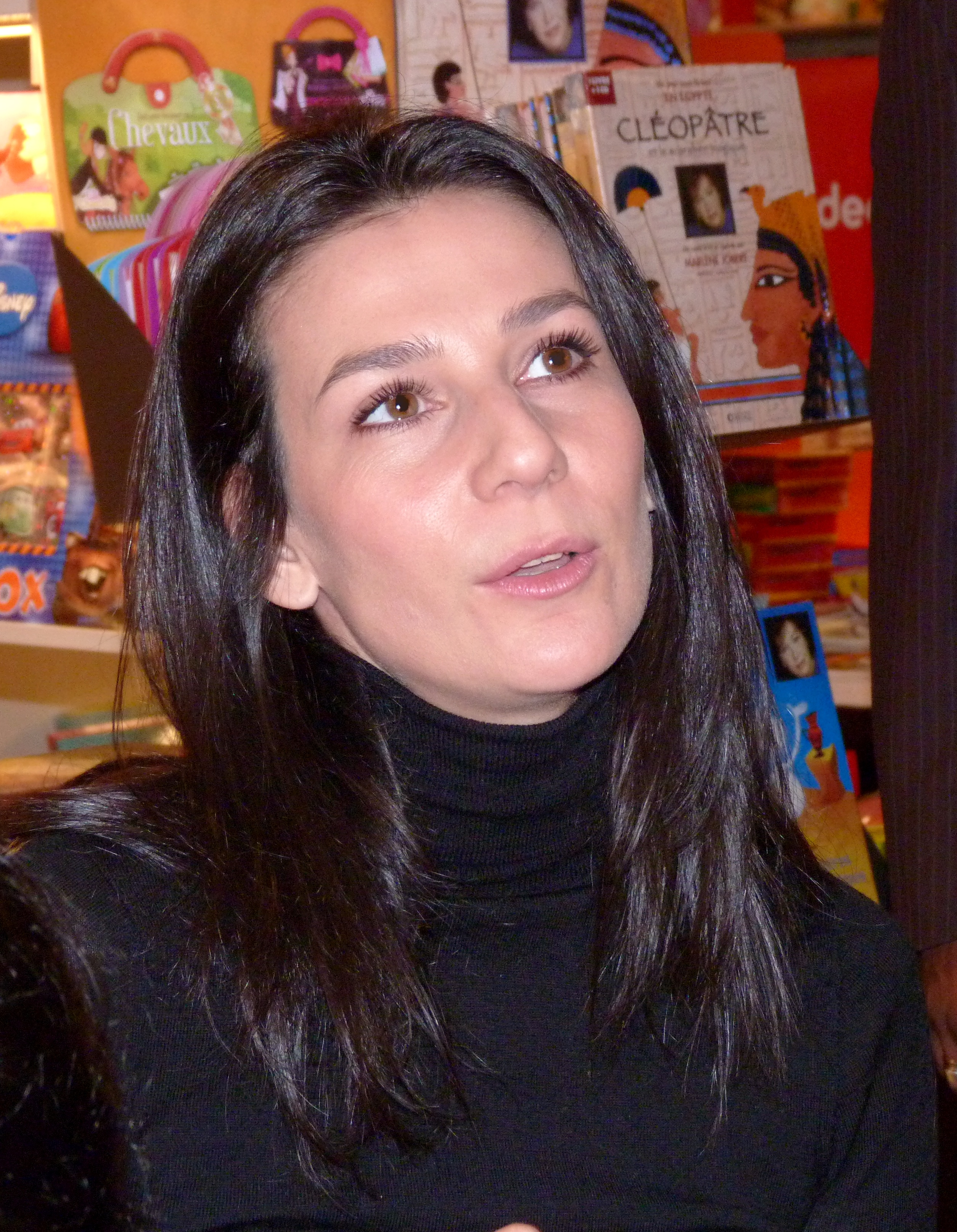
Marie Drucker en 2010.
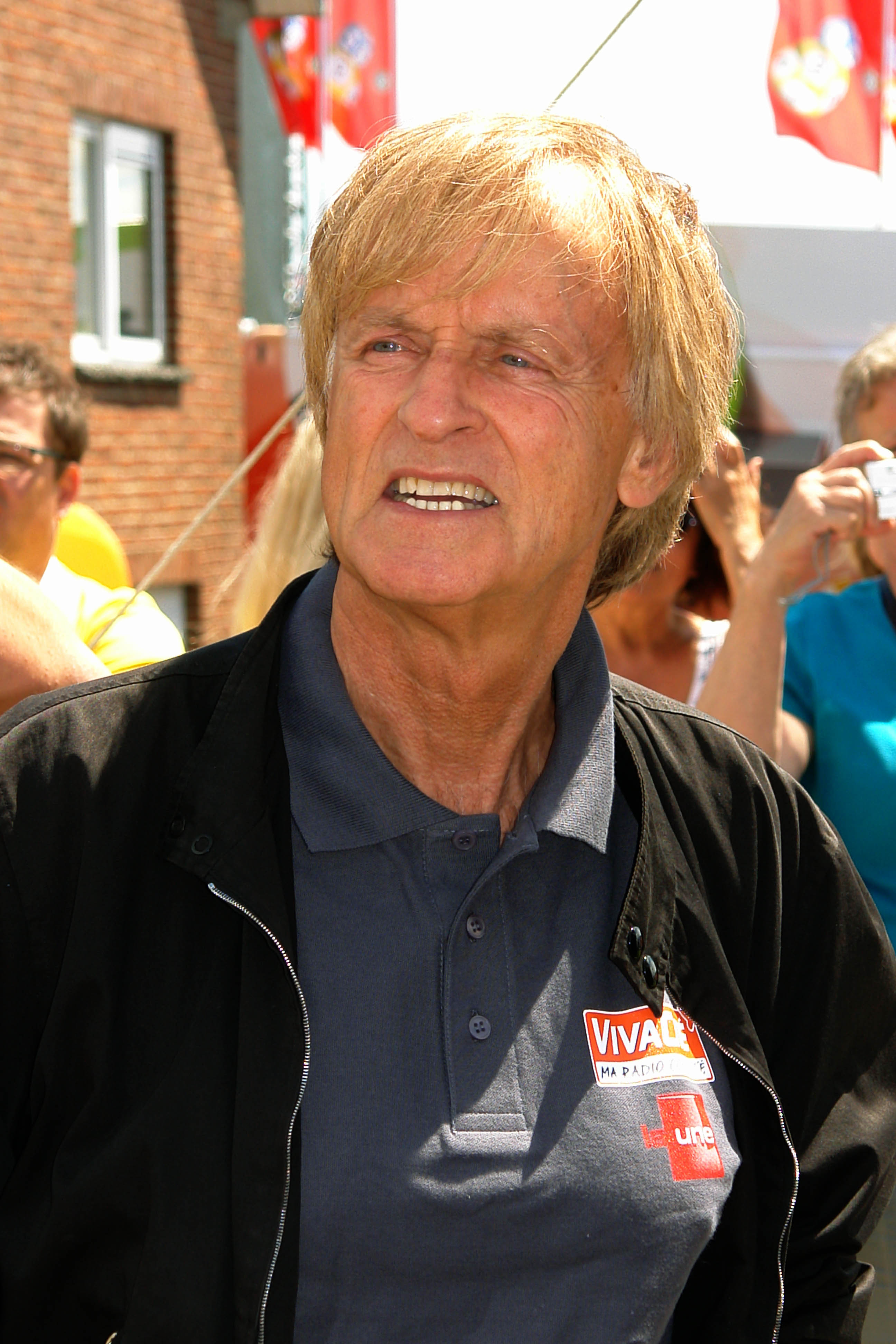
Dave en 2012.
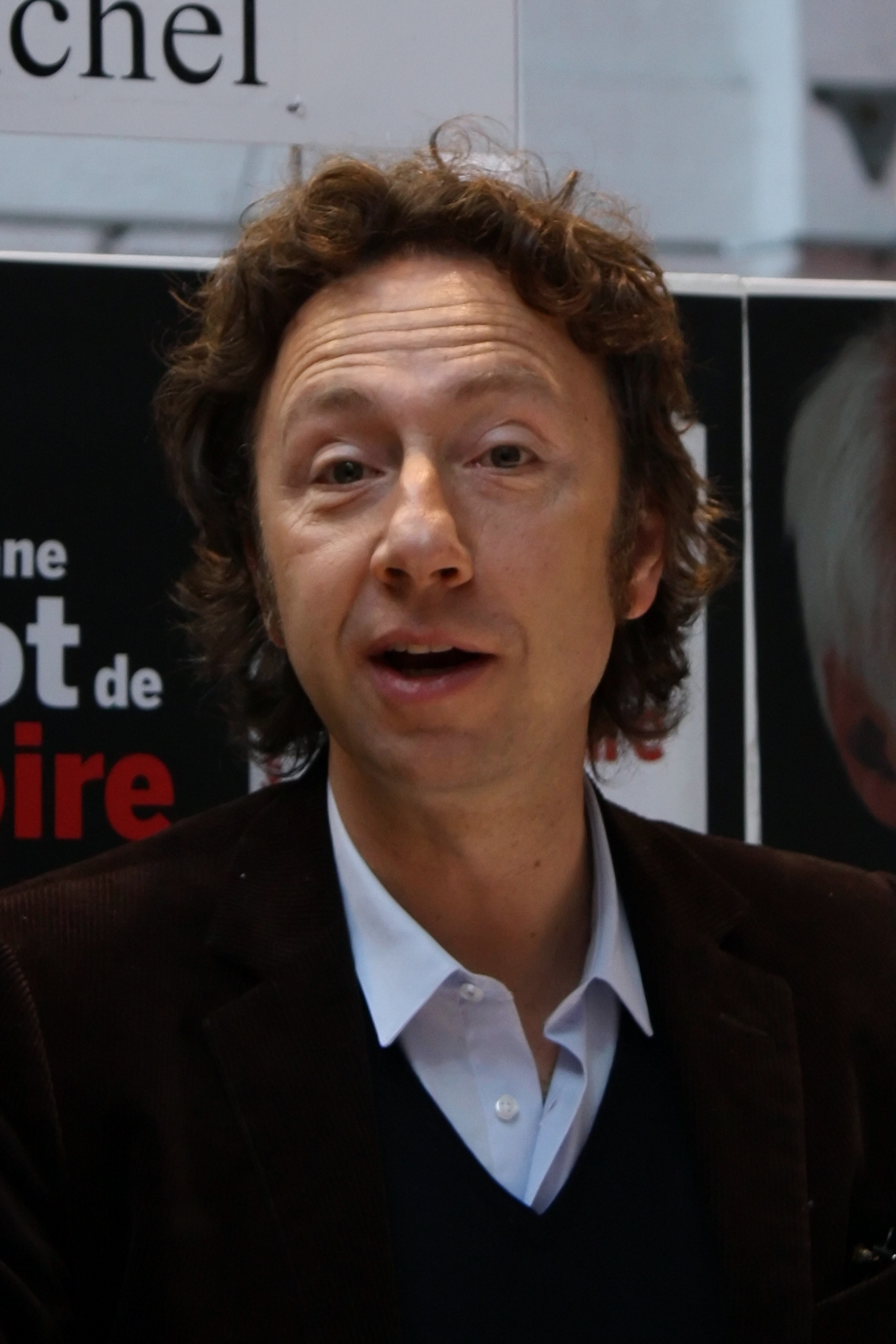
Stéphane Bern en 2011.
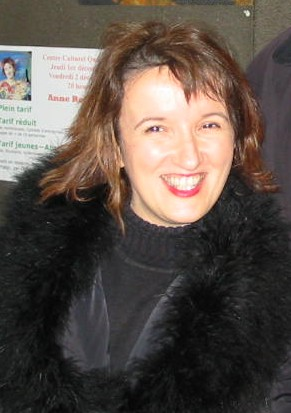
Anne Roumanoff en 2005.
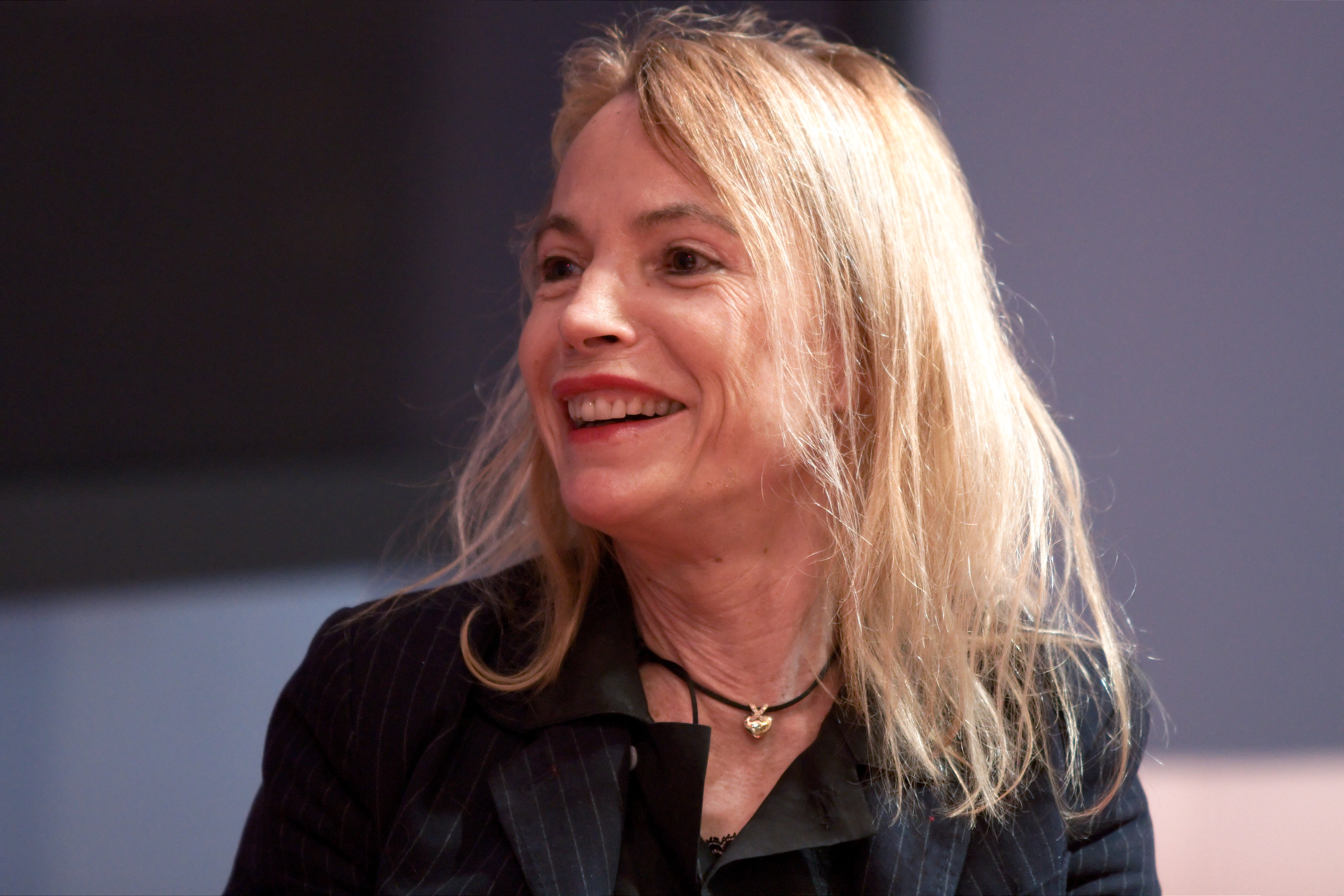
Laure Adler en 2010.
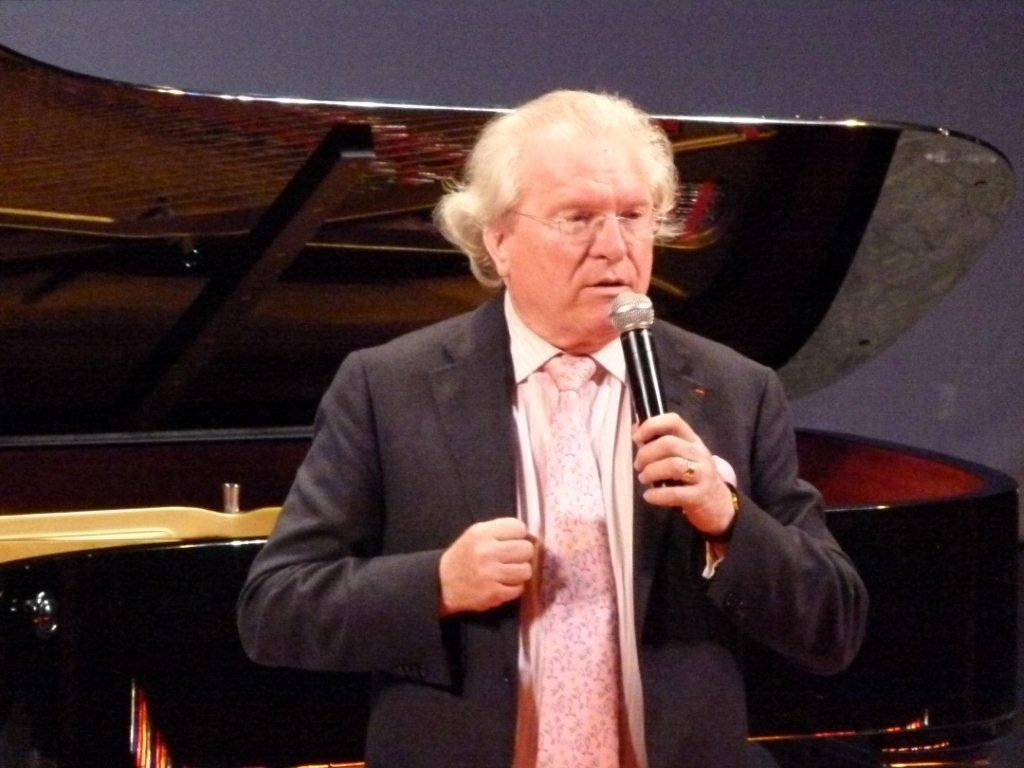
Alain Duault en 2007.

### Autres prix et distinctions en 2015
- Éric Zemmour reçoit le Prix Combourg Chateaubriand en 2015 pour son livre Le Suicide français[195].
- Natacha Polony reçoit le prix du Livre incorrect 2015 pour son livre Ce pays qu’on abat. Chroniques 2009-2014, Plon, 250 p., le 19 mars 2015.
- Tania de Montaigne reçoit le Prix Simone Veil en 2015 pour son livre Noire, la vie méconnue de Claudette Colvin[196].

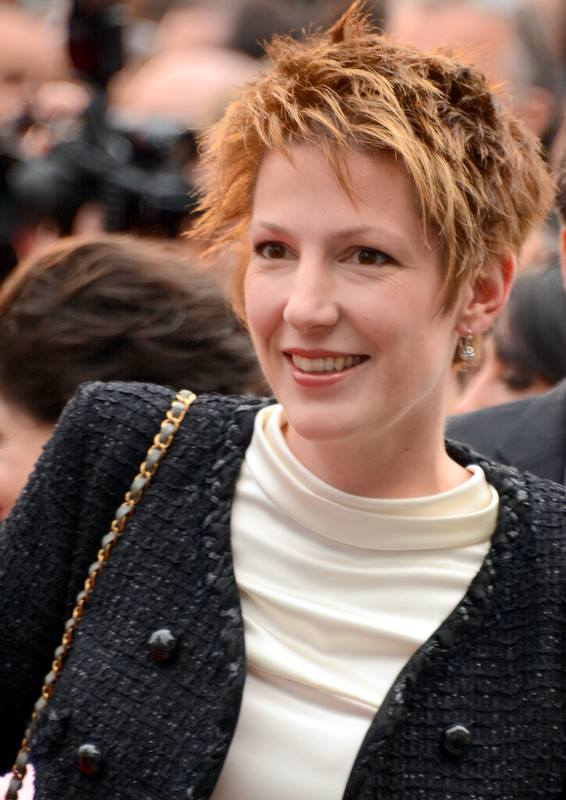
Natacha Polony en 2015.
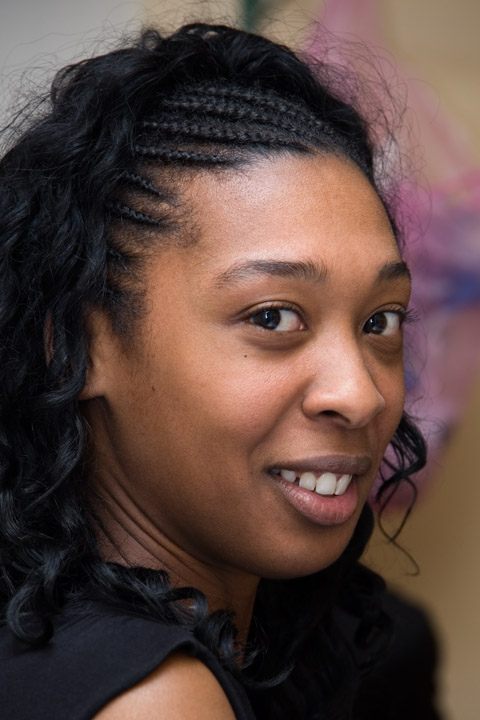
Tania de Montaigne en 2007.

## Décès en 2015
- Bernard Maris, économiste et chroniqueur sur France Inter, mort victime de l'attentat contre Charlie Hebdo le 7 janvier 2015 à l'âge de 68 ans.
- José Artur, hospitalisé une dizaine de jours à Paris à la suite d'un accident vasculaire cérébral, mort dans la matinée du 24 janvier 2015 à l'âge de 87 ans[197].
- Pascal Brunner, imitateur et chroniqueur à la radio, mort à l'hôpital l'Archet de Nice des suites d'un cancer de la gorge, le 26 février 2015 à l'âge de 51 ans.
- Patrice Dominguez, 29 ans sur Europe 1 puis RMC, mort des suites d'une longue maladie à l'hôpital de la Pitié-Salpétrière à Paris le 12 avril 2015 à l'âge de 65 ans[198].
- Anne-Marie Peysson, speakerine et animatrice sur RTL, morte le 14 avril 2015 à l'âge de 79 ans.
- Rémy Kolpa Kopoul, participant un temps au Pop-Club de José Artur puis animateur sur Radio Nova, mort le 3 mai 2015 à l'âge de 66 ans.
- Michel Lis, connu pour avoir animé entre 1972 et 2005 la chronique Michel le jardinier sur France Inter, mort le 9 juin 2015 à l'âge de 78 ans[199].
- Claude Cabanes, chroniqueur dans l'émission On refait le monde sur RTL, de 2003 à 2015, mort le 25 août 2015 des suites d'un cancer à l'âge de 79 ans[200].
- Jean-Loup Lafont, animateur sur Europe 1, mort le 18 septembre 2015, à l'âge de 75 ans[201].
- Maurice Eustache, fondateur de la radio régionale Fréquence Plus en 1986, mort le 11 novembre 2015 au matin, des suites d'une longue maladie[202].
- Éric Hauville, cofondateur du SIRTI en 1981, puis président de ce syndicat de 1986 à 1994, mort le 9 décembre 2015[203].
- Emmanuel Ratier, animateur sur Radio Courtoisie, mort le 19 août 2015 d'une crise cardiaque à l'âge de 57 ans alors qu'il pratique la spéléologie[204].
- Laurent Violet, humoriste français présent en radio, mort dans la nuit du 3 au 4 décembre 2015 à la suite d'un malaise cardiaque, à l'âge de 50 ans[205].
- Geneviève Dormann, participante aux émissions On va s'gêner et Les Grosses Têtes, morte de maladie à Paris, le 13 février 2015, à l'âge de 81 ans[206].

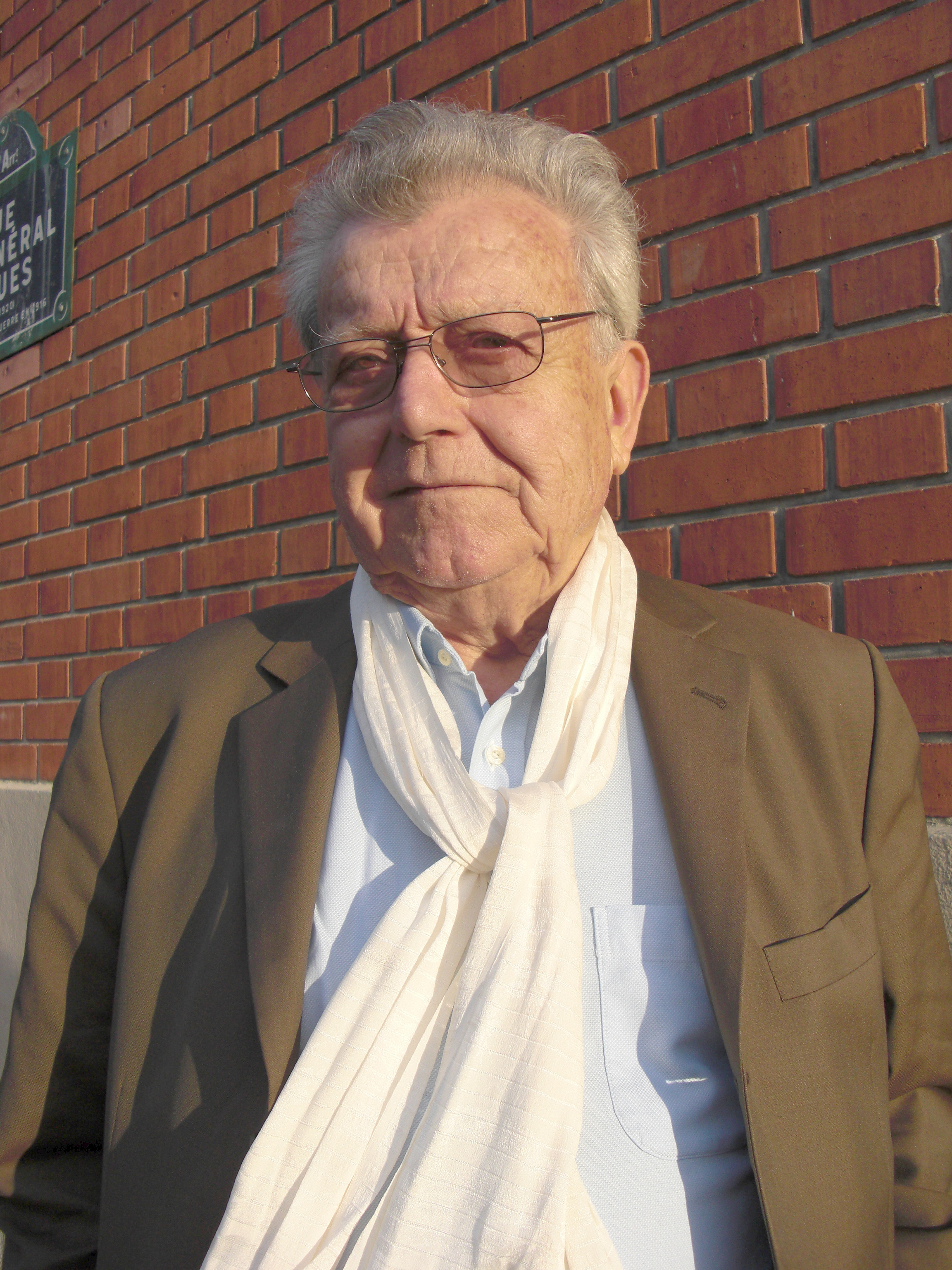
José Artur en 2008.
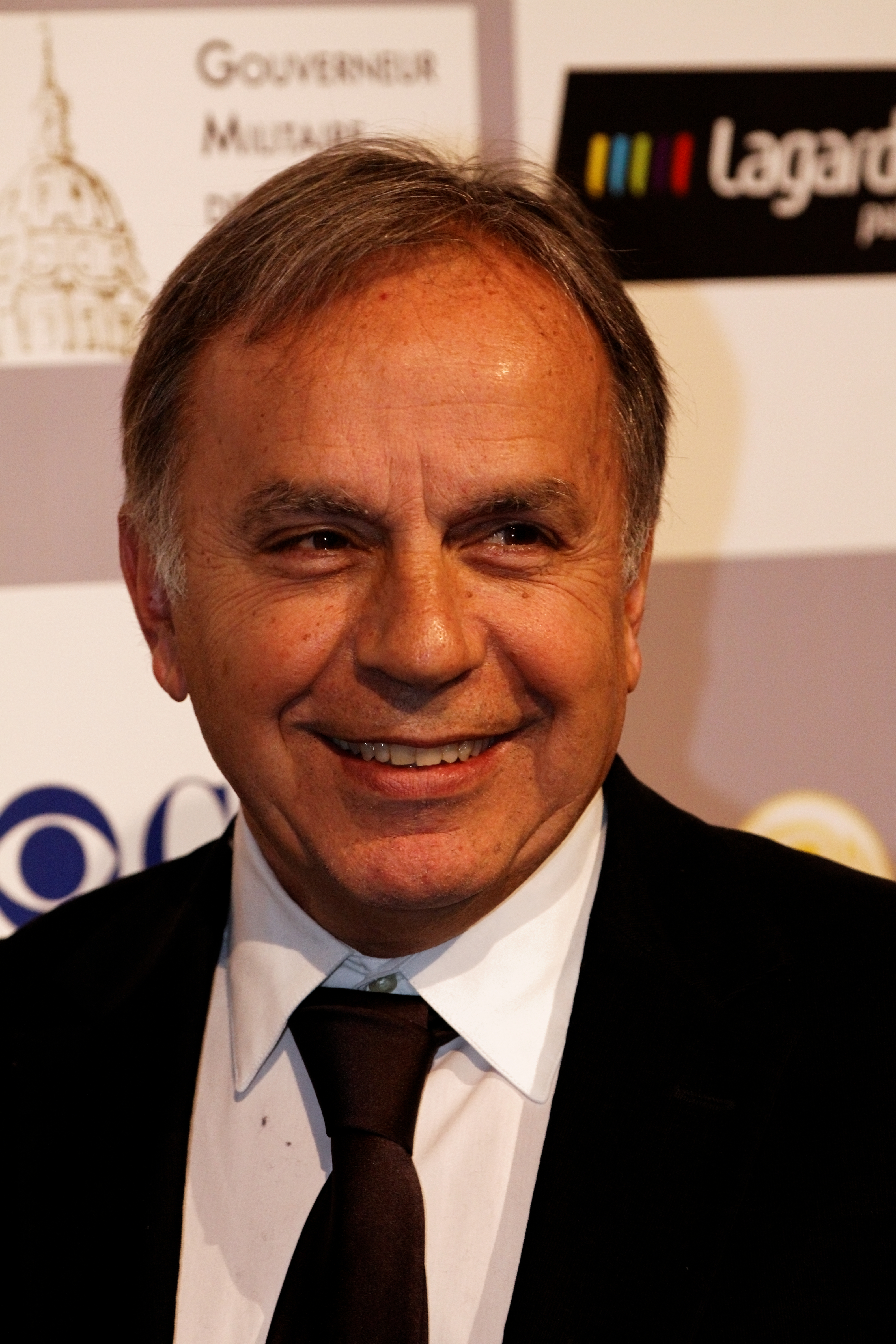
Patrice Dominguez en 2012.
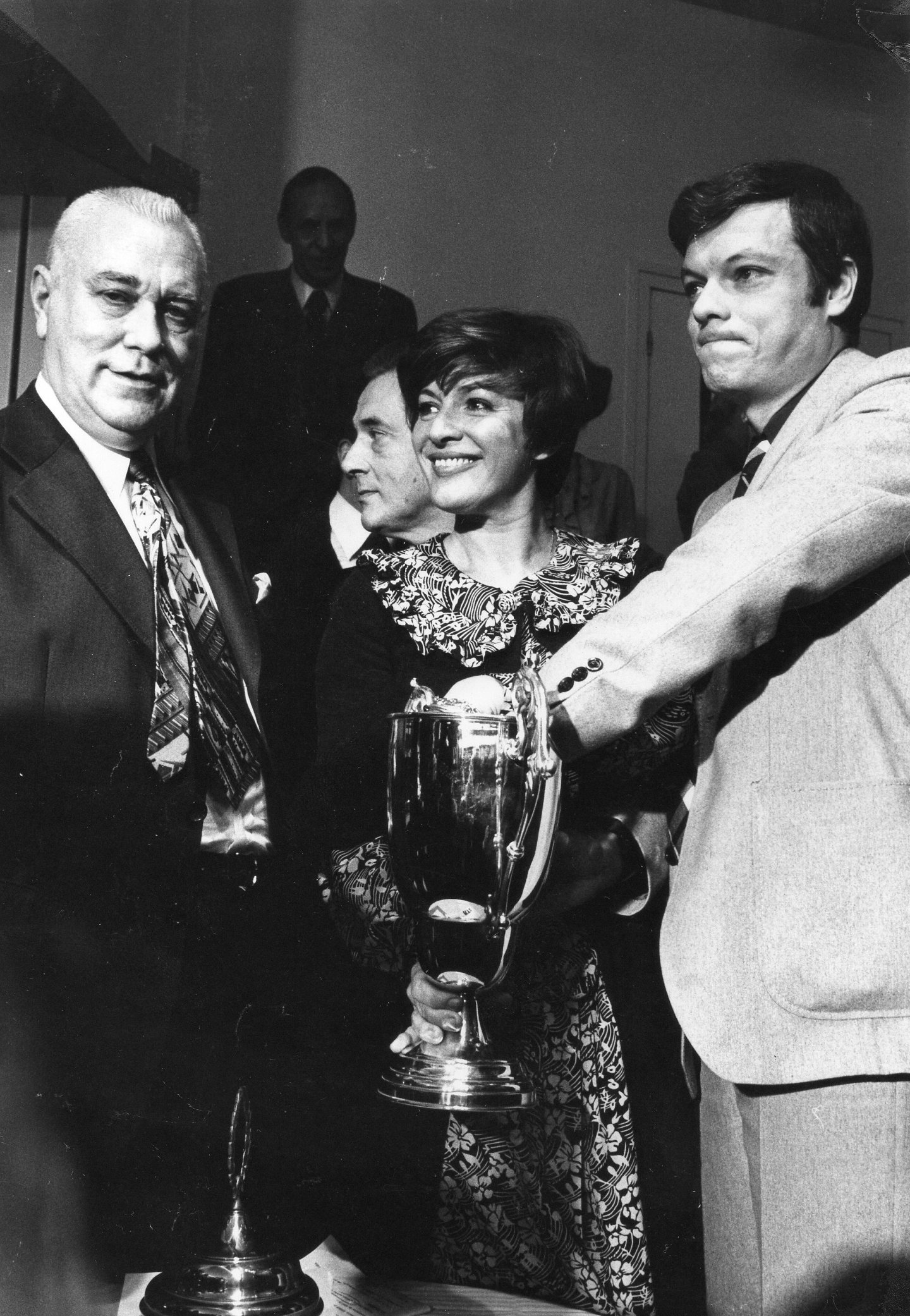
Anne-Marie Peysson en 1977.
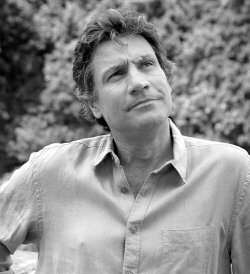
Laurent Violet en 2016.

### Crédit d'auteurs
- Cet article est partiellement ou en totalité issu de l'article intitulé « Événements radiophoniques en 2015 en France » (voir la liste des auteurs).

- Cet article est partiellement ou en totalité issu de l'article intitulé « Changements à la radio en 2015 en France »  (voir la liste des auteurs sur la page de discussion de l'article).